# Al-Harām-Moschee
Die al-Harām-Moschee (arabisch المسجد الحرام al-Masdschid al-Harām, DMG al-masǧid al-ḥarām), auch Heilige Moschee und Große Moschee genannt, im saudi-arabischen Mekka ist die größte Moschee der Welt. Sie gilt noch vor der Prophetenmoschee in Medina und der al-Aqsa-Moschee in Jerusalem als die vorzüglichste Moschee des Islams. In ihrem Hof befinden sich die Kaaba, das zentrale Heiligtum des Islams, der Zamzam-Brunnen und der Maqām Ibrāhīm. Eine Besonderheit der al-Harām-Moschee ist, dass hier nicht nur wie in anderen Moscheen Gebet und Chutba stattfinden, sondern auch der Tawāf, also die rituelle Umkreisung der Kaaba. Auch gilt nach den Manāsik-Regeln, dass derjenige, der die al-Harām-Moschee betritt, als Erstes zur Begrüßung der Kaaba einen Tawāf zu vollziehen hat.
Die Baugeschichte der al-Harām-Moschee reicht mehr als 1300 Jahre zurück. Die wichtigsten Ausbauschritte erfolgten in der frühen Abbasidenzeit im 8. bis 10. Jahrhundert, während der osmanischen Periode im 16. Jahrhundert sowie ab 1955 unter saudischer Herrschaft. Seit den 1960er Jahren ist auch der Masʿā, also die rituelle Laufstrecke zwischen as-Safā und al-Marwa, Teil der al-Harām-Moschee. Das aktuelle Bauwerk erstreckt sich über eine Fläche von 400.000 m² – die inneren und äußeren Gebetsflächen einschließend – und kann während des Haddsch mehr als eine Million Gläubige aufnehmen. Zurzeit wird die Moschee erneut ausgebaut; nach Abschluss der Bauarbeiten soll sie insgesamt 13 Minarette besitzen. Da bei der saudischen Neugestaltung der Moschee der Vorgängerbau fast vollständig niedergerissen wurde, ist die frühere Baugeschichte nur anhand von Text- und wenigen Bildquellen rekonstruierbar. Vom 16. bis 18. Jahrhundert waren Darstellungen der al-Harām-Moschee ein beliebtes Motiv der islamischen Kunst.
Zahlreiche Hadithe unterstreichen den hohen religiösen Wert des rituellen Gebets in der Heiligen Moschee. Dessen Organisation hat aber aufgrund der Existenz verschiedener islamischer Lehrrichtungen, die unterschiedliche rituelle Vorschriften für das Gebet vorgeben und teilweise miteinander rivalisieren, immer wieder Probleme bereitet und wurde mehrfach reformiert. Daneben ist die Heilige Moschee schon seit der Frühzeit des Islams ein Ort für die Pflege der religiösen Wissenschaften des Islams. Als Kurzform wird für die al-Harām-Moschee auch der Ausdruck Haram verwendet, allerdings ist der eigentliche Haram von Mekka ein erheblich größerer Bezirk, der eine Fläche von rund 554 Quadratkilometern rund um die Stadt umfasst. Die al-Harām-Moschee wird seit 2007 einem umfassenden Um- und Ausbau unterzogen.

## Baugeschichte

### Früheste Baugeschichte: die Anlage eines Gebäudes um die Kaaba

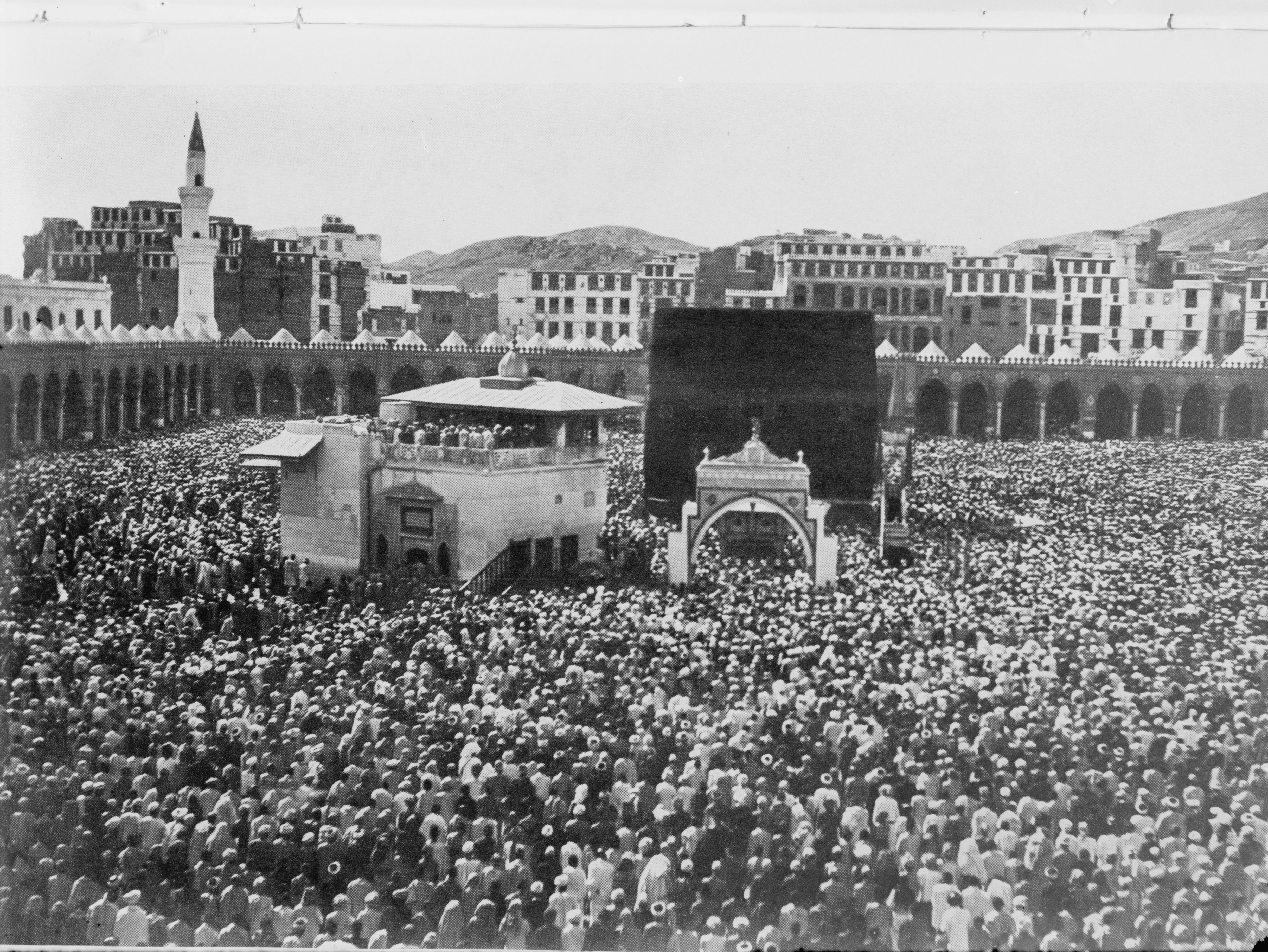
Die Kaaba mit dem Zamzam-Gebäude und dem Banū-Schaiba-Tor, das die Grenze des ursprünglichen Hofs um die Kaaba markieren soll, um 1910

Hinsichtlich der frühesten Baugeschichte der Heiligen Moschee zitiert der mekkanische Geschichtsschreiber al-Azraqī (gestorben 837) einen Bericht des mekkanischen Gelehrten Ibn Dschuraidsch (gestorben 767). Demnach war das mekkanische Heiligtum ursprünglich nicht von Mauern umgeben, sondern von allen Seiten von Häusern umschlossen, zwischen denen sich Tore befanden, durch die man zu ihm gelangen konnte. Das Banū-Schaiba-Tor, das sich bis in die späten 1950er Jahre im Hof der Moschee befand und nach dem Kaaba-Wächter Schaiba ibn ʿUthmān (gestorben 677) und seinen Nachkommen benannt ist, kennzeichnete den Ort des wichtigsten dieser Durchgänge. Ihn soll auch der Prophet Mohammed benutzt haben, wenn er sich zum mekkanischen Heiligtum begab.
Da der Platz vor der Kaaba im Laufe der Zeit für die Menschen zu eng wurde, kaufte der Kalif ʿUmar ibn al-Chattāb (reg. 634–644) einige der am nächsten stehenden Häuser und riss sie nieder. Da einige Eigentümer ihre Häuser nicht freiwillig hergaben, enteignete er sie und hinterlegte das Geld dafür in der Schatzkammer der Kaaba, wo sie es nach und nach abholten. Sein Handeln rechtfertigte er ihnen gegenüber damit, dass die Kaaba schon früher da gewesen sei und sie mit ihren Häusern zu Unrecht ihren Hof zugebaut hätten. ʿUmar ließ auch schon eine niedrige Mauer um die Kaaba erbauen. Damit legte er den Grundstein für die al-Harām-Moschee als eigenständigen Bau. Nach at-Tabarī erfolgte dies im Radschab des Jahres 17 (= Juli/August 638), als ʿUmar für die ʿUmra nach Mekka kam und dort 20 Nächte verbrachte.
Da in der Folgezeit die Zahl der Besucher der Heiligen Moschee weiter zunahm, ließ der Kalif ʿUthmān ibn ʿAffān (reg. 644–656) ihren Hof erneut erweitern. Nach at-Tabarī erfolgte dies im Jahre 26 der Hidschra (= 646 n. Chr.). Diejenigen, die ihre Häuser nicht abgeben wollten und gegen die Enteignung protestierten, ließ ʿUthmān ins Gefängnis werfen. Auf Fürsprache des Statthalters ʿAbdallāh ibn Chālid ibn Usaid kamen sie jedoch wieder frei. Al-Azraqī zitiert seinen Großvater mit der Aussage, dass die Heilige Moschee zur Zeit ʿUthmāns nur aus einer Ringmauer ohne Bedachung bestand. Die Leute, so soll er erzählt haben, saßen in der Morgenfrühe und am Abend um die Moschee herum und folgten dem Schatten. Wenn sich der Schatten verkürzte, erhob man sich.
ʿAbdallāh ibn az-Zubair, der von 683 bis 692 von Mekka aus als Kalif regierte, erweiterte die Moschee auf der östlichen, nördlichen und südlichen Seite, wofür er erneut die nächstgelegenen Häuser ankaufte. In südlicher Richtung erweiterte er sie bis zu dem Wadi bei as-Safā. Zu den Häusern, die niedergerissen wurden, gehörte auch das Haus der Familie al-Azraq, der der Geschichtsschreiber al-Azraqī entstammt. Es stieß dicht an die Moschee an und öffnete sich zum Tor der Banū Schaiba hin. Wer die Heilige Moschee betrat, hatte es zu seiner Linken. ʿAbdallāh ibn az-Zubair kaufte es der Familie für einen Betrag von mehr als 10.000 Dinar ab. Auf der Nordseite dehnte ʿAbdallāh ibn az-Zubair die Mauer bis hinter die Dār an-Nadwa aus, so dass diese nun innerhalb der Moschee lag und sich ihre Tür zum Sahn hin öffnete. Möglicherweise errichtete ʿAbdallāh ibn az-Zubair über der Moschee schon ein einfaches Dach. Wie al-Azraqī berichtet, hatte dies seinem Großvater gehört. Die Moschee war jetzt so geräumig, dass in ihr auch einige Menschen schlafen konnten. Allerdings war sie kleiner als diejenige von Kufa. Zādān Farrūch, der für al-Haddschādsch ibn Yūsuf das Grundbuchregister führte, wird mit den Worten zitiert: „Die Moschee von Kufa hat neun Dscharīb, diejenige von Mekka nur etwas mehr als sieben.“
Der umaiyadische Kalif ʿAbd al-Malik, der von 692 an über Mekka herrschte, ließ die Mauer der Moschee erhöhen und mit einem Dach aus Teakholz bedecken. Sein Sohn al-Walīd (reg. 705–715) riss nach al-Azraqī nieder, was sein Vater erbaut hatte, und erbaute die Moschee neu, wobei er sie zum ersten Mal mit Marmorsäulen ausstattete. Er ließ den Bau mit Marmorplatten verkleiden, mit einem Dach aus dekoriertem Teakholz bedecken und mit Zinnen ausstatten. Die Kapitelle der Säulen wurden mit Goldplättchen beschlagen und die Flächen oberhalb der Säulenbögen mit Mosaiken gestaltet.

### Der Bau al-Mansūrs: Erweiterung auf West- und Nordseite, Anfügung von Minaretten
Der abbasidische Kalif al-Mansūr (reg. 754–774) ließ die Moschee auf der Nord- und Westseite erweitern und zum ersten Mal mit Minaretten versehen. Die Westseite wurde so angelegt, dass sie vom Banū-Dschumah-Tor bis zum Banū-Sahm-Tor reichte, wo das eine Minarett errichtet wurde. Die Nordseite wurde als einreihige Arkade gestaltet, die an dem Haus Zubaidas, der Dār al-ʿAdschala und der Dār an-Nadwa vorbeiführte und sich bis zum Haus des Schaiba ibn ʿUthmān erstreckte, wo ein weiteres Minarett errichtet wurde. Diese Nordseite wurde mit Mosaiken ausgestattet, weil sie als Vorderfront der Moschee diente. Sodann wurden diese Nordseite seitlich mit der von al-Walīd stammenden Ostseite des Baus verbunden. Durch die Erweiterung wurde die Grundfläche der Moschee verdoppelt. Die Bauarbeiten dauerten vom Muharram des Jahres 137 (= Juli 754) bis zum Dhū l-Hiddscha 140 (= April/Mai 758).

### Der Bau al-Mahdīs: Erweiterung auf Ost- und Südseite, Errichtung dreireihiger Arkaden

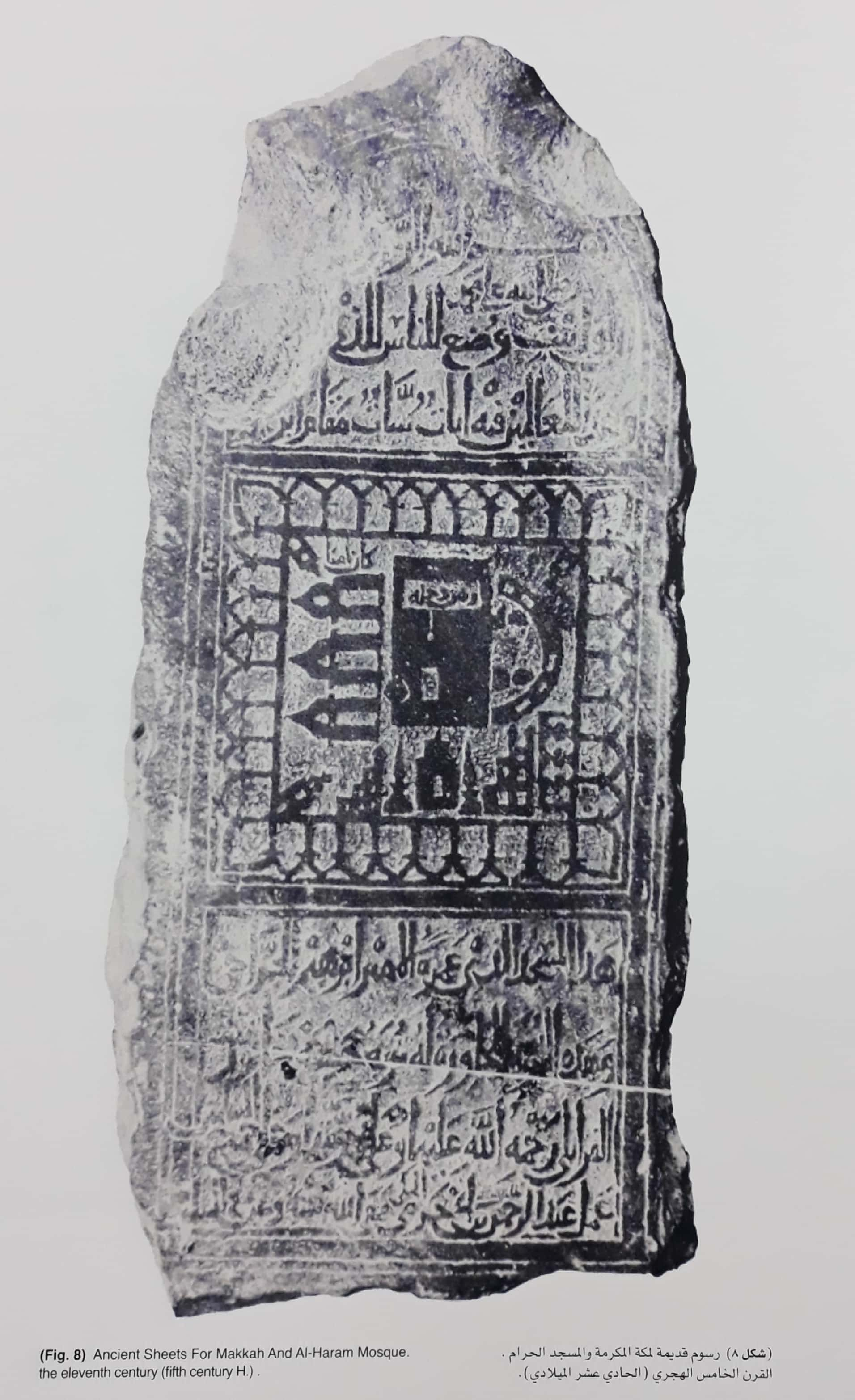
Älteste Darstellung der Heiligen Moschee auf einem Granitstein aus Mossul, um 1100, heute im Irakischen Nationalmuseum

Al-Mansūrs Sohn al-Mahdī (reg. 775–785) kam zu Beginn seiner Herrschaft zur Wallfahrt nach Mekka und ließ die Moschee zur östlichen Seite hin erweitern. Den Auftrag dazu erteilte er dem Qādī von Mekka Muhammad al-Machzūmī mit dem Beinamen al-Auqas. Er ließ die an die Moschee grenzenden Häuser kaufen und niederreißen und legte den Masʿā weiter nach Osten. Außerdem ließ er auf der Ost- und Westseite dreireihige Arkaden mit Marmorsäulen errichten. Die dafür benötigten Marmorblöcke wurden aus Syrien und Ägypten per Schiff nach Dschidda transportiert und von dort aus auf Wagen nach Mekka gebracht. Auf den beiden Seiten wurden gitterförmige Fundamente aus Mauern angelegt, deren Zwischenräume mit Mörtel, Asche und Geröll angefüllt wurden. Auf die Schnittpunkte des Gitters wurden dann die Säulen gestellt. Um 780 kam al-Mahdī für eine ʿUmra erneut nach Mekka. Bei dieser Gelegenheit bemerkte er, dass die Kaaba nicht im Zentrum der Moschee stand. Deshalb gab er den Auftrag, die Moschee erneut zu erweitern, und zwar dieses Mal in südlicher Richtung, wo sich der Wasserweg befand, über den bei Regenfällen die Sturzfluten abliefen. Um die Erweiterung zu ermöglichen, ließ er den Wasserweg weiter nach Süden verlegen und die Häuser die dort standen, abreißen. Al-Mahdī ließ diese Seite ebenfalls mit Säulen aus Marmor, der aus Syrien und Ägypten herangeschafft wurde, ausstatten. Als al-Mahdī im Jahre 785 starb, war der Bau noch nicht ganz vollendet. Die Bauarbeiten wurden nun beschleunigt, aber nicht mehr mit der gleichen Sorgfalt wie vorher fortgesetzt.
Die Ausdehnung der Moschee betrug nun in ost-westlicher Richtung 404 Ellen und in nord-südlicher Richtung 304 Ellen (in der Mitte) bzw. 278 Ellen (an den Rändern). Nach dem mekkanischen Geschichtsschreiber Taqī ad-Dīn al-Fāsī (gestorben 1429) handelte es sich jeweils um Hand-Ellen (= 0,4512 m). Dementsprechend waren die Maße der Moschee umgerechnet ins metrische System 182 × 137 bzw. 125 Meter. Von den 484 Säulen, die die Moschee in drei Reihen einschlossen, standen 103 auf der Ostseite, 105 auf der Westseite, 135 auf der Nordseite und 141 auf der Südseite. Jede Säule war zehn Ellen hoch und hatte einen Umfang von drei Ellen. Einige Säulen waren etwas größer und dicker. Der Abstand zwischen den einzelnen Säulen betrug sechs Ellen und 13 Zoll. Über die Säulen waren insgesamt 498 Bögen gespannt. 321 Säulen hatten eine vergoldete Basis. Die meisten Säulen waren aus Marmor, allerdings waren die 44 Säulen, die al-Hādī nach al-Mahdīs Tod ergänzt hatte, aus einfachem Stein.
Die Mauern der Moschee waren an den verschiedenen Seiten 18 bis 22 ½ Ellen hoch. Auf ihrer Außenseite befanden sich 272 Zinnen. An ihrer Innenseite befanden sich Steinbänke, die auf der Nord- und Südseite von Bögen überwölbt waren. Ibn Battūta (gestorben 1354) berichtet, dass er oben auf der Wand der westlichen Seite eine Inschrift sah, die die Erweiterung der Moschee durch al-Mahdī auf das Jahr 167 der Hidschra (= 783/84 n. Chr.) datierte. Zum Moscheehof hin befanden sich auf der Ostseite 46 Bögen mit 174 Zinnen darüber, auf der Nordseite 46 Bögen mit 147 Zinnen, auf der Südseite 45 Bögen mit 150 Zinnen und auf der Westseite 29 Bögen mit 94 Zinnen. Das Dach bestand aus einem Ober- und einem Unterdach. Das Oberdach war mit Holz des jemenitischen Darm-Baums bedeckt, das Unterdach bestand aus schönem Teakholz, war mit Gold verziert und mit Koranversen, Segenssprüchen für den Propheten und Bittgebeten für den Kalifen al-Mahdī beschrieben. Zwischen den beiden Dächern bestand ein Zwischenraum von 2 ½ Ellen. Insgesamt hatte der Bau 24 Tore (siehe den Überblick unten). Al-Mahdī versah die Moschee außerdem mit zwei weiteren Minaretten, die er an den anderen Ecken des Baus errichtete und mit Zinnen ausstattete.

### Die Anlage der beiden Außenhöfe

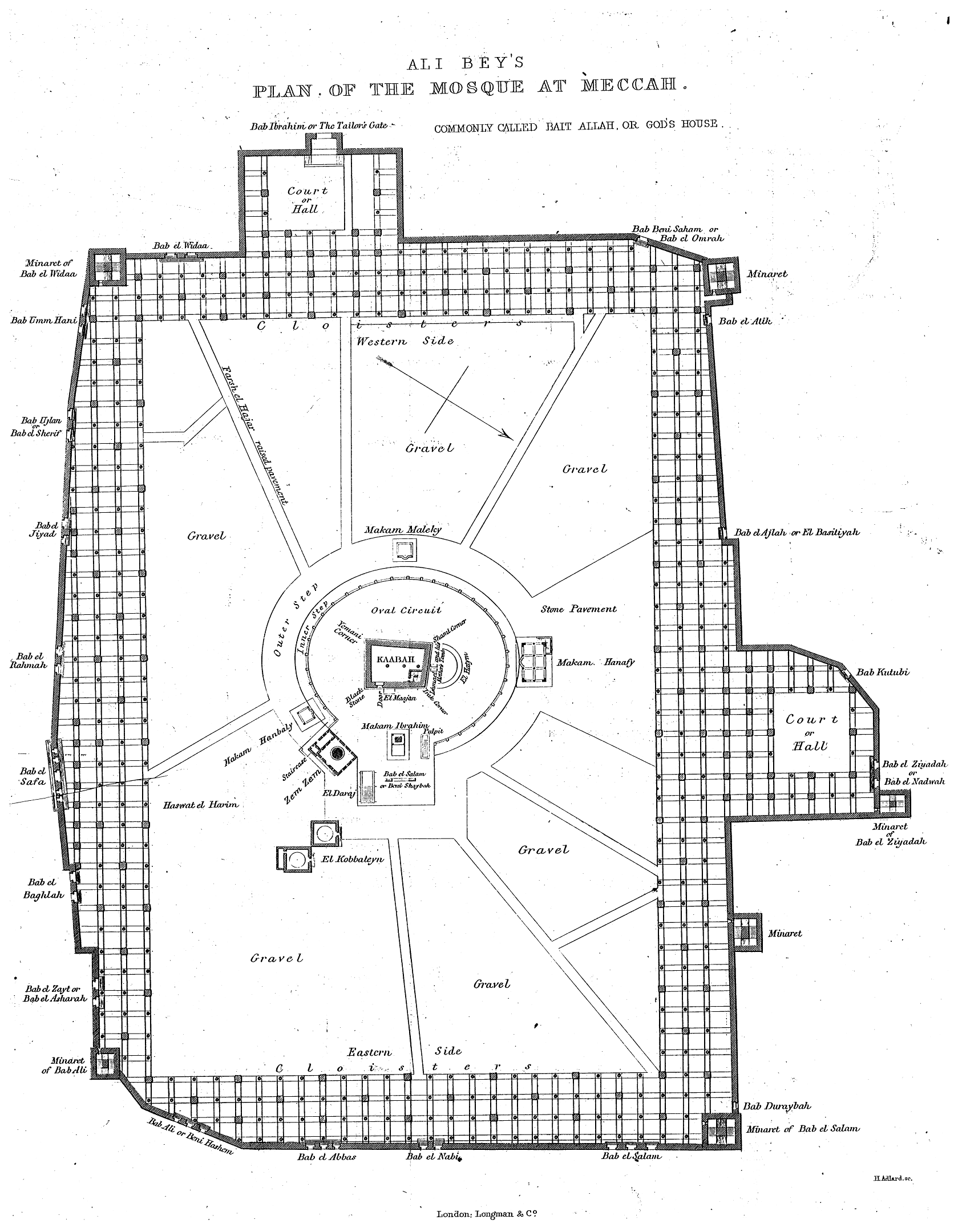
Plan der al-Harām-Moschee aus dem 19. Jahrhundert, auf dem die beiden Außenhöfe klar erkennbar sind

Der Kalif al-Muʿtadid bi-Llāh (reg. 892–902) ließ 894 an der Nordseite der Moschee die Dār an-Nadwa, das alte Rathaus von Mekka, das noch aus vorislamischer Zeit stammte, abreißen und die Moschee in diese Richtung erweitern. Der Neubau, der an der Stelle der Dār an-Nadwa errichtet wurde, wurde mit den gleichen Säulen, Bögen und Hallen ausgestattet wie die Moschee. Um diese Erweiterung (ziyāda) mit dem Rest der Moschee zu verbinden, wurden an deren Außenmauer sechs neue Tore gebrochen. Im Jahre 918 ließ Muhammad ibn Mūsā, der Statthalter des Kalifen al-Muqtadir (reg. 908–932), die Mauer zwischen der Erweiterung und dem Moscheehof niederreißen und durch Steinsäulen ersetzen, so dass nun alle, die sich in der „Dār-an-Nadwa-Erweiterung“ (Ziyādat Dār an-Nadwa) befanden, die Kaaba sehen konnten. Außerdem versah er die Erweiterung mit einem eigenen Minarett. Als Außenhof wurde die Dār-an-Nadwa-Erweiterung zum festen Bestandteil der Heiligen Moschee.
Im Jahre 918 ließ Muhammad ibn Mūsā außerdem an der Westseite der Moschee das Tor der Kornhändler und das Tor der Banū Dschumah abbrechen und dahinter einen kolonnadengesäumten Moscheehof einrichten, den er mit der großen Moschee verband. An der Außenseite dieses Moscheehofs, der eine Länge von 57 Ellen und eine Breite von 52 Ellen hatte, legte er ein neues Tor an, das Ibrāhīm-Tor genannt wurde. Namensgeber war nicht der Abraham, sondern ein Schneider namens Ibrāhīm, der lange vor dem Tor seinen Sitz gehabt hatte. Die Säulen in dieser westlichen Erweiterung waren aus Gips.

### Der Brand von 1400 und die anschließenden Reparaturen
In der Nacht auf den 28. Schauwāl 802 (= 22. Juni 1400) brach in der Moschee ein Feuer aus, bei dem ungefähr ein Drittel des Gebäudes zerstört wurde. Auslöser dafür war, dass ein Bewohner des Ribāt Ramuscht, der auf der Westseite am Hazwara-Tor lag und an die Moschee angrenzte, in seiner Zelle ein brennendes Licht hatte stehen lassen. Eine Maus, so erzählte man, hatte diese Lampe hin zu ihrem Loch gezogen, wodurch die Zelle in Brand geriet. Die Flammen schlugen bald aus dem Fenster heraus und setzten das Dach der Moschee in Brand. Da die Leute wegen der Höhe des Gebäudes so weit nicht hinaufreichen und den Brand nicht löschen konnten, verbreitete sich das Feuer über die gesamte Westseite und erreichte bald auch die Nordseite. Dort gelangte es bis zum ʿAdschala-Tor, wo es durch einen glücklichen Zufall an der weiteren Verbreitung gehindert wurde: Eine Überschwemmung, die sich zu Anfang des gleichen Jahres ereignet hatte, hatte nämlich dort zwei Säulen umgeworfen, wodurch auch das darüber liegende Dach zum Einsturz gebracht worden war. Diese Baulücke gebot dem Feuer Einhalt und rettete den Rest des Gebäudes vor der Zerstörung. Insgesamt zerschmolzen bei dem Feuer 131 Säulen zu Kalk, und die Trümmer lagen so hoch, dass man dahinter die Kaaba nicht mehr sehen konnte. Die Mekkaner betrachteten die Feuersbrunst als ein warnendes Vorzeichen für ein großes Ereignis, das sich wenig später ereignete, nämlich das Blutvergießen, das Timur bei seinen Kriegszügen durch Syrien und Anatolien an der dortigen muslimischen Zivilbevölkerung anrichtete.
Der ägyptische Sultan Faradsch (reg. 1399–1405) beauftragte im nächsten Jahr den Anführer der ägyptischen Pilgerkarawane Baisaq az-Zāhirī mit der Reinigung und dem Wiederaufbau der Moschee. Er blieb deswegen nach dem Haddsch des Jahres 803, der auf den Juli 1401 fiel, in Mekka. Er reinigte zunächst die Moschee von Schutt und fertigte dann neue Säulen aus Granit an, den er am Schubaika-Berg in der Nähe von Mekka brechen ließ. Mit diesen Säulen, die jeweils ein Kapitell aus Marmor erhielten, stattete er die Westseite der Moschee aus. Die Säulen auf der Nordseite errichtete er aus Stücken von weißem Marmor, die er durch Bolzen aus Eisen verband. Ende Schaʿbān 804 (= März 1402) konnte Baisaq die Reparaturen abschließen; allein die Reparatur des Daches musste er wegen des Mangels an geeignetem Bauholz aufschieben. Im Jahre 807 (1404/05 n. Chr.) kam er erneut nach Mekka, um die Reparatur des Daches nachzuholen. Dafür brachte er geeignetes Bauholz aus Kleinasien mit. Außerdem ließ er Wacholderholz aus dem Gebiet von at-Tā'if heranschaffen. Mit diesen Hölzern konnte er die Reparatur des Daches an der West- und Nordseite fertigstellen.

### Der osmanische Neubau mit dem Kuppeldach
Größere bauliche Veränderungen an der Moschee fanden erst wieder unter den osmanischen Sultanen im 16. Jahrhundert statt. In den 1570er Jahren ließ Sultan Selim II. (reg. 1566–1574) einen großen Teil der Arkaden der Heiligen Moschee neu erbauen. Grund dafür war, dass sich die Arkaden an der Ostseite des Moscheehofs immer mehr gesenkt hatten, das Dach auch an den anderen Seiten morsch und vom Holzwurm (araḍa) zerfressen war und sich darüber hinaus in dem Raum zwischen Ober- und Unterdach Vögel und Schlangen eingenistet hatten. Wie der zeitgenössische Geschichtsschreiber Qutb ad-Dīn an-Nahrawālī (gestorben 1590) berichtet, gab Selīm II. im Jahre 979 der Hidschra (= 1571/72 n. Chr.) den Befehl, die ganze Moschee von allen vier Seiten her „auf die beste und schönste Weise“ (ʿalā aḥsan waǧh wa-aǧmal ṣūra) zu erneuern, wobei an die Stelle des doppelten Holzdaches festgemauerte Kuppeln gesetzt werden sollten. Mit der Leitung des Baus wurde der osmanische Baumeister Amīr Ahmad Beg beauftragt, der zuvor die Abschlussarbeiten für die Wasserleitung ʿAin ʿArafāt in Mekka ausgeführt hatte.

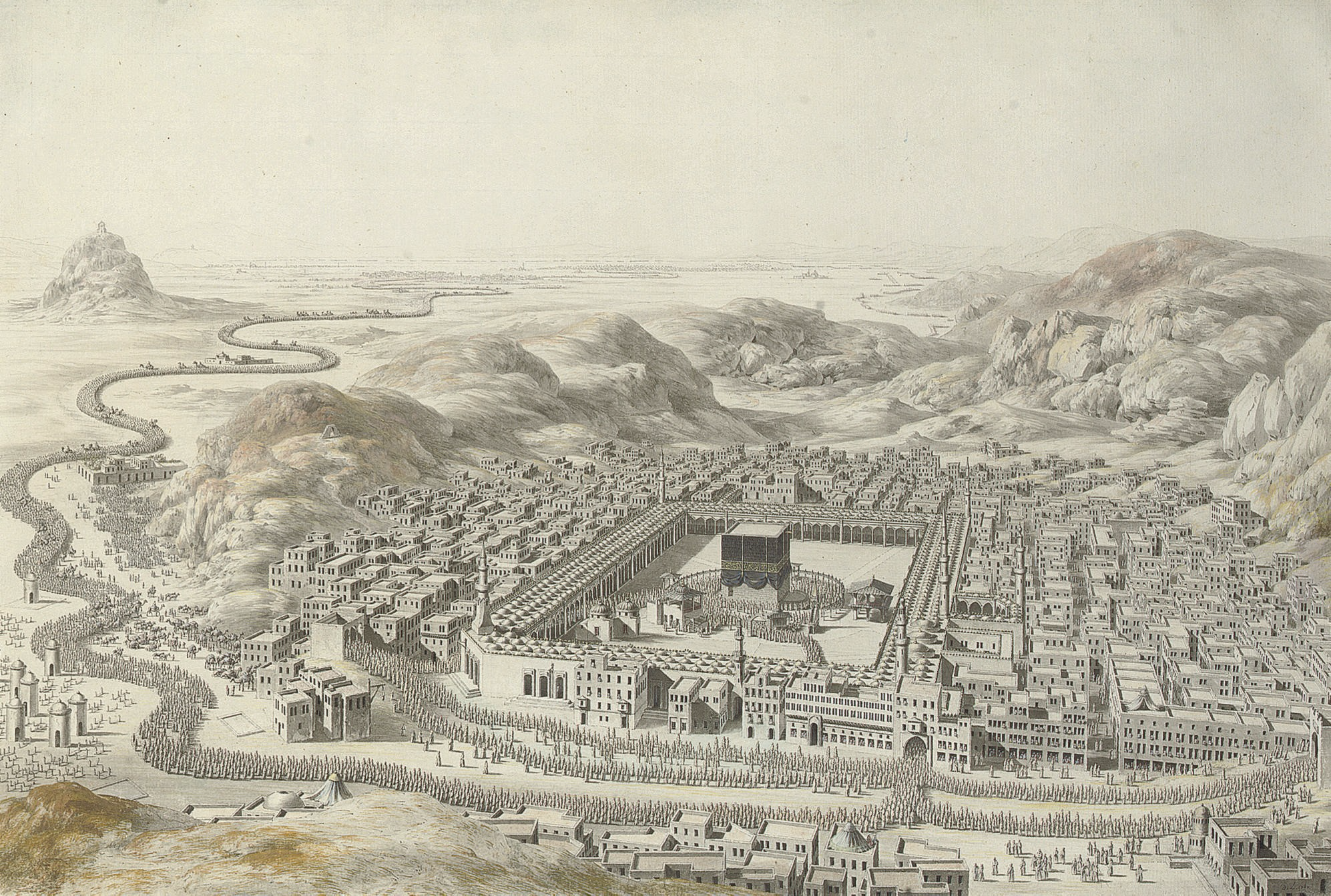
Idealisierte Darstellung der Heiligen Moschee mit dem osmanischen Kuppeldach, Louis-Nicolas de Lespinasse, 1787

Mitte des Rabīʿ I 980 (Ende Juli 1572) nahm Ahmad Beg die Erneuerung der Arkaden in Angriff und begann mit den Abbrucharbeiten. Zuerst legte er die ganze Ostseite frei und untersuchte das Fundament. Als er es schadhaft fand, ließ er die Grundmauern in der Erde, welche die Form eines Schachbretts hatten, ganz herausnehmen. Am 6. Dschumādā I 980 (14. September 1572) wurde in Anwesenheit der großen Persönlichkeiten Mekkas die Grundsteinlegung des neuen Gebäudes festlich begangen. Da sich abzeichnete, dass die früheren Säulen nicht stark genug waren, um die Kuppeln zu tragen, ließ er zwischen die weißen Marmorsäulen Pfeiler aus gelbem lokalen Schumaisī-Stein einfügen, die viermal so dick waren wie die Marmorsäulen. Der Schumaisī-Stein wurde an zwei kleinen Bergen bei Schumais an der westlichen Grenze des Haram auf dem Weg nach Dschidda gebrochen. Auf jede dritte Marmorsäule ließ Ahmad Beg einen Pfeiler aus Schumaisī-Stein folgen. Dadurch stand nun genügend Marmor zur Verfügung, um die westliche Kolonnade, die nach dem Brand von 1400 mit Granitsäulen aufgefüllt worden war, den anderen Kolonnaden anzupassen und ebenfalls wieder mit Marmorsäulen zu versehen.
Der Neubau der Moschee wurde erst unter der Herrschaft von Murād III. im Jahre 984 (1576/77 n. Chr.) vollendet. Damit sich die Tauben nicht auf die Arkaden setzen und die Moschee mit ihrem Kot verschmutzen konnten, wurden ringsum ihre Gesimse mit Eisenspitzen beschlagen. Außerdem wurden auf den Kuppeln noch vergoldete Halbmonde aus Kupfer angebracht, die in Ägypten im Auftrag des dortigen Beglerbeg Mesīh Pascha angefertigt worden waren. Zum Schluss wurde im Jahre 985 (1577/78 n. Chr.) zwischen dem ʿAlī-Tor und dem Tor der Leichenzüge noch eine weit sichtbare Inschrift mit den Namen Allāhs, Mohammeds und der vier rechtgeleiteten Kalifen angebracht. Insgesamt wurden für den Neubau einschließlich der Kanalanlagen zur Abwehr von Überschwemmungen (siehe dazu unten) aus dem Schatz des Sultans 110.000 neue Golddinar ausgegeben. Nicht eingeschlossen waren darin die Kosten für das Bauholz, das aus Ägypten nach Mekka gesandt wurde, die hölzernen Stangen für die Bauwerkzeuge, die Nägel, die Eisenspitzen und die vergoldeten Halbmonde auf den Kuppeln.
Durch die Renovierung veränderte sich das Erscheinungsbild des zentralen Gebäudekomplexes von Mekka grundlegend. Insgesamt besaß der Bau nun 152 Kuppeln und 232 „Pfannen“ (ṭawāǧin). Nach dem osmanischen Gelehrten Eyüb Sabri waren die „Pfannen“ ebenfalls eine Art von Kuppeln, die wegen ihrer Form so genannt wurden. Qutb ad-Dīn an-Nahrawālī lobt in seiner Chronik die Schönheit der neuen Kuppeln. Nach seinem Empfinden sahen sie aus wie die goldverzierten Üskuf-Mützen von Janitscharenoffizieren, die in geschlossener Reihe und mit äußerster Disziplin und Ruhe das Gotteshaus umstehen. Auch die Säulen in den vier Hallen waren jetzt völlig neu angeordnet. Insgesamt hatte der neue Bau 311 Marmorsäulen und 244 Pfeiler aus gelbem Schumaisī-Stein.

### Exkurs: Bildliche Darstellungen in der islamischen und westlichen Kunst
Nach der osmanischen Renovierung wurde die Heilige Moschee zu einem sehr beliebten Motiv der islamischen Kunst. Insbesondere viele osmanische Fliesen sind mit Darstellungen des Gebäudekomplexes gestaltet. Derartige Fliesen werden in der orientalischen Kunstgeschichte üblicherweise als „Kaaba-Fliesen“ bezeichnet, doch beschränkt sich die Darstellung üblicherweise nicht auf die Kaaba allein, sondern umfasst die gesamte Heilige Moschee. Außerdem entstanden mehrere Werke über die Heiligen Stätten in Mekka und Medina, die mit Darstellungen der Heiligen Moschee illustriert wurden. Hierzu gehörte insbesondere das Buch Futūḥ al-ḥaramain von Muhyī ad-Dīn Lārī (gestorben zwischen 1521 und 1527), von dem zahlreiche illustrierte Handschriften aus der Türkei, Iran und Indien existieren. Auch verschiedene osmanische Gebäude sind mit Darstellungen der Heiligen Moschee verziert. Viele dieser Darstellungen sind auf Arabisch mit den Namen der Tore und Bauten im Innenhof beschriftet, so dass sie auch zur Erklärung der örtlichen Gegebenheiten vor Ort verwendet werden konnten. Darüber hinaus findet sich das Motiv der Heiligen Moschee auch häufig auf türkischen Gebetsteppichen aus der Stadt Bursa. Auf fast allen Darstellungen wird die Moschee von der Ostseite her abgebildet.
Im 16. und 17. Jahrhundert wurde die Moschee meist in einer Kombination aus Grundriss und Aufriss dargestellt, in der Weise, dass der Innenhof der Moschee in der Draufsicht abgebildet wurde, während die Arkaden und die einzelnen Bauwerke, die in diesem Hof standen, umgeklappt in Seitenansicht abgebildet wurden. Bekannte Darstellungen dieser Art finden sich auf verschiedenen Fliesen aus İznik, auf zwei Futūḥ-al-ḥaramain-Handschriften aus Usbekistan und Indien sowie auf einer im Mihrāb der Moschee der Schwarzen Eunuchen im Topkapı-Palast. Die Darstellung im Topkapı-Palast besteht aus einer Gruppe von Einzelfliesen und füllt die halbrunde Rückwand des Mihrāb aus. Die Minarette sind darauf überproportional lang dargestellt. Ein sehr ähnliches aus Fliesen bestehendes Paneel, das aber flach ist, befindet sich im Museum für Islamische Kunst in Kairo. Es ist auf das Jahr 1676 datiert und hat eine Fläche von 2,40 × 1,44 Meter. Bei einigen frühen osmanischen Vertretern dieses Darstellungstyps tritt noch eine dritte Art der Darstellung hinzu, weil die Kaaba, die Arkaden und einzelne andere Teile des Gebäudes perspektivisch abgebildet werden. Dies ist der Fall bei den Abbildungen der Heiligen Moschee in der Cevahirü'l-Garâib-Handschrift von 1582 in den Harvard Art Museums und in dem Manāsik-Werk von Bahtî von 1646 in der Staatsbibliothek zu Berlin.

Darstellungen, die Grundriss und Aufriss kombinieren
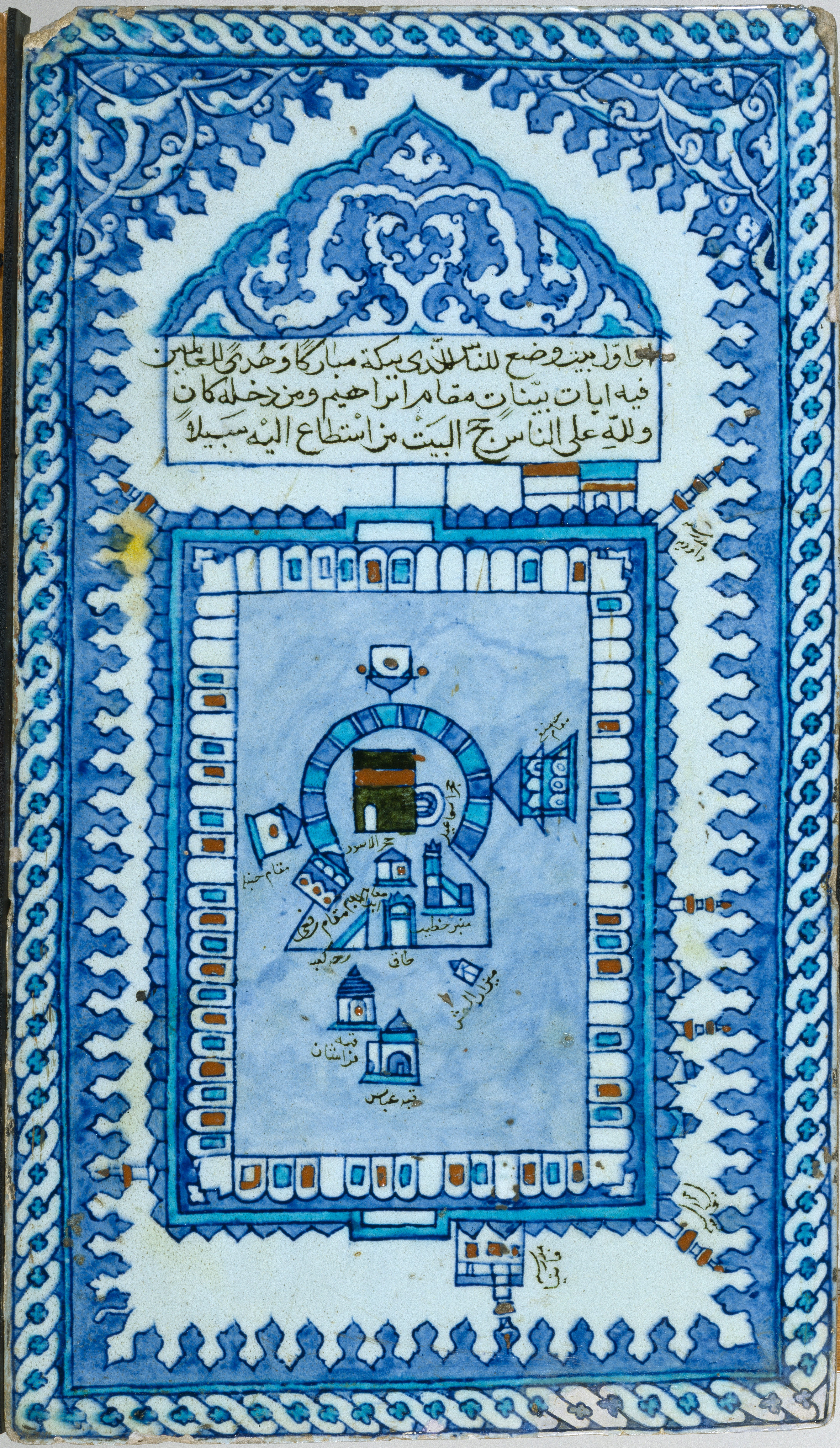
İznik-Fliese in Istanbul, um 1590
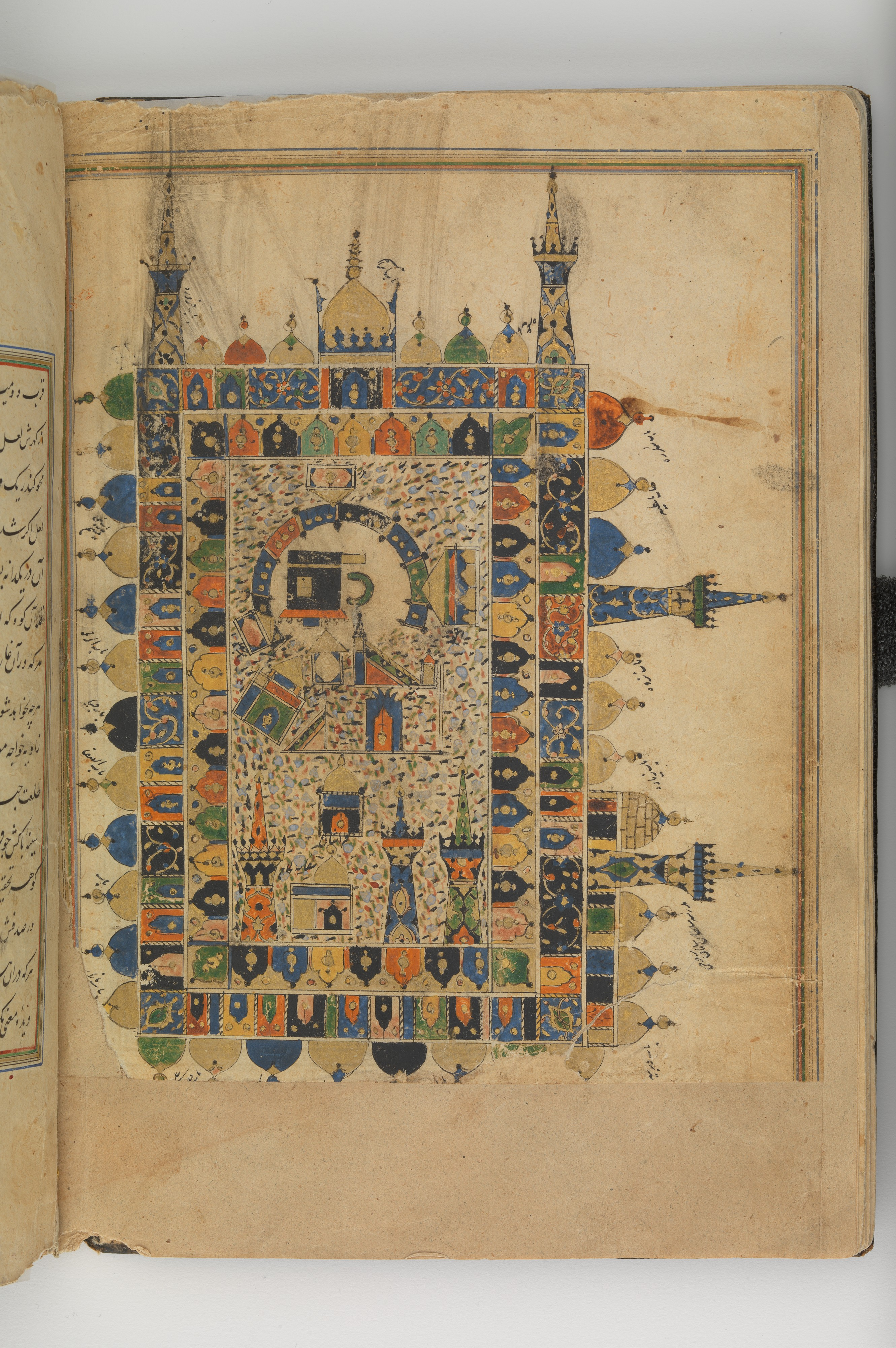
Futūḥ al-ḥaramain-Handschrift, Usbekistan, Ende 16. Jh.
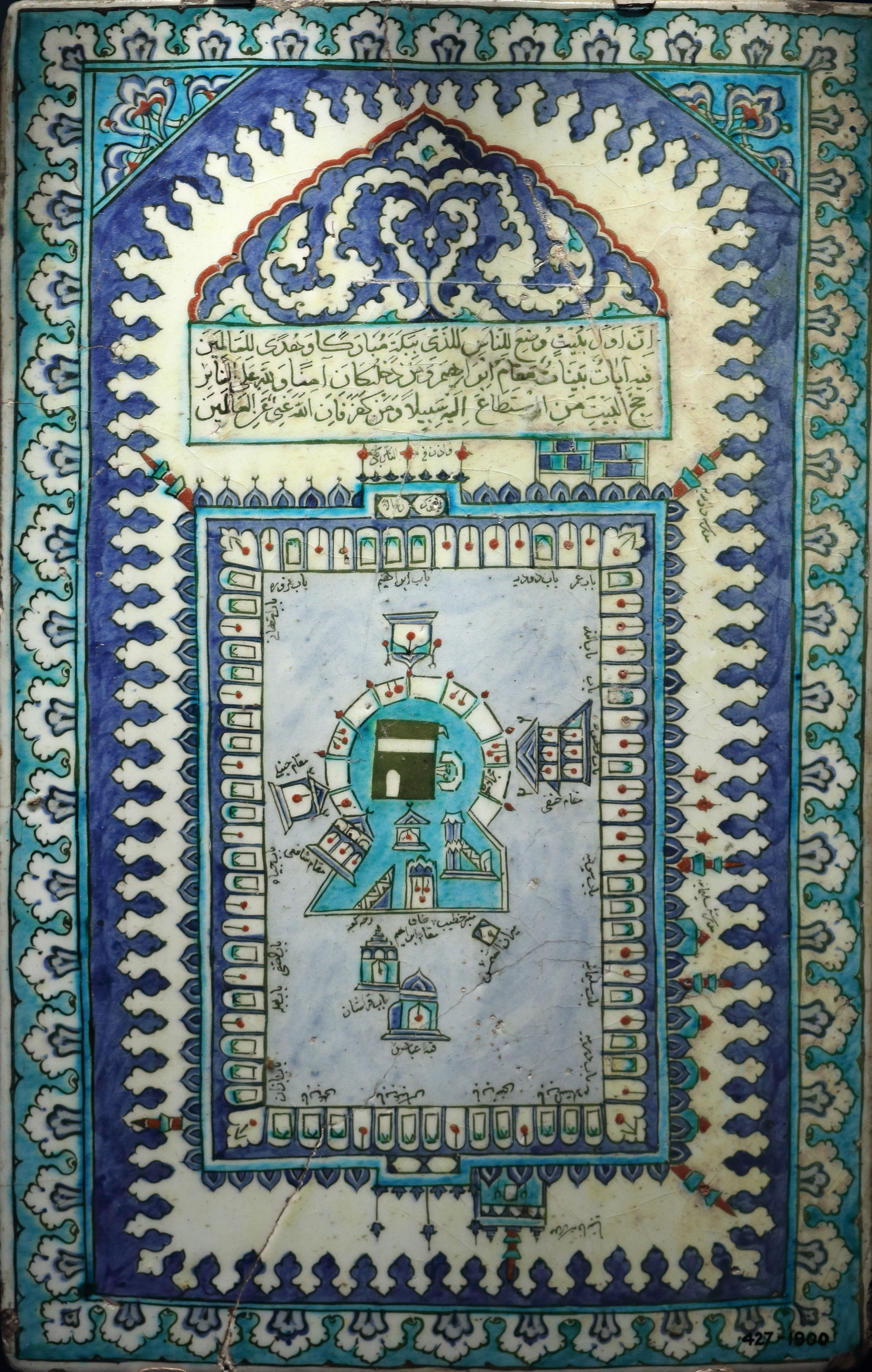
İznik-Kachel im Victoria and Albert Museum, 1666
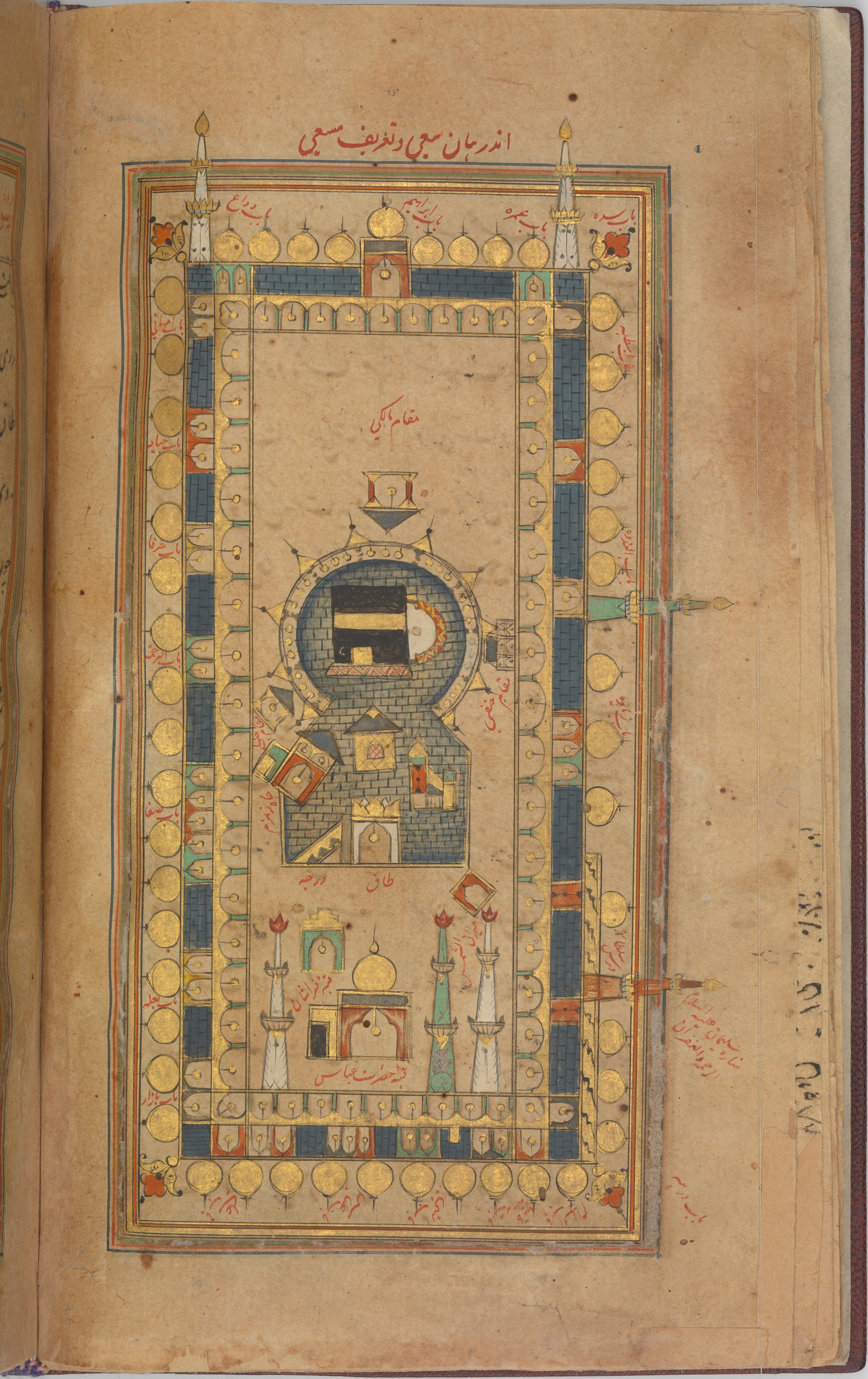
Futūḥ al-ḥaramain-Handschrift, Indien, 1678
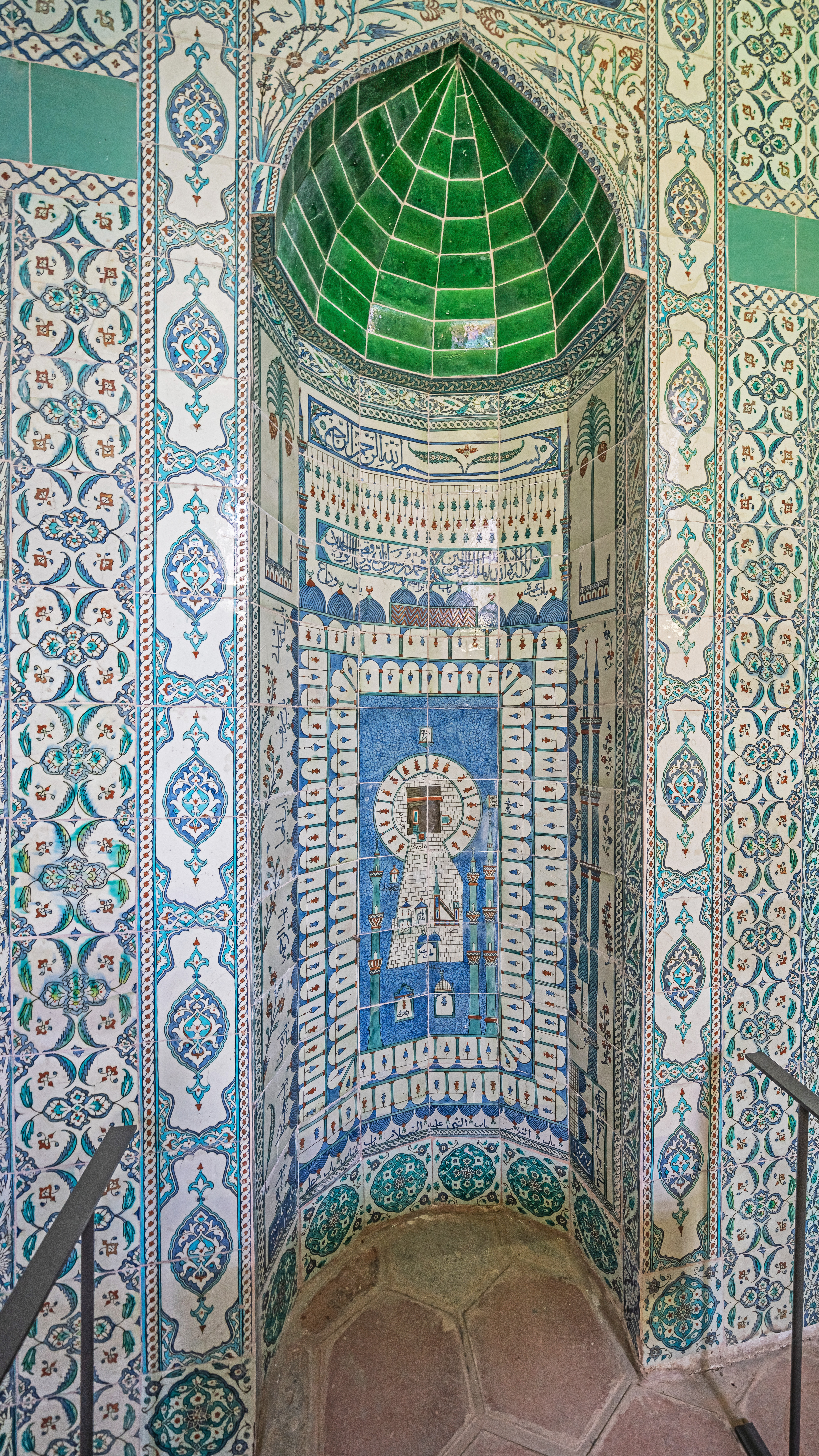
Mihrab im Topkapı-Palast, 17. Jh.
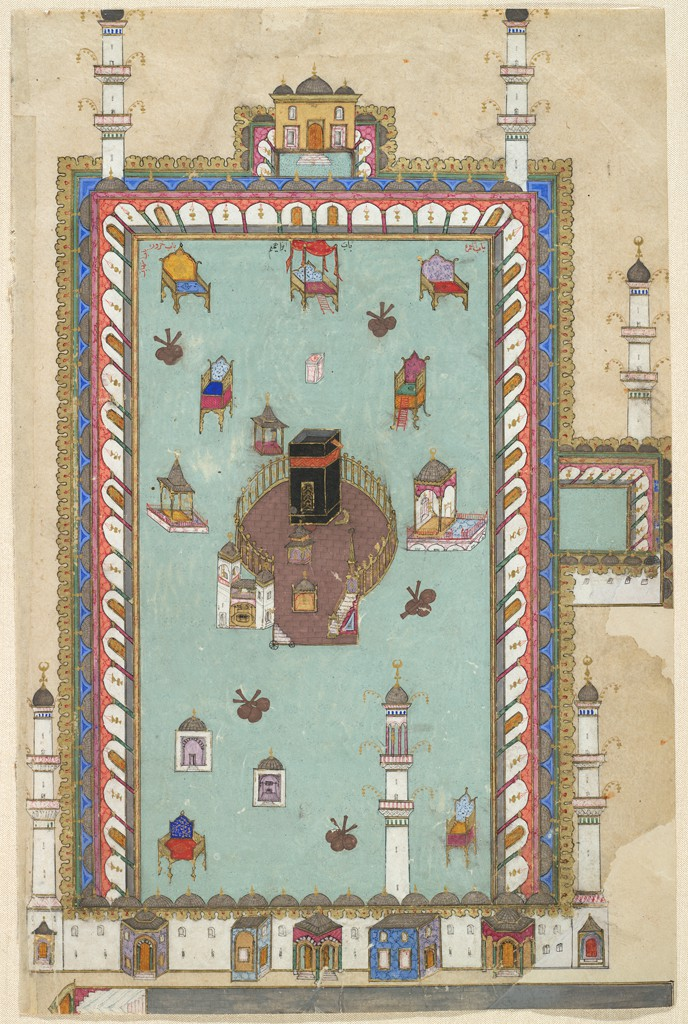
Cevahirü'l Garâib, osmanische Handschrift von 1582
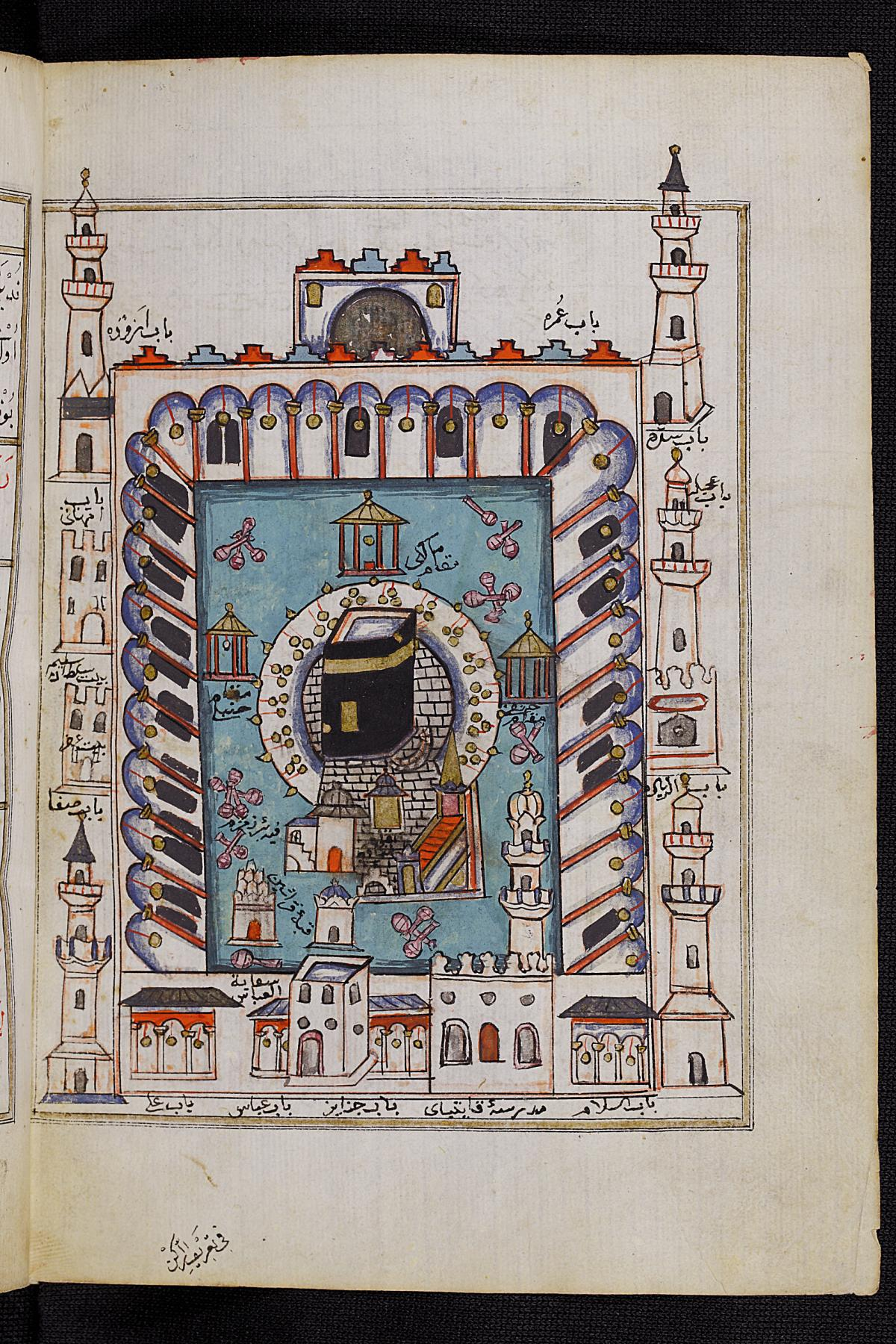
Osmanisches Manāsik-Werk in Berlin, 1646

Im frühen 18. Jahrhundert wurden im Osmanischen Reich Darstellungen der Heiligen Moschee aus der Vogelperspektive in schiefer Parallelprojektion häufiger. Die Moschee ist auf diesen Darstellungen meist von anderen Stationen der Wallfahrt und den Bergen Mekkas umgeben, die mit ihren Namen beschriftet sind. Eine der frühesten Darstellungen dieser Art findet sich in einer osmanischen Sammelhandschrift von 1709, die in der Staatsbibliothek zu Berlin aufbewahrt wird. Ungefähr aus derselben Zeit stammt ein Ölgemälde auf Leinwand, das von dem schwedischen Orientalisten Michael Eneman bei einem Aufenthalt in der Türkei erworben und 1717 von der Bibliothek der Universität Uppsala aufgekauft wurde. Es stellt die Moschee in sehr realistischer Weise dar. Andere bekannte Darstellungen, die die Moschee in dieser Weise abbilden, sind eine im Tekfur Sarayı hergestellte Fliese von 1720 bis 1730 im Metropolitan Museum of Art, ein an demselben Ort hergestelltes Fliesenpaneel von ca. 1735 in der Hekimoğlu-Ali-Paşa-Moschee in Istanbul, die Innenbemalung des Deckels eines Qibla-Indikators von 1738 im Museum für türkische und islamische Kunst in Istanbul und ein aus zwölf Fliesen bestehendes Paneel im 1744 erbauten Sabīl-Kuttāb von ʿAbd ar-Rahmān Katchudā in der al-Muʿizz-Straße in Kairo. Auch die Darstellung der Heiligen Moschee auf einem Kupferstich im Architektur-Buch von Johann Bernhard Fischer von Erlach, das 1721 veröffentlicht wurde, folgt diesem Muster, doch handelt es sich im Gegensatz zu den osmanischen Darstellungen um eine Abbildung in Fluchtpunktperspektive.

Darstellungen aus der Vogelperspektive
Illustration in osmanischer Sammelhandschrift, 1709
Ölgemälde auf Leinwand in Uppsala, vor 1717
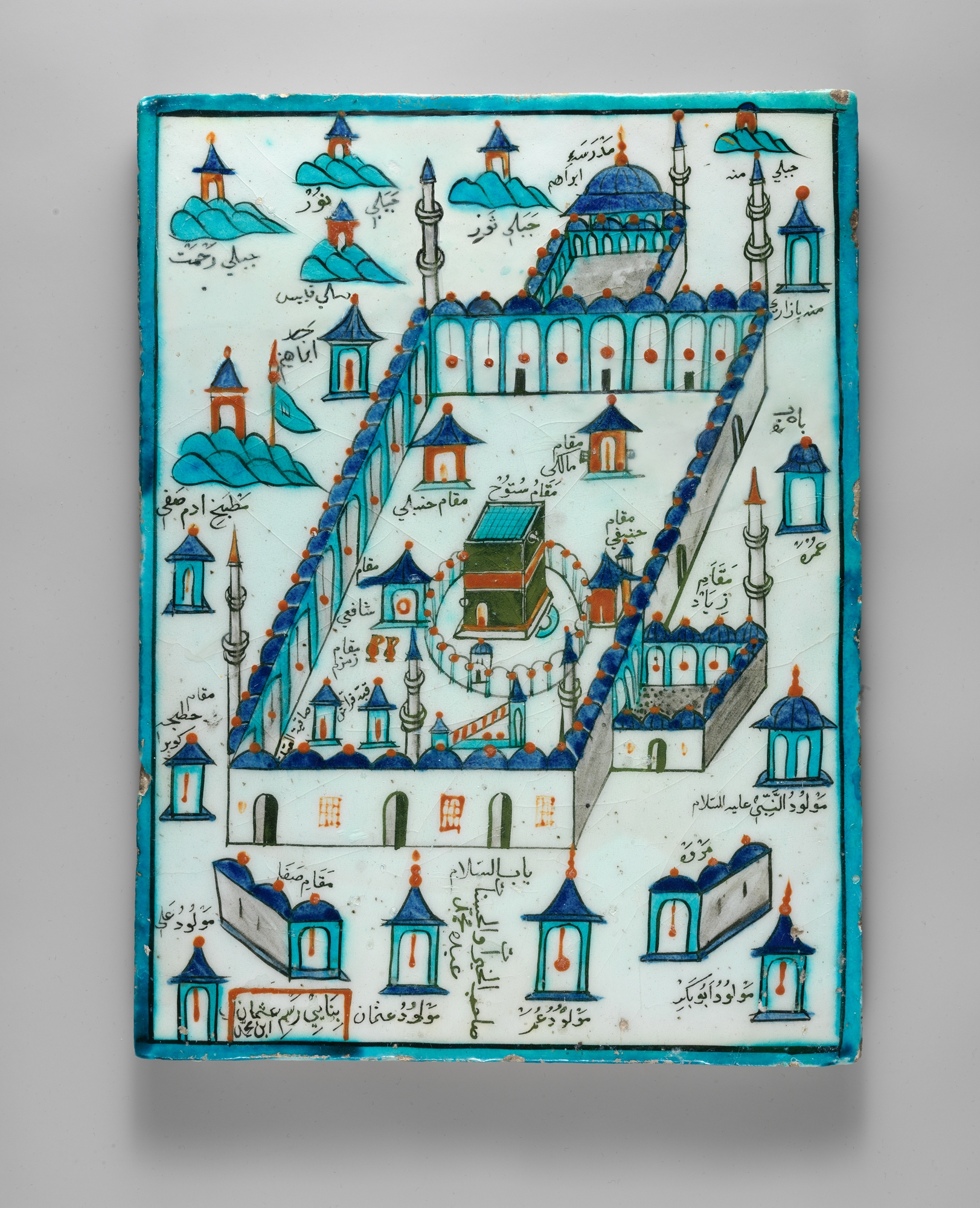
Fliese aus Tekfur Sarayı, 1720–30
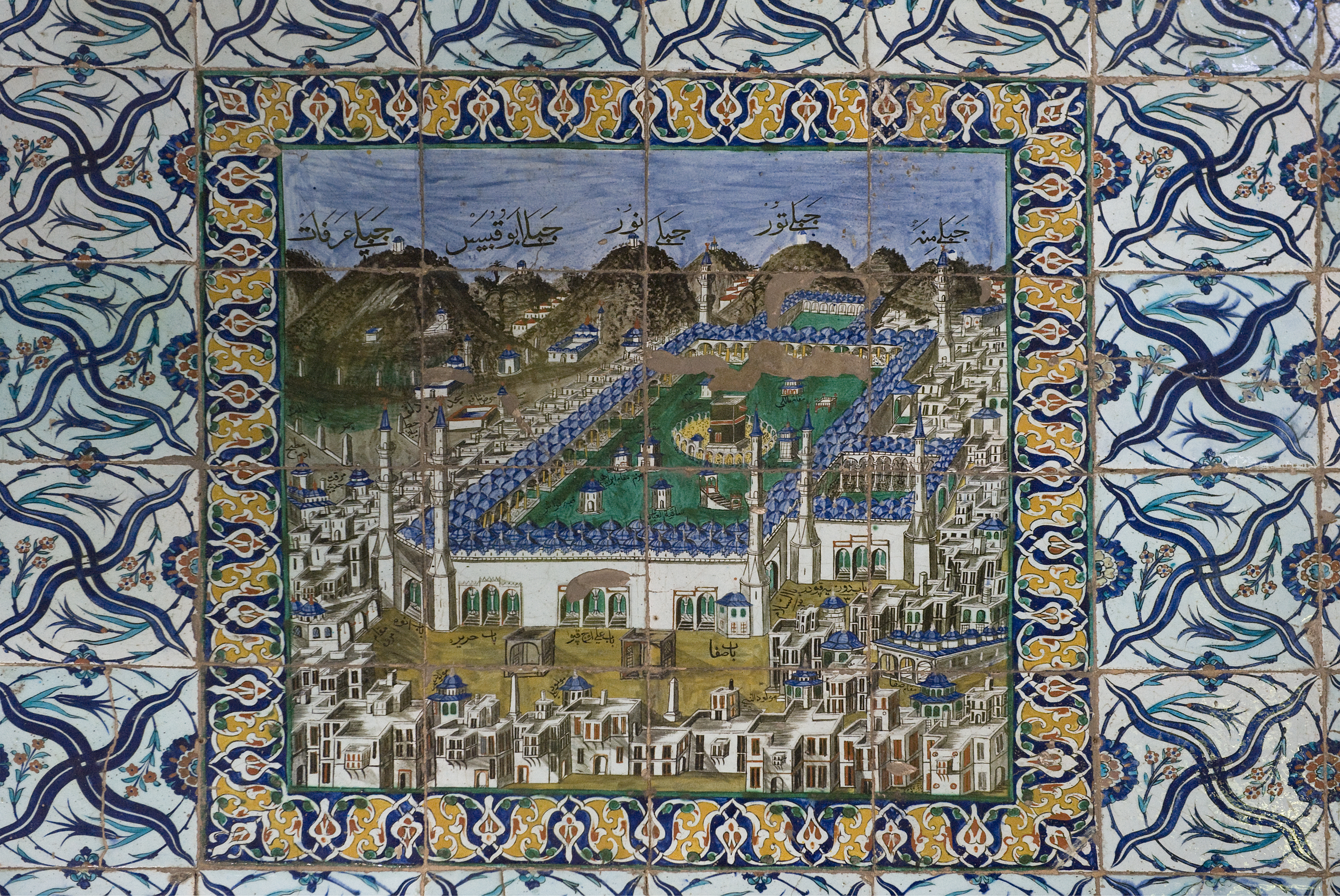
Hekimoğlu-Ali-Paşa-Moschee in Istanbul, ca. 1735
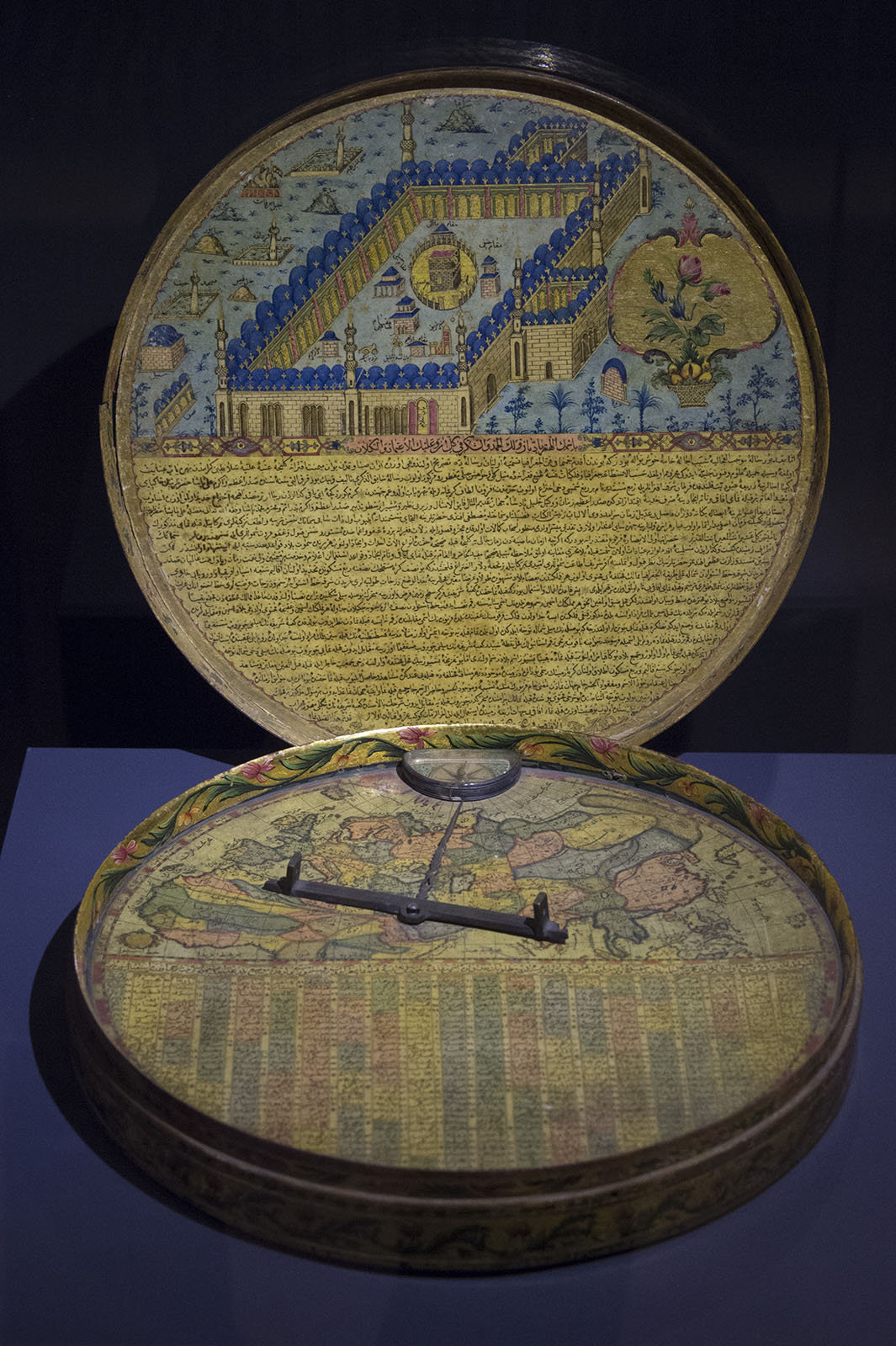
Qibla-Indikator in Istanbul, 1738
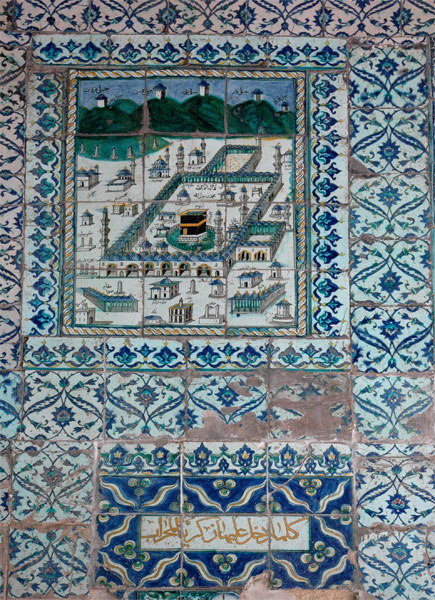
Fliesen im Sabīl-Kuttāb von Katchudā in Kairo, 1744
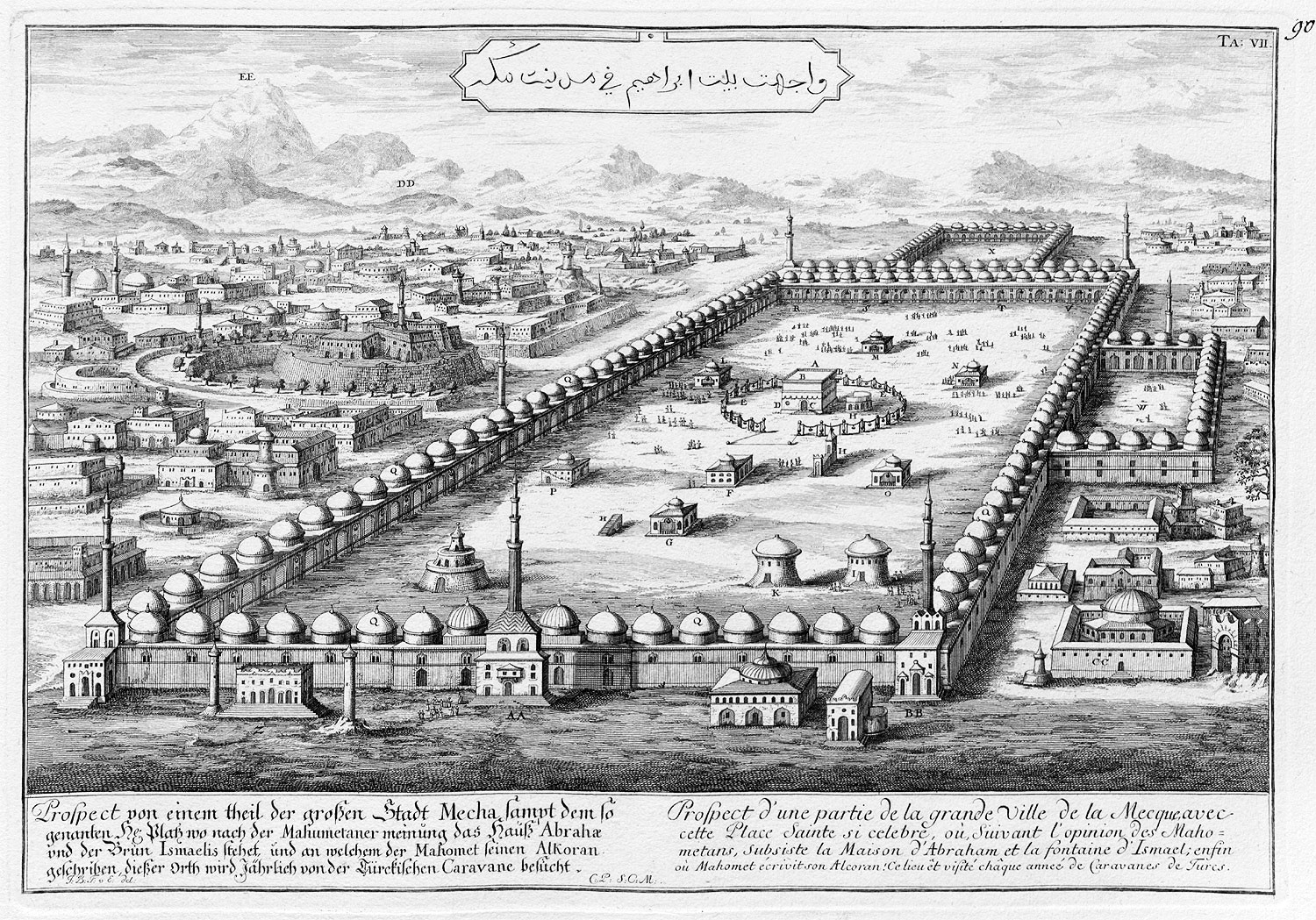
Entwurff Einer Historischen Architectur, Fischer von Erlach, 1721

Im 19. Jahrhundert wurden Darstellungen häufiger, die die Heilige Moschee vom Berg herab eingebettet in das städtische Ensemble zeigen. Ansatzweise findet sich diese Art der Darstellung schon bei dem osmanischen Ölgemälde aus Uppsala und der Zeichnung von Louis Nicolas de Lespinasse (siehe oben), die auf 1787 datiert ist und wahrscheinlich ebenfalls eine osmanische Vorlage hatte. In voller Entfaltung findet sich diese Art der Darstellung auf dem panoramaartigen Bild, das der indische Maler Muhammad ʿAbdallāh, ein Enkel des Hofmalers von Bahadur Shah II., in Delhi für einen der Scherifen von Mekka anfertigte. Einige dieser Darstellungen haben auch fotografische Vorlagen wie diejenige von Hubert Sattler von 1897, die sich auf eine Fotografie stützt, die Christiaan Snouck Hurgronje 1889 veröffentlicht hatte. Eine ähnliche Ansicht fertigte 1918 der französische orientalistische Maler Etienne Nasreddine Dinet (1861–1929) an.

Panoramaartige Darstellungen vom Berg hinab
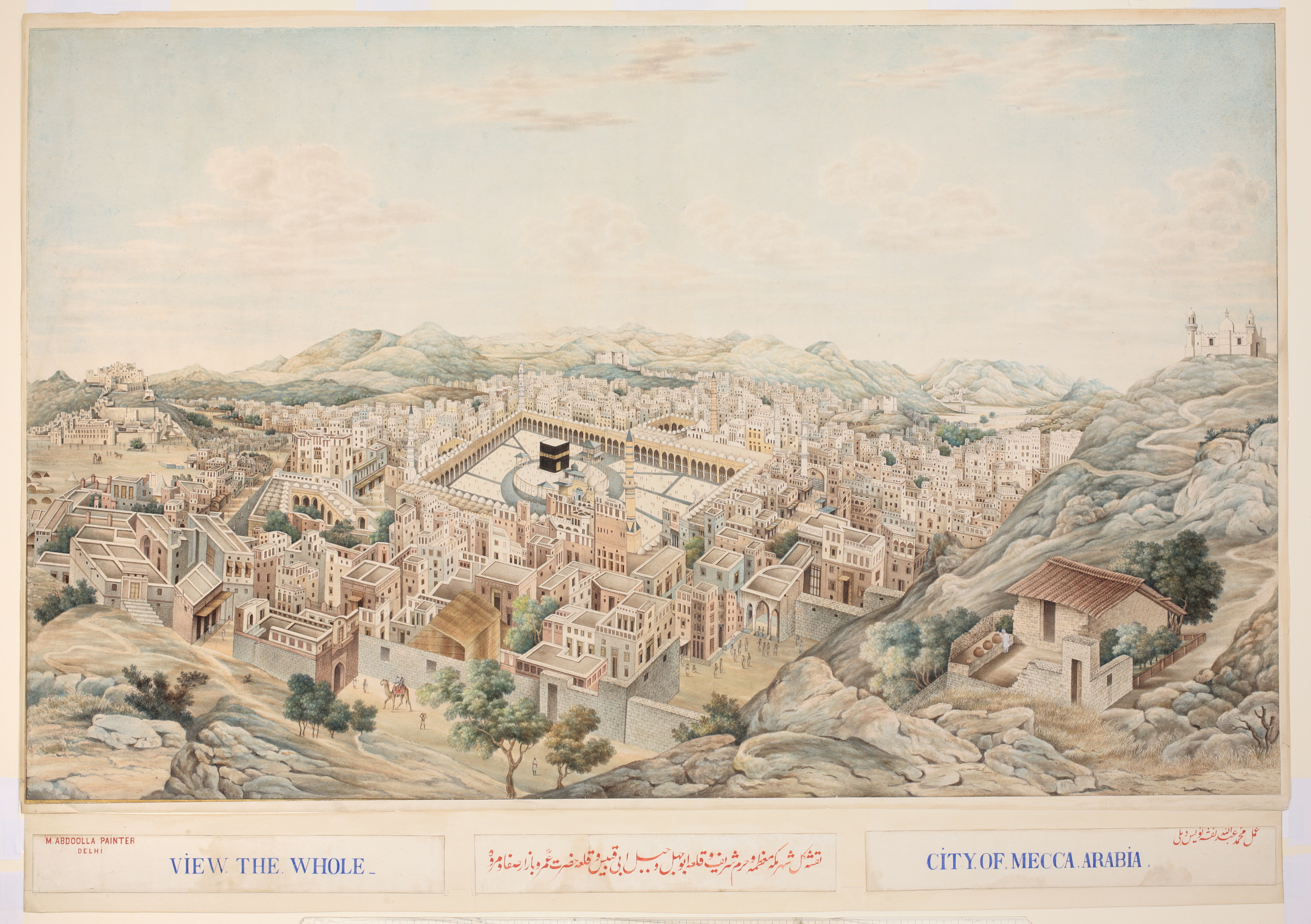
Aquarell Muhammad ʿAbdallāhs, Indien
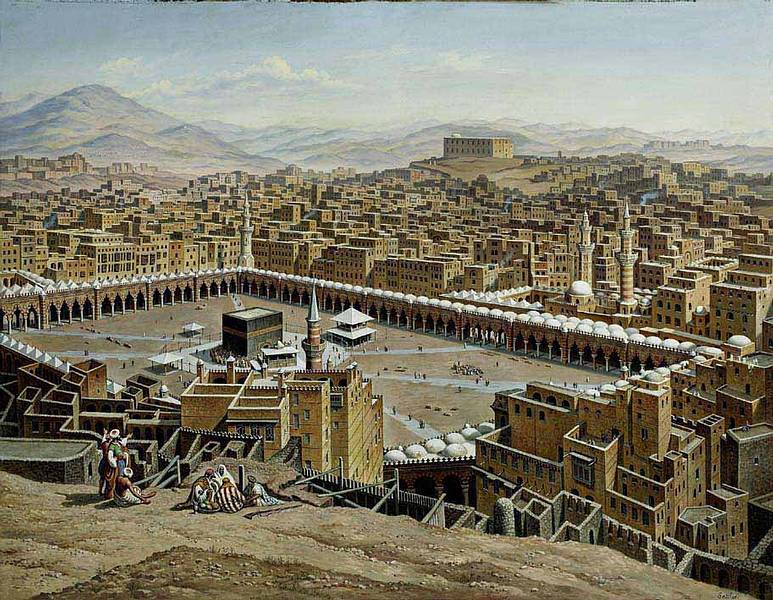
Ölgemälde von Hubert Sattler, 1897 …
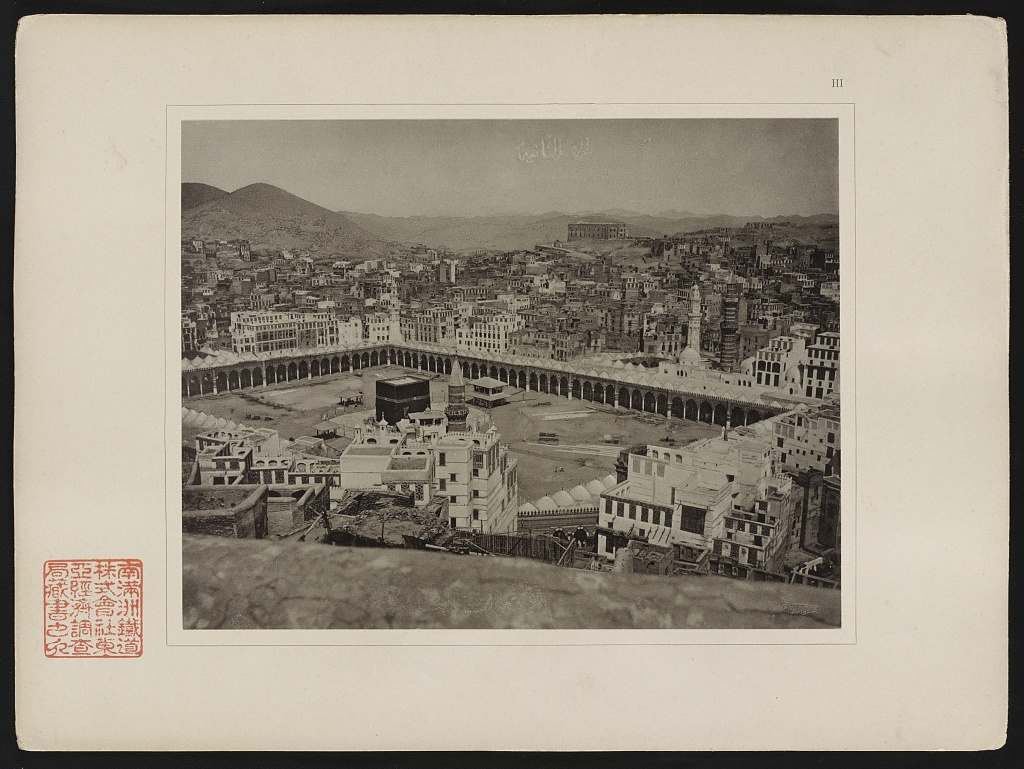
… und fotografische Vorlage von Snouck Hurgronje, 1889
Ölgemälde von Etienne Nasreddine Dinet, 1918

### Erweiterungen unter saudischer Herrschaft
Der Innenhof der al-Harām-Moschee wies zu Beginn der saudischen Herrschaft ungefähr die Form eines Parallelogramms auf. Die einzelnen Seiten hatten die folgenden Maße: 164 Meter (Nordseite), 166 Meter (Südseite), 108 Meter (Ostseite) und 109 Meter (Westseite). Insgesamt betrug die Fläche der Moschee 17.902 Quadratmeter. Von außen war sie ungefähr 192 Meter lang und 132 Meter breit.
Anfang der 1950er Jahre erteilte der saudische König ʿAbd al-ʿAzīz ibn Saʿūd dem Unternehmer Muhammad ibn Lādin, der schon vorher den Ausbau der Prophetenmoschee in Medina geleitet hatte, den Auftrag zur Planung eines umfassenden Ausbaus der al-Harām-Moschee. Muhammad ibn Lādin seinerseits beauftragte den Bauingenieur Fahmī Muʾmin, der die Moschee in Medina entworfen hatte, mit der Ausarbeitung eines Entwurfs. Er legte einige Zeit später den Entwurf für einen neuen Rundbau vor, der jedoch beim König und seinen Beratern keine Zustimmung fand. Daraufhin beauftragte Muhammad ibn Lādin den ägyptischen Bauingenieur Muhammad Tāhir al-Dschuwainī mit der Ausarbeitung eines Alternativentwurfs, der einen rechteckigen Bau vorsah. Da um die Mitte der 1950er Jahre die Pilgerzahlen auf mehr als 200.000 anstiegen, während die Moschee nur ungefähr 50.000 Betende aufnehmen konnte, wurde der Bedarf nach einer Erweiterung des Gebäudes immer spürbarer.

#### Erste Erweiterung (1955–1969)

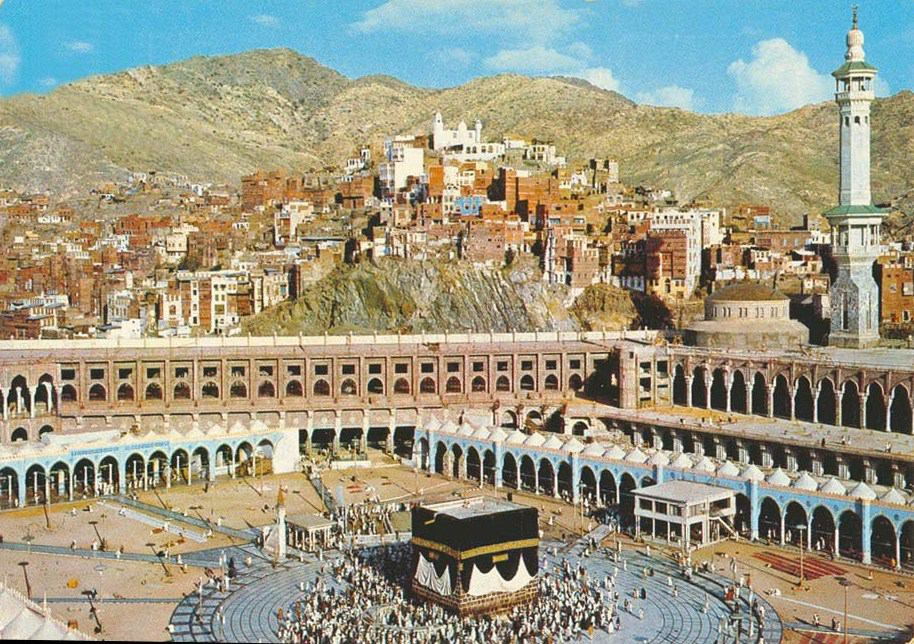
Die Moschee 1969 nach der ersten saudischen Erweiterung mit dem neuen Masʿā, der Kuppel über as-Safā und der Mukabbirīya auf der rechten Seite des Moscheehofs

Nachdem die Planungsarbeit abgeschlossen war, verkündete König Saʿūd ibn ʿAbd al-ʿAzīz (reg. 1953–1964) am 22. August 1955 öffentlich seinen Willen zur Erweiterung der al-Harām-Moschee. Da das Projekt den Abriss von Gebäuden in der Umgebung notwendig machte, ließ der König eine Kommission bilden, die den Wert dieser Gebäude taxieren sollte. Die Eigentümer der Gebäude wurden entsprechend ihrer Einschätzung entschädigt. Im September 1955 setzte er eine Kommission ein, die die Oberaufsicht über das Bauprojekt wahrnehmen sollte. Sie wurde der Leitung des damaligen Thronfolgers Faisal ibn ʿAbd al-ʿAzīz unterstellt. Die Bauarbeiten begannen am 20. November 1955 mit dem Abriss der beiden Außenhöfe, der mit ihnen verbundenen Häuser und der Gebäude und Geschäfte im Umfeld der Moschee. Im März 1956 wurde Muhammad ibn Lādin der Auftrag für die Durchführung des Bauprojekts erteilt. Die feierliche Grundsteinlegung erfolgte am 23. Schaʿbān 1375 (= 5. April 1956).
Damit begann offiziell das Projekt, das als die „Erste saudische Erweiterung“ bezeichnet wird. Dieses umfasste zwei Phasen:
1. Während der ersten Phase (1957 bis 1961) wurde der Masʿā, also die rituelle Laufstrecke zwischen as-Safā und al-Marwa in zwei Stockwerken ausgebaut.[74] Außerdem wurde über as-Safā eine Kuppel errichtet und daneben ein neues höheres Minarett.[75]
2. Während der zweiten Phase (1961 bis 1969) erhielt die Moschee ein zweites Stockwerk und ein Kellergeschoss und wurde mit dem Masʿā verbunden. Außerdem wurden die Bauten im Innenhof der Moschee (siehe dazu unten) abgerissen, um die Fläche für den Umlauf um die Kaaba zu vergrößern, und der Zamzam-Brunnen wurde in den Untergrund verlegt.

Insgesamt wurde die Fläche der Moschee durch den Ausbau auf 161.327 Quadratmeter vergrößert. Ein Großteil der neu geschaffenen Flächen entfiel dabei aber auf den Masʿā, der nach der Erweiterung als integraler Bestandteil der Moschee betrachtet wurde, sowie die unter den Arkaden angelegten Keller. Das Moscheegebäude konnte nun insgesamt 400.000 Betende aufnehmen. Insgesamt beliefen sich die Kosten für den Ausbau der Moschee während der Herrschaft von König Saud auf eine Milliarde saudische Riyal. In diesen Betrag waren auch knapp 240 Millionen Riyal eingeschlossen, die als Entschädigung an die Eigentümer der 1700 Gebäude, Wohnungen und Geschäfte, die im Zuge der Moscheeerweiterung niedergerissen wurden, gezahlt wurden.

#### Zweite Erweiterung (1969–1976)

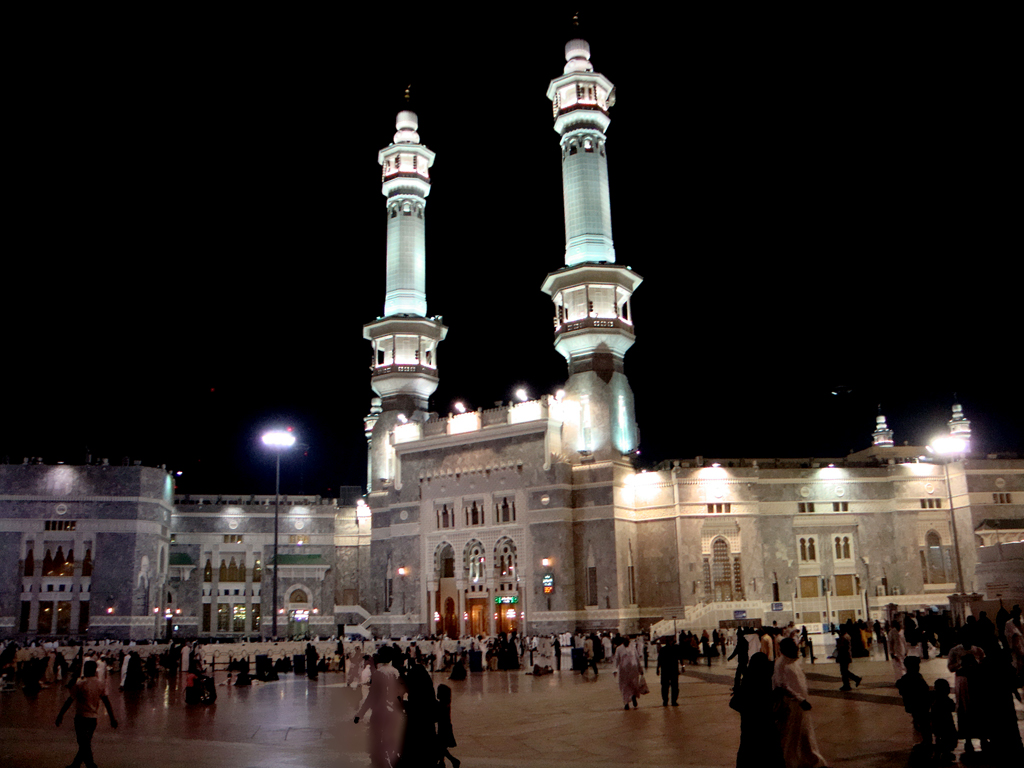
Das König-ʿAbd-al-ʿAzīz-Tor und der vorgelagerte Platz, die beide während der zweiten Erweiterung angelegt wurden

Unter König Faisal ibn ʿAbd al-ʿAzīz (reg. 1964–75) begann die zweite saudische Erweiterung der Moschee. Der Bauplan des Architekten Muhammad Tāhir al-Dschuwainī hatte eigentlich vorgesehen, dass der alte Moscheebau komplett beseitigt werden sollte. 1968/69 änderte Faisal diesen Plan jedoch ab, indem er in einem königlichen Befehl verfügte, dass die Arkadenhöfe aus osmanischer Zeit mit dem Kuppeldach erhalten, repariert und mit dem neuen Bau verbunden werden sollten. Auch die zweite saudische Erweiterung wird in zwei Phasen eingeteilt:
1. Während der ersten Phase (1969 bis 1972) wurden die Außenseiten der Moschee neu gestaltet, und es wurde am Safā-Tor eine Rampe angelegt, die das Erdgeschoss der Moschee mit dem Masʿā verbindet. Außerdem wurde der Fußboden der Moschee mit Marmorplatten gepflastert,[81] und auf der Nordwestseite beim ʿUmra-Tor wurden zwei neue Minarette errichtet.[82]
2. Während der zweiten Phase (1973 bis 1976) wurde der alte Bau der Moschee mit den überkuppelten Arkadenhöfen aus der osmanischen Zeit restauriert,[81] und die Nordseite der Moschee wurde neu gestaltet. An der Nordostecke wurden zwei neue Minarette errichtet, und an der Nordwest- und Nordostseite zwei neue Tore angelegt.[82]

Die beiden Außenhöfe des alten Moscheebaus wurden im Rahme dieser Erweiterung beseitigt.
Um den Verkehrsfluss zu verbessern und den Pilgern den Zugang zur Moschee während der Stoßzeiten zu erleichtern, wurden in dieser Zeit rund um das Gebäude fünf weiträumige Plätze mit Parkplätzen angelegt. Das neue Moscheegebäude umfasste knapp 70 neue Gebetssäle und konnte am Ende der zweiten Erweiterung insgesamt mehr als 600.000 Betende aufnehmen.

#### Dritte Erweiterung (1988–1993)

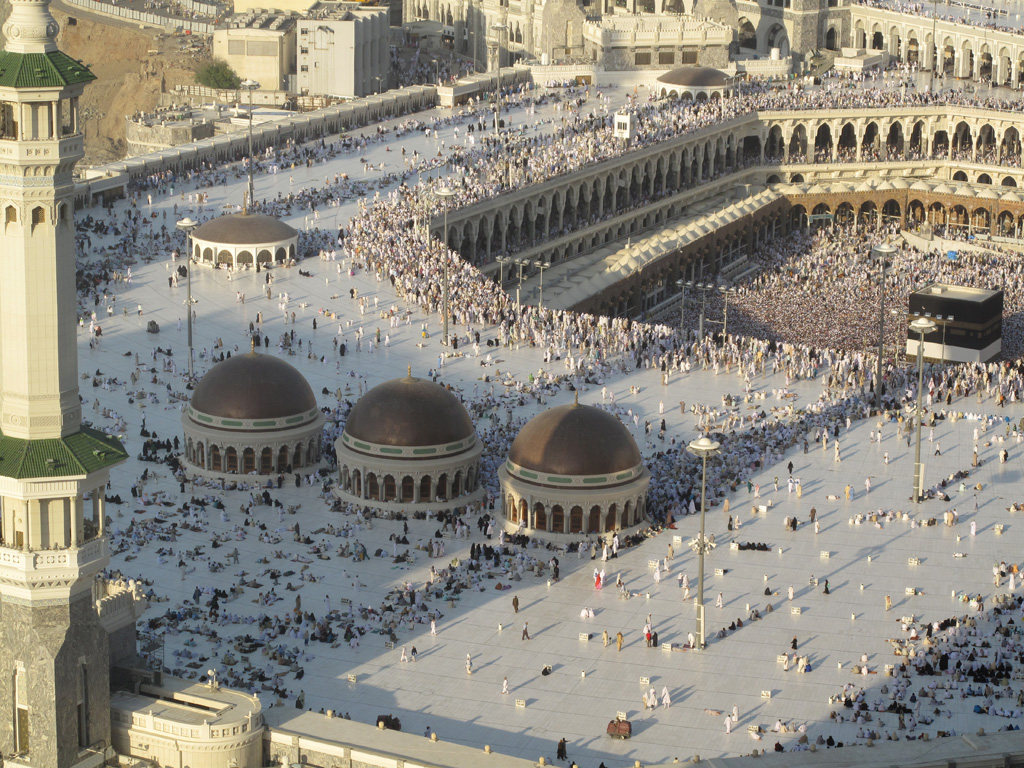
Das während der dritten Erweiterung angelegte begehbare Dach mit dem westlichen Anbau und den drei Kuppeln

Eine dritte Erweiterung der Moschee fand während der Herrschaft von König Fahd ibn ʿAbd al-ʿAzīz (reg. 1982–2005). Die feierliche Grundsteinlegung zu dieser Erweiterung, die nach König Fahd benannt ist, erfolgte am 13. September 1988. Im Zuge dieser Erweiterung, die erneut den Abriss zahlreicher Gebäude notwendig machte, wurde auf der westlichen Seite der Moschee ein neuer Anbau errichtet, der einen eigenen Haupteingang und zwei Minarette erhielt. Er hat zwei Stockwerke und ein Kellergeschoss. Die Außenwände haben eine einheitliche Höhe von 22,57 Meter. Im Inneren sind 492 Säulen mit einem Durchmesser von 81 bzw. 93 Zentimeter verbaut. Auf dem Dach des neuen Anbaus wurden drei Kuppeln von 15 Meter Durchmesser und sieben Meter Höhe errichtet. Sie überragen die zentrale Halle des neuen Gebäudes.

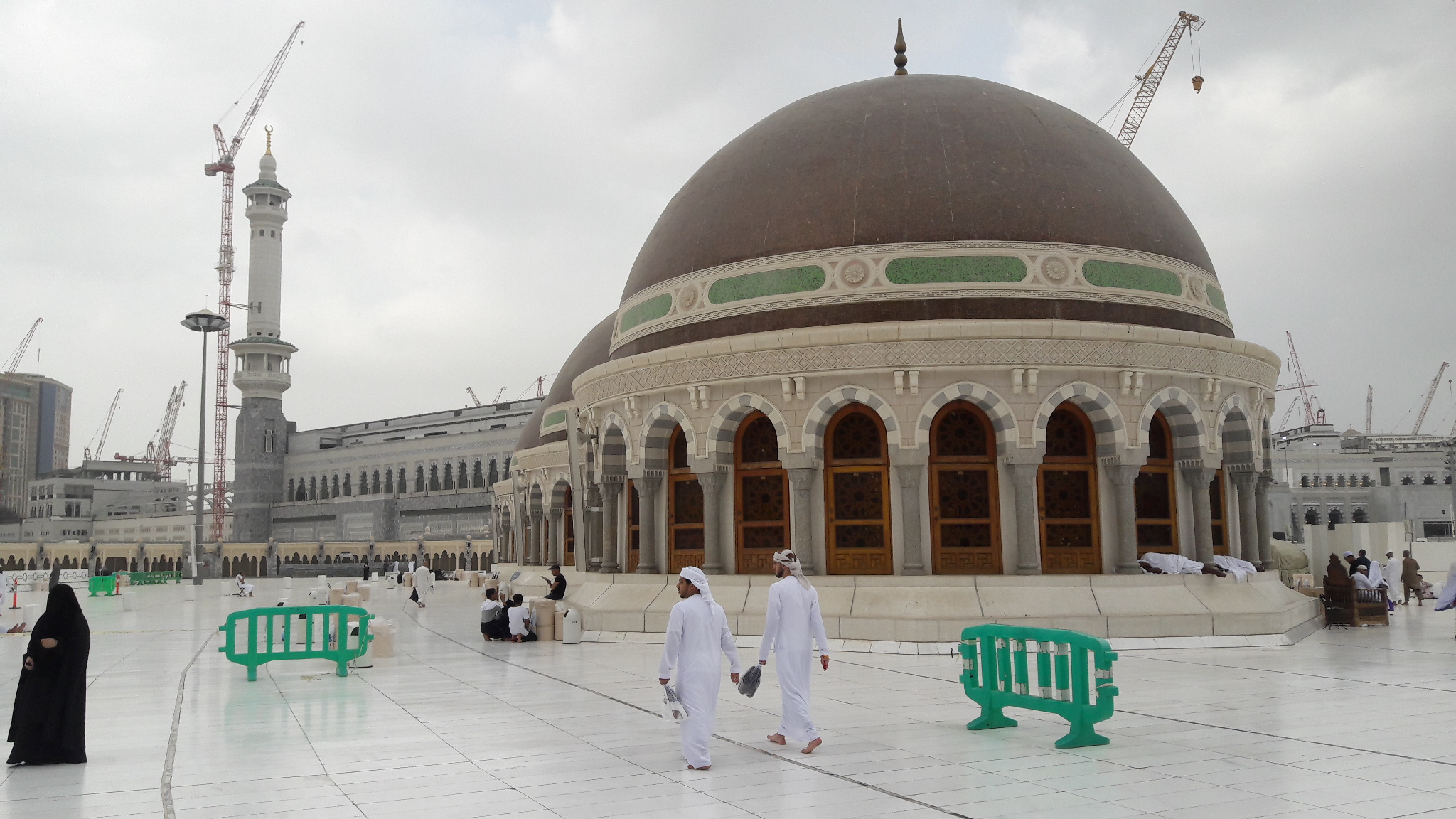
Blick über das Dach des westlichen Anbaus mit den drei Kuppeln

Um die Raumausnutzung des Gebäudes zu verbessern, wurde im Zuge dieser Erweiterung außerdem das Dach der Moschee und des neuen Anbaus begehbar gemacht, mit Marmor belegt und zu einer zusammenhängenden Gebetsfläche von 61.000 Quadratmetern ausgestaltet, die später auch mit Gebetsteppichen ausgelegt wurde. Insgesamt wurde die Gebetsfläche der Moschee durch die Erweiterung auf ca. 400.000 Quadratmeter erweitert, die Aufnahmekapazität des Gebäudes wurde auf mehr als eine Million Menschen erhöht.
Im Inneren wurde das Moscheegebäude mit 13 Rolltreppen, einem Netz von Brandschutzstationen und einer zentralen modernen Klimaanlage ausgestattet. Die Klimaanlage wird mit Fernkälte versorgt, die über eine unterirdische Rohrleitung von einer sechs Kilometer entfernten Kältemaschine herangeführt wird. In der Moschee wurden außerdem zahlreiche Wasserspender aufgestellt, an denen die Besucher der Moschee gekühltes Zamzam-Wasser zapfen können.

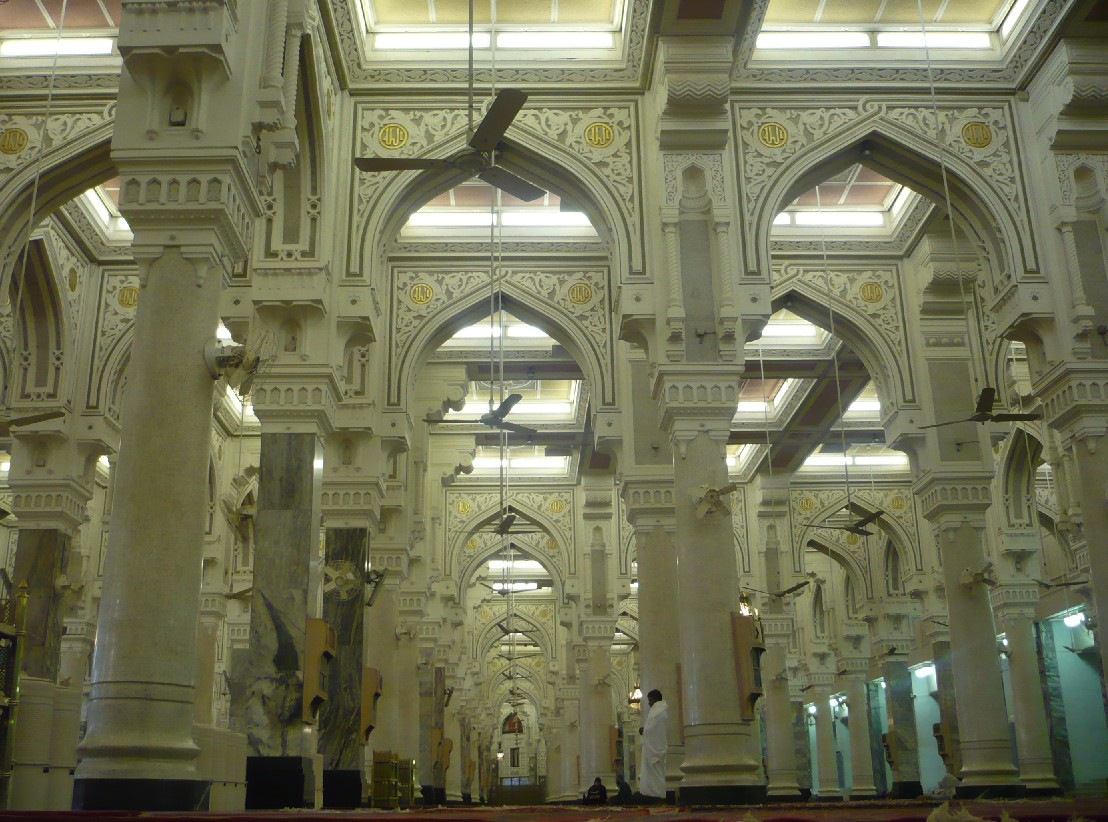
Blick ins Innere der Moschee

Im Jahre 1990 begann auf königlichen Befehl ein Programm zur Verschönerung der Plätze im Umfeld der Moschee, mit dem Ziel, diese in Stoßzeiten bei der Wallfahrt und im Ramadan für das Gebet nutzbar zu machen. Auf dem Platz westlich des Masʿā wurde ein neues zweistöckiges Gebäude mit sanitären Anlagen errichtet, das 1440 Toiletten und 1091 Plätze für die rituelle Waschung umfasst. Der der Moschee südwestlich vorgelagerte Platz wurde ebenfalls mit unterirdischen sanitären Anlagen versehen und durch den Bau eines 661 Meter langen Tunnels vom Fahrverkehr befreit. Dieser Sūq-as-Saghīr-Tunnel verbindet das Gebiet der Heiligen Moschee mit den östlichen Vierteln von Mekka. Um das Verkehrsaufkommen in dem Gebiet der Moschee zu verringern, wurde ein Park-and-Ride-System mit großen Parkplätzen in den Stadtteilen Kudai und al-ʿAzīzīya, die über ungefähr 12.000 Stellplätzen verfügen. Von dort aus können die Pilger in zehn bis 20 Minuten mit Bussen die Moschee erreichen. Im Mai/Juni 1993 kamen die Arbeiten für die dritte Erweiterung der Moschee zum Abschluss.

#### Vierte Erweiterung (ab 2007)
Die vierte Erweiterung der Moschee begann 2007 während der Herrschaft von König Abdullah ibn Abd al-Aziz (reg. 2005–2015). Um eine Ausdehnung des Gebäudekomplexes in nördlicher Richtung zu ermöglichen, wurde 2008 zunächst das Stadtviertel asch-Schāmīya abgerissen. Insgesamt wurden 5.882 Gebäude auf einer Fläche von 300.000 Quadratmetern abgerissen. Für die Planung des Erweiterungsbaus beauftragte die saudische Regierung 18 internationale Architekten bzw. Architekturbüros, darunter Zaha Hadid, Tadao Andō, Norman Foster, Santiago Calatrava, Shigeru Ban und Atkins Design, mit der Ausarbeitung von Entwürfen. Die meisten Architekten konnten sich über das Gelände nur durch Fotos und Satellitenbilder informieren, da sie als Nicht-Muslime Mekka nicht betreten durften. Die Entwürfe wurden Ende November 2008 dem saudischen König präsentiert. Durchgesetzt hat sich am Ende ein Entwurf der König-Saud-Universität. Die Entwürfe der anderen Architekturbüros wurden 2012 vom saudischen Kultur- und Medienministerium in einem Buch veröffentlicht.

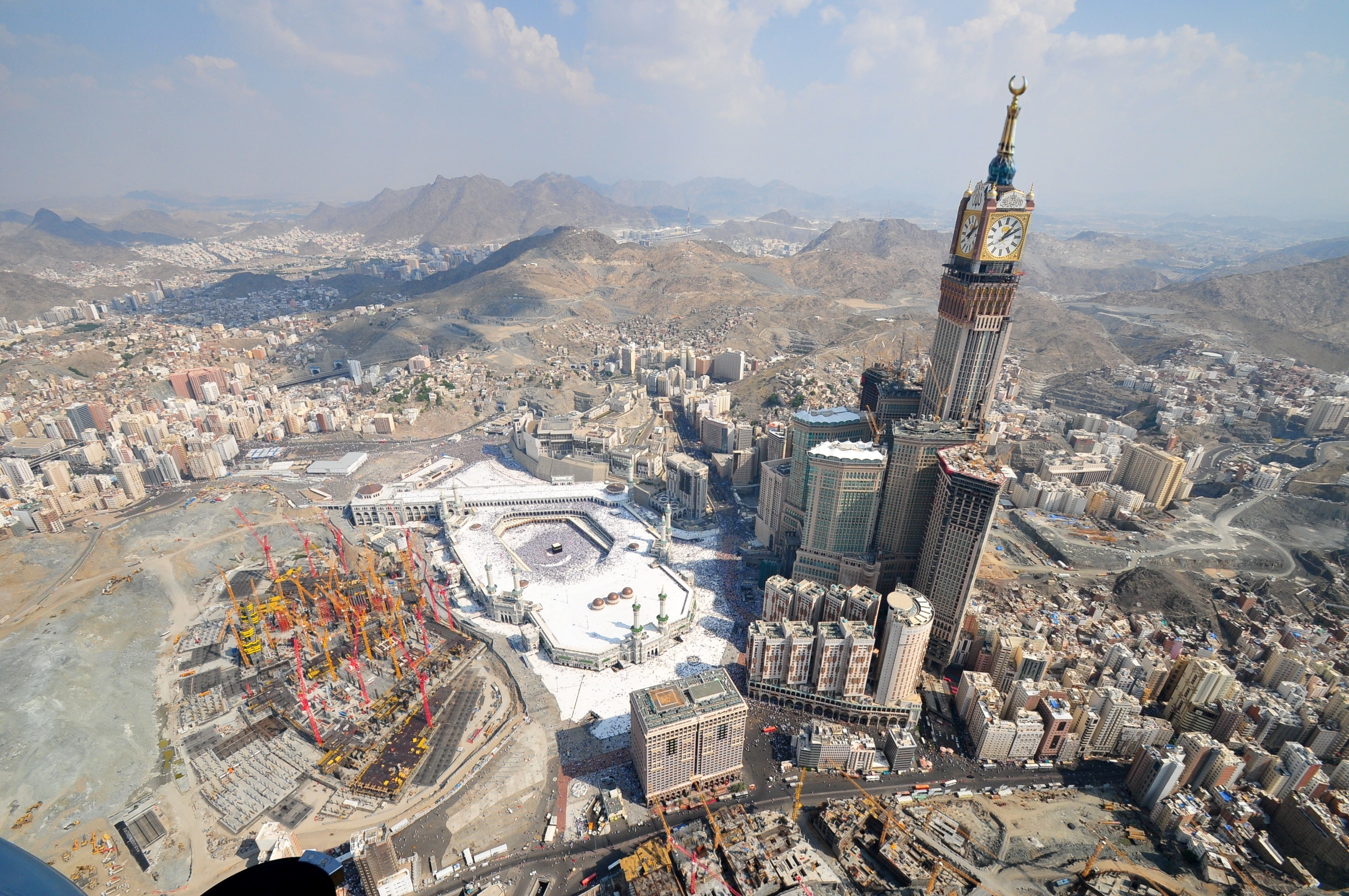
Die Baustelle des neuen Erweiterungsprojekts im Jahre 2010 mit den Abraj Al Bait

Nach dem Abschluss der Bauarbeiten, der ursprünglich für 2020 geplant war, soll das Gebäude Platz für 2.000.000 Gläubige bieten. Des Weiteren soll sich die Zahl der Minarette auf 13 erhöhen. Die Kosten für das Projekt belaufen sich auf 80 Milliarden Saudi-Riyal (ca. 20 Milliarden Euro). Der Ausbau wurde unter anderem damit gerechtfertigt, dass bis 2025 ein Anstieg der Pilgerzahlen auf bis zu 17 Millionen jährlich erwartet wird. Gleichzeitig mit dem Beginn des Ausbaus der Heiligen Moschee wurden in unmittelbarer Nähe die bis zu 601 Meter hohen Hochhaustürme der Abraj Al Bait errichtet. Sie überragen mittlerweile die Heilige Moschee, wodurch sich deren Erscheinungsbild grundlegend verändert hat. Die Bauleitung für beide Projekte liegt bei der Saudi Binladin Group. Auf den Baustellen sind Arbeiter aus den verschiedensten islamischen Ländern tätig. Die meisten leben auf dem Gelände der Saudi Binladin Group unter sehr eingeengten Bedingungen.

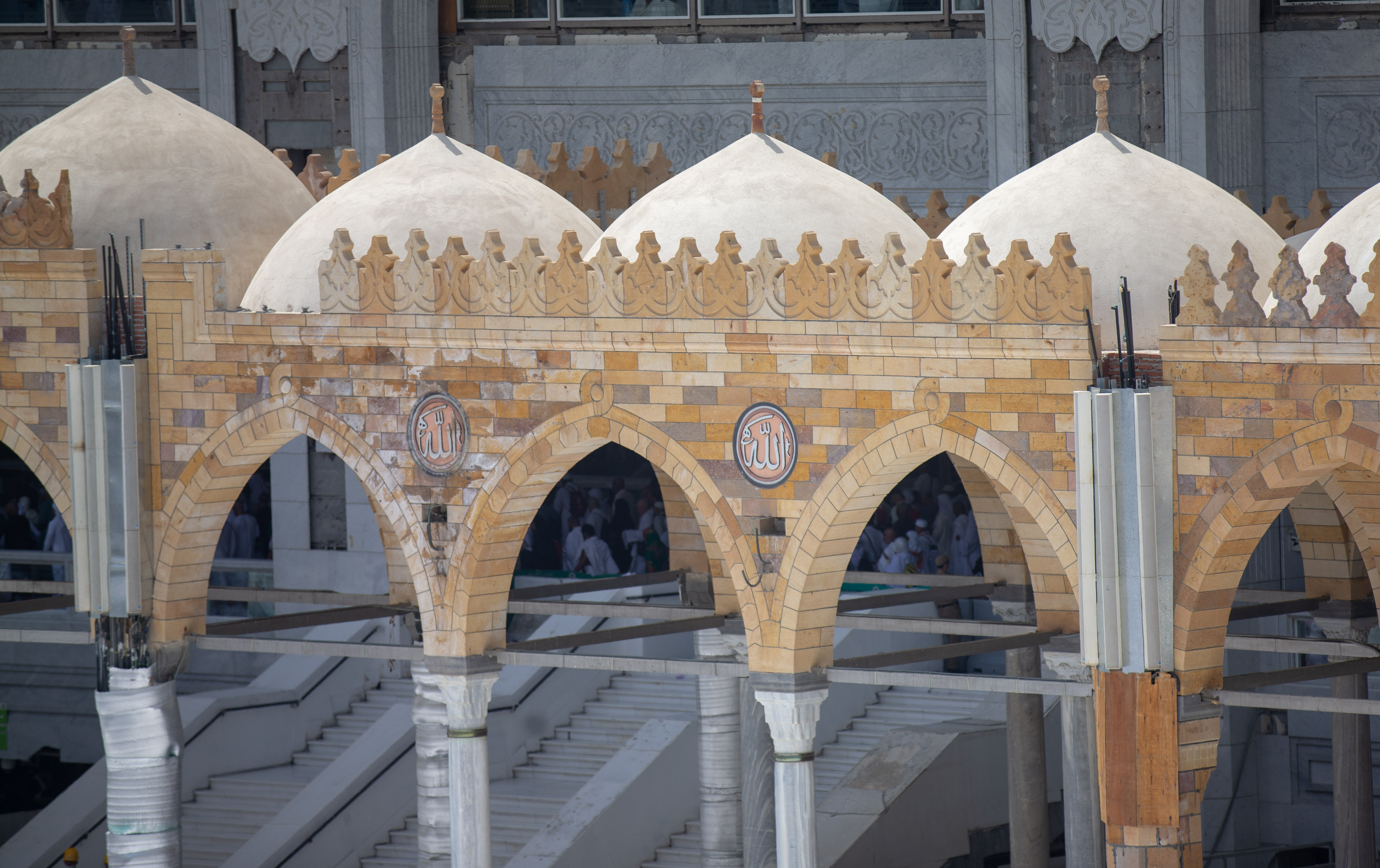
Teile des wiederaufgebauten osmanischen Säulenvorbaus aus Schumaisī-Stein

Das Ausbauprojekt stieß zwischenzeitlich auf viel Kritik. Hatoon al-Fassi, Professorin für Geschichte an der König-Saud-Universität, die einer angesehenen mekkanischen Familie entstammt, warf der Bin Ladin Group vor, Mekka in ein Las Vegas verwandeln zu wollen. Ziauddin Sardar monierte den „Brutalismus von abscheulich hässlichen rechtwinkligen Stahl- und Betonkonstruktionen“, von denen die Heilige Moschee nun umgeben sei. Sie sähen aus wie innerstädtische Bürokomplexe in irgendeiner US-amerikanischen Stadt. Kritisiert wurde auch, dass der verbliebene osmanische Säulenvorbau beseitigt werden sollte. Nach Protesten von türkischer Seite 2013 und anschließenden türkisch-saudischen Verhandlungen gab der saudische König schließlich den Befehl, den Säulenvorbau zu erhalten, und beauftragte das türkische Unternehmen Gürsoy Group mit seiner Untersuchung und Restaurierung. Das Unternehmen trug den Säulenvorbau 2015 ab, restaurierte ihn auf einem Gelände in der Nähe von ʿArafāt und baute ihn teilweise in größerer Entfernung von der Kaaba wieder auf. Die ursprünglichen osmanischen Kuppeln aus Ziegelsteinen und Stuck konnten jedoch nicht erhalten werden. Durch den Umbau wurde die Kapazität des inneren Moscheehofs erheblich vergrößert. Während vor 2013 nur ungefähr 10.000 Menschen pro Stunde den Tawāf vollziehen konnten, ist dies seit dem Umbau 30.000 Menschen möglich.

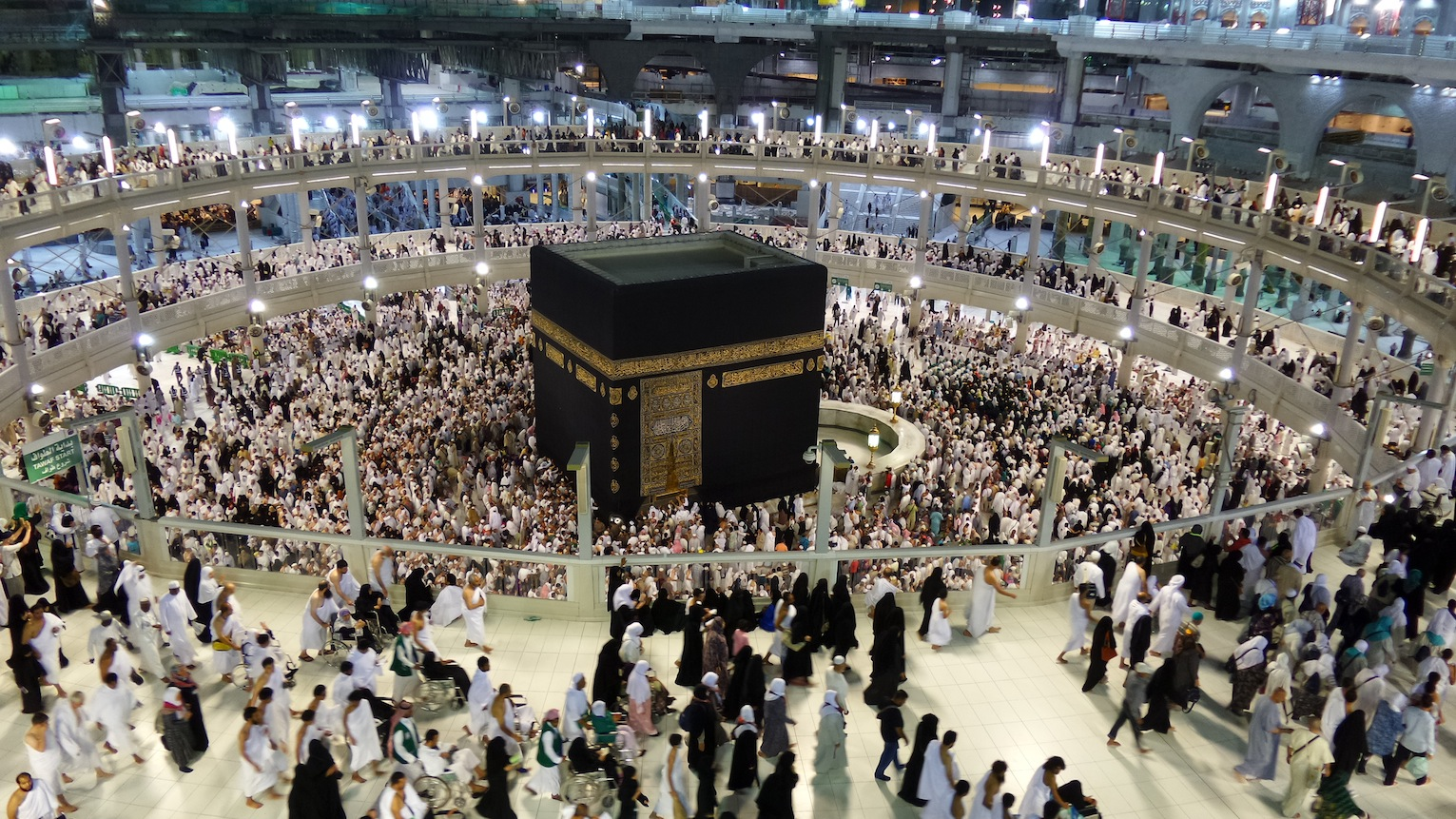
Die temporäre Matāf-Brücke, die 2014 bis 2016 im Hof der Moschee stand

Um die Kapazität der Moschee auch während der Umbauzeit aufrechtzuerhalten, wurde von 2014 bis 2016 eine temporäre Brücke aus Kohlenstofffasern im Hof der Moschee aufgestellt. Am 11. September 2015 stürzte bei Sturmböen ein großer Raupenkran auf die Moschee und durchschlug mit den Auslegern ein Hallendach im dritten Stock. Die Mastspitze knickte in den Hof dahinter; dabei wurden 107 Menschen getötet und 238 verletzt.

## Geschichte einzelner Bauelemente und der Infrastruktur

### Die Tore

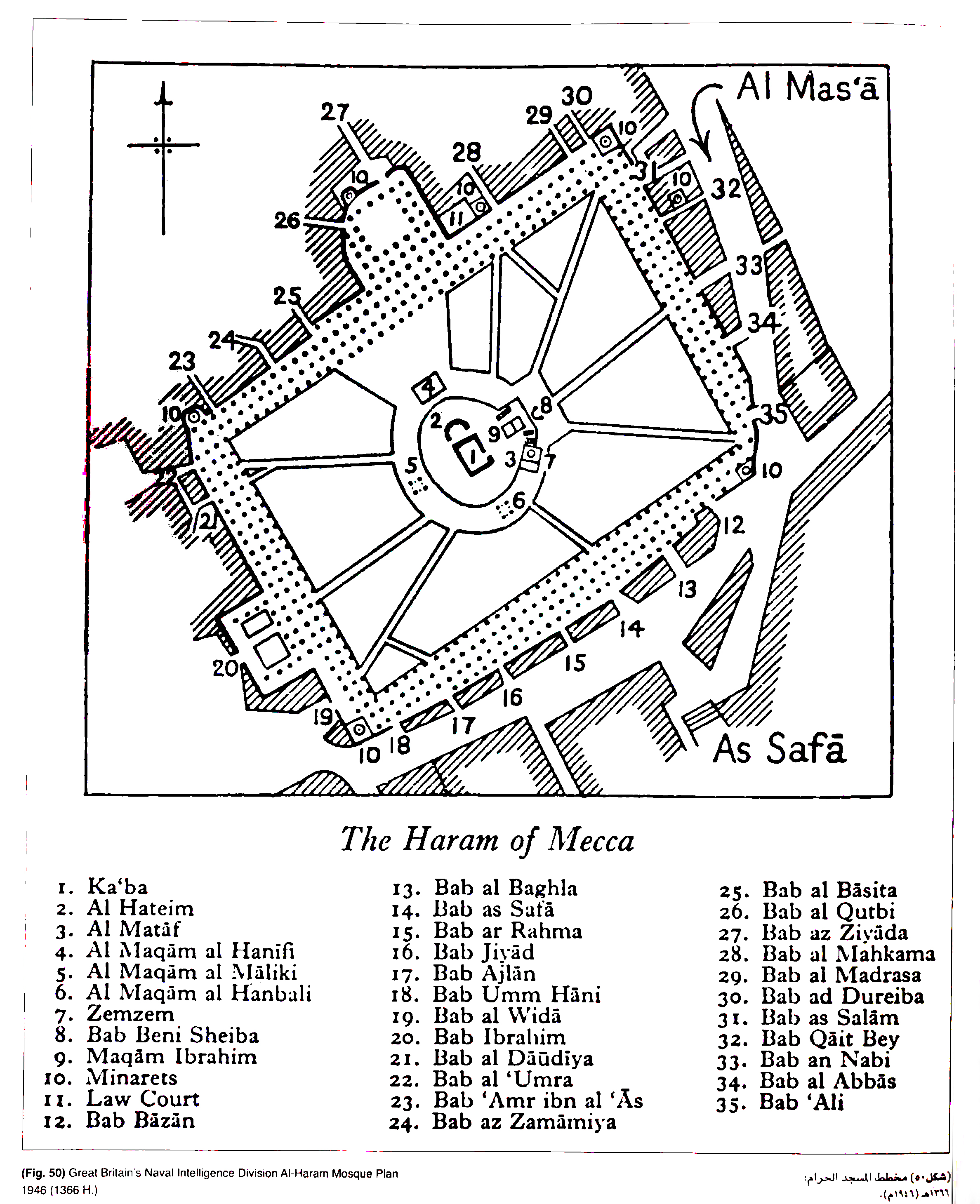
Grundriss der Moschee mit den verschiedenen Toren, 1946

Fast alle mekkanischen Geschichtsschreiber liefern in ihren Werken Aufstellungen der Tore der Heiligen Moschee, so auch al-Azraqī (frühes 9. Jahrhundert), Taqī ad-Dīn al-Fāsī (frühes 15. Jahrhundert) und der modernen Historiker Husain Bā-Salāma, der die Situation im frühen 20. Jahrhundert beschreibt und die frühere Literatur auswertet. Wie aus ihren Aufstellungen hervorgeht, hat die Anzahl der Tore von 24 im 9. Jahrhundert auf 19 Tore im 15. Jahrhundert ab- und schließlich wieder auf 26 Tore im frühen 20. Jahrhundert zugenommen. Auch die Namen der einzelnen Tore haben sich im Laufe der Zeit mehrfach geändert. Im 9. Jahrhundert hießen noch viele der Tore nach quraischitischen Clanen, die in vor- und frühislamischer Zeit rund um die Kaaba gewohnt hatten (z. B. Banū Schaiba, Banū Sahm, Banū Machzūm, Banū Dschumah). In späterer Zeit wurden diese tribalen Namen durch andere Namen verdrängt.
Die einzelnen Tore waren unterschiedlich groß: einige umfassten mehrere Torbögen, andere nur einen. Das as-Safā-Tor, über das die Pilger die Moschee üblicherweise verließen, wenn sie sich nach dem Tawāf zum Masʿā begaben, war mit fünf Torbögen das größte Tor. Insgesamt hatte die Moschee im 15. Jahrhundert 35 Torbögen. In jedem Torbogen befand sich eine Tür mit zwei Türflügeln. Mehrere Tore waren außerdem mit einer Schlupfpforte versehen. Sie blieb geöffnet, wenn das Tor in der Nacht geschlossen wurde.
Da die Moschee an allen Seiten ungefähr drei Meter tiefer lag als ihre Umgebung, waren die meisten Tore mit Stufen versehen, über die man zur Moschee hinunterstieg. Die Anzahl der Stufen variierte bei den einzelnen Toren zwischen neun und 15. Allerdings war die Oberflächengestalt der Moschee seit dem späten Mittelalter beckenartig: Die Ränder der Moschee waren gegenüber der äußeren Umgebung also ebenfalls erhaben. Wer also die Moschee betreten wollte, stieg also zunächst ein paar Stufen nach oben und dann wieder mehrere Stufen wieder hinab. Dieser beckenartige Rand der Moschee war 1426/27 angelegt worden und diente dem Schutz vor Überschwemmungen (siehe unten).
Wie aus dem Reisebericht des Ibn Dschubair hervorgeht, war es im 12. Jahrhundert die Regel, dass Pilger, die zur ʿUmra nach Mekka kamen, die Moschee durch das Banū-Schaiba-Tor betraten, den siebenmaligen Umlauf vollzogen und anschließend durch das as-Safā-Tor hinausgingen. Später wurde es üblich, dass die ʿUmra-Pilger die Moschee durch das Banū-Sahm-Tor betraten. Deshalb wurde dieses Tor ab dem 14. Jahrhundert ʿUmra-Tor genannt.
| al-Azraqī (gest. 837)                | Taqī ad-Dīn al-Fāsī (gest. 1429) | Husain Bā-Salāma (gest. 1940)    | Anzahl Torbögen                  | Anmerkungen | Bild                             |
| Ostseite (von Norden nach Süden)     | Ostseite (von Norden nach Süden) | Ostseite (von Norden nach Süden) | Ostseite (von Norden nach Süden) | Ostseite (von Norden nach Süden) | Ostseite (von Norden nach Süden) |
| ------------------------------------ | -------------------------------- | -------------------------------- | -------------------------------- | --- | -------------------------------- |
| 1. Banū-Schaiba-Tor                  | 1. Salām-Tor                     | 1. Salām-Tor                     | 3                                | Nach al-Azraqī hieß das Tor in vor- und frühislamischer Zeit Banū-ʿAbd-Schams-Tor. Anfang des 10. Jahrhunderts war die Frontseite mit einem Mosaik verziert. Ibn Battūta schreibt, dass über dieses Tor die Kalifen die Moschee zu betreten pflegten. Warum das Tor später Salām-Tor (Bāb as-Salām) genannt wurde, ist nicht klar. Anfang des 20. Jahrhunderts traten die Pilger durch dieses Tor ein, wenn sie den Ankunftsumlauf (ṭawāf al-qudūm) vollziehen wollten.                                                                              |                                  |
| 2. Dār-al-Qawārīr-Tor                |                                  | 2. Tor der Qā'itbāy-Madrasa      | 1                                | Das Dār-al-Qawārīr („Haus der Kristallgläser“), nach dem das Tor benannt ist, war ein Palast, den ursprünglich der Barmakide Dschaʿfar ibn Yahyā für sich erbaut hatte. Es wurde später von dem mekkanischen Gouverneur Hammād al-Barbarī eingezogen, der ihn für Hārūn ar-Raschīd umbaute und im Inneren mit Kristallgläsern (qawārīr) ausstattete. Um 1480 wurde dort die Madrasat al-Aschraf Qā'itbāy erbaut. Anfang des 20. Jhs. bestand das Tor nur aus einer kleinen Schlupfpforte.                                                            |                                  |
| 3. Prophetentor                      | 2. Tor der Leichenzüge           | 3. Prophetentor                  | 1 / 2                            | Der Name „Prophetentor“ (Bāb an-Nabī) rührt daher, dass Mohammed es benutzt haben soll, wenn er von seinem Haus zur Moschee ging. Der spätere Name „Tor der Leichenzüge“ (Bāb al-Ǧanāʾiz) wird damit erklärt, dass die Leichenzüge durch dieses Tor die Moschee verließen bzw. durch dieses Tor in die Moschee hineingetragen wurden, damit das Leichengebet über sie gesprochen wurde. Das Tor wurde im Mittelalter von einem auf zwei Torbögen vergrößert.                                                                                         |                                  |
| 4. al-ʿAbbās-Tor                     | 3. al-ʿAbbās-Tor                 | 4. al-ʿAbbās-Tor                 | 3                                | Der Name des Tors rührte daher, dass al-ʿAbbās ibn ʿAbd al-Muttalib in der Nähe sein Haus hatte. Die Frontseiten und das Innere der drei Torbögen waren im frühen 10. Jahrhundert mit Mosaiken verziert, und die Wände waren mit weißem, grünem und rotem Marmor sowie mit goldplattiertem Marmor gestaltet. |                                  |
| 5. Banū-Hāschim-Tor                  | 4. ʿAlī-Tor                      | 5. ʿAlī-Tor                      | 3                                | |                                  |
| Südseite (von Osten nach Westen)     |                                  |                                  |                                  | |                                  |
| 1. Banū-ʿĀ'idh-Tor                   | 1. Bāzān-Tor                     | 1. Tor der Totenbahren           | 2                                | Der Name Bāzān-Tor leitete sich davon ab, dass hier das Wasserbecken stand, das von der ʿAin Bāzān mit Wasser versorgt wurde. Der spätere Name „Tor der Totenbahren“ (Bāb an-Nuʿūš) kommt daher, dass durch dieses Tor die Totenbahren zum Dschannat al-Muʿallā hinausgetragen wurden. |                                  |
| 2. Banū-Sufyān-Tor                   | 2. Baghla-Tor                    | 2. Baghla-Tor                    | 2                                | Namengebend waren die Banū Sufyān ibn ʿAbd al-Asad. |                                  |
| 3. as-Safā-Tor                       | 3. as-Safā-Tor                   | 3. as-Safā-Tor                   | 5                                | Das Tor lag direkt bei as-Safā und war das größte Tor der Moschee. Nach al-Azraqī wurde das Tor auch Banū-Machzūm-Tor genannt, nach dem quraischitischen Clan der Banū Machzūm, der bei dem Tor wohnte, oder Banū-ʿAdī-ibn-Kaʿb-Tor. Die Frontseiten und das Innere der Torbögen waren Anfang des 10. Jahrhunderts mit Mosaiken verziert, die beiden Säulen des mittleren Torbogens mit goldfarbenen Inschriften versehen. Die Wände des Tors waren mit goldplattiertem Marmor sowie mit weißem, grünem, rotem lapislazulifarbenem Marmor gestaltet. |                                  |
| 4. Banū-Machzūm-Tor I                | 4. kleines Adschyād-Tor          | 4. kleines Adschyād-Tor          | 2                                | |                                  |
| 5. Banū-Machzūm-Tor II               | 5. Mudschāhidīya-Tor             | 5. Adschyād-Tor                  | 2                                | Zur Zeit von al-Fāsī wurde es auch Barmherzigkeitstor (Bāb ar-Raḥma) genannt. Der Name Mudschāhidīya rührt daher, dass sich hier eine von dem Rasuliden-Herrscher Mudschāhid (reg. 1322–1363) gestiftete Madrasa befand. |                                  |
| 6. Banū-Machzūm-Tor III              | 6. Tor der ʿAdschlān-Madrasa     | 6. Tor der ʿAdschlān-Madrasa     | 2                                | In der Zeit al-Azraqīs wurde es auch Banū-Taim-Tor genannt. Später war die Madrasa des Scherifen ʿAdschlān ibn Rumaitha (reg. 1361–1375) namengebend. Im frühen 17. Jahrhundert wurde es Scherifen-Tor (Bāb aš-šarīf) genannt, weil sich gegenüber von ihm das Haus des Scherifen Surūr befand. Im frühen 20. Jahrhundert nannte man das Tor nach dem davor befindlichen Ägyptischen Hospiz (Takīya Miṣrīya) es auch Takīya-Tor. |                                  |
| 7. Umm-Hānī-Tor                      | 7. Umm-Hānī-Tor                  | 7. Umm-Hānī-Tor                  | 2                                | Namengebend war Umm Hānī, eine Tochter von Abū Tālib ibn ʿAbd al-Muttalib. In der Zeit von al-Fāsī wurde es auch Malāʿiba-Tor genannt. Im 16. Jahrhundert betraten gewöhnlich durch dieses Tor die Scherifen von Mekka die Moschee. Im frühen 20. Jahrhundert wurde das Tor auch Hamīdīya-Tor genannt, nach der Hamīdīya, dem Sitz der Provinzregierung, der sich hier befand. |                                  |
| Westseite (von Süd nach Nord)        |                                  |                                  |                                  | |                                  |
| 1. Hizāmīya-Tor                      | 1. Hazwara-Tor                   | 1. Abschiedstor                  | 2                                | In der Zeit von al-Azraqī wurde es auch Banū-Hakīm-ibn-Hizām-Tor oder Banū-Zubair-Tor genannt. Hazwara war der frühere Markt von Mekka. Später wurde es üblich, dass die Pilger die Moschee durch dieses Tor verließen, wenn sie abreisten. Daher rührte der Name „Abschiedstor“ (Bāb al-Widāʿ) |                                  |
| 2. Kornhändler-Tor (Bāb al-ḥannāṭīn) |                                  |                                  | 3                                | Wurde 914 im Zuge der Erweiterung der Moschee abgebrochen. |                                  |
|                                      | 2. Ibrāhīm-Tor                   | 2. Ibrāhīm-Tor                   | 1                                | Das Ibrāhīm-Tor, das einen sehr großen Bogen hatte, wurde erst 914 im Zuge der Erweiterung der Moschee angelegt. Es wurde nach einem Schneider Ibrāhīm benannt, der hier vor seiner Erbauung saß. |                                  |
| 3. Banū-Dschumah-Tor                 |                                  |                                  | 2                                | Das Tor war noch von dem Kalifen al-Mansūr errichtet worden, der an der Frontseite ein Mosaik hatte anbringen lassen. 914 wurde es beim Bau des westlichen Außenhofs abgebrochen. |                                  |
|                                      |                                  | 3. Namenloses Tor                | 1                                | An der nördlichen Seite der Ibrāhīm-Erweiterung |                                  |
| 4. Abū-l-Buchturī-Tor                |                                  | 4. Tor der Ghālib-Madrasa        | 1 / 2                            | Das Tor wurde auf zwei Torbögen erweitert. |                                  |
| 5. Namenloses Tor                    |                                  | 5. Tor der Dāwūdīya-Madrasa      | 1                                | |                                  |
| 6. Banū-Sahm-Tor                     | 3. ʿUmra-Tor                     | 6. ʿUmra-Tor                     | 1                                | Dieses Tor wurde üblicherweise von den ʿUmra-Pilgern, die nach Tanʿīm hinauszogen, beim Betreten und Verlassen der Moschee benutzt. |                                  |
| Nordseite (von West nach Ost)        |                                  |                                  |                                  | |                                  |
| 1. Tor des ʿAmr ibn al-ʿĀs           | 1. Sudda-Tor                     | 1. al-ʿAtīq-Tor                  | 1                                | Benannt nach einem Notabeln namens Ibn ʿAtīq, der hier wohnte. |                                  |
| 2. Namenloses Tor, verschlossen      |                                  | 2. Tor der Zimāmīya-Madrasa      | 1                                | |                                  |
| 3. Dār-al-ʿAdschala-Tor              | 2. Dār-al-ʿAdschala-Tor          | 3. Bāsitīya-Tor                  | 1                                | Die Dār al-ʿAdschala, nach der das Tor zuerst benannt wurde, war ein Palast, den sich ʿAbdallāh ibn az-Zubair an dieser Stelle hatte erbauen lassen. Die spätere Benennung Bāsitīya geht auf eine Madrasa zurück, die hier stand und von ʿAbd al-Bāsit, einem Offizier des Mamluken-Sultans al-Aschraf Barsbay (reg. 1422–38) gestiftet worden war. |                                  |
| 4. Quʿaiqiʿān-Tor                    |                                  |                                  | 1                                | Es wurde auch Hudschair-ibn-Abī-Ihāb-Tor genannt. 894 wurde es im Zuge der Erweiterung der Moschee abgebrochen. |                                  |
|                                      | 3. namenloses Tor                | 4. Qutbī-Tor                     | 1                                | An der westlichen Seite der Dār-an-Nadwa-Erweiterung, die erst 894 angelegt wurde. Der Name Qutbī-Tor leitet sich davon ab, dass es in der Nähe der Madrasa ʿAbd al-Karīm al-Qutbīs, des Neffen von Qutb ad-Dīn an-Nahrawālī, stand. |                                  |
| 5. Tor der Dār an-Nadwa              |                                  |                                  |                                  | Wurde 894 im Zuge der Erweiterung der Moschee abgebrochen. |                                  |
|                                      | 4. namenloses Tor                | 5. Ziyāda-Tor                    | 2 / 3                            | An der westlichen Seite der Dār-an-Nadwa, die erst Moschee 894 angelegt wurde. Das Tor wurde im 16. Jahrhundert von zwei auf drei Torbögen erweitert. Im 16. Jahrhundert war es als Suwaiqa-Tor bekannt. |                                  |
| 6. Tor des Schaiba ibn ʿUthmān       |                                  |                                  | 1                                | Wurde 894 im Zuge der Erweiterung der Moschee abgebrochen. |                                  |
|                                      |                                  | 6. Gerichtstor                   | 1                                | Wurde beim Bau der Madāris Sulaimānīya angelegt. Da eine der Schulen später zum Sitz des Gerichts wurde, wurde es Gerichtstor (Bāb al-Maḥkama) genannt. |                                  |
|                                      |                                  | 7. Sulaimānīya-Tor               | 1                                | Um die Mitte des 20. Jahrhunderts wurde es auch Bibliothekstor (Bāb al-Kutubḫana) genannt, weil man von ihm aus in die Bibliothek der Heiligen Moschee gelangte. |                                  |
|                                      | 5. Duraiba-Tor                   | 8. Duraiba-Tor                   | 1                                | Wurde so genannt, weil durch dieses Tor ein kleiner Pfad (darb) nach Suwaiqa führte. |                                  |

Bei der ersten saudischen Erweiterung wurden die alten Tore der Moschee abgerissen und an drei Ecken neue Haupttore mit jeweils drei Eingängen errichtet, im Südwesten das König-ʿAbd al-ʿAzīz-Tor, im Nordwesten das ʿUmra-Tor und im Nordosten das Salām-Tor (heute Fath-Tor). Die einzelnen Eingänge haben eine Höhe von 5,38 Meter und eine Breite von 3,10 Meter. Jedem Haupttor ist eine große Vorhalle vorgelagert, an die sich eine breite Passage anschließt, durch die man in das Innere der Moschee gelangt. Neben diesen Haupttoren wurden noch zahlreiche kleinere Tore angelegt, so dass die Anzahl der Tore der Moschee nach der ersten Erweiterung insgesamt 61 betrug. Einige der alten Tornamen wurden beibehalten. Als viertes Haupttor im Stil der bereits bestehenden Tore wurde während der dritten Erweiterung an dem neuen Anbau auf der westlichen Seite das König-Fahd-Tor angelegt.

### Die Minarette

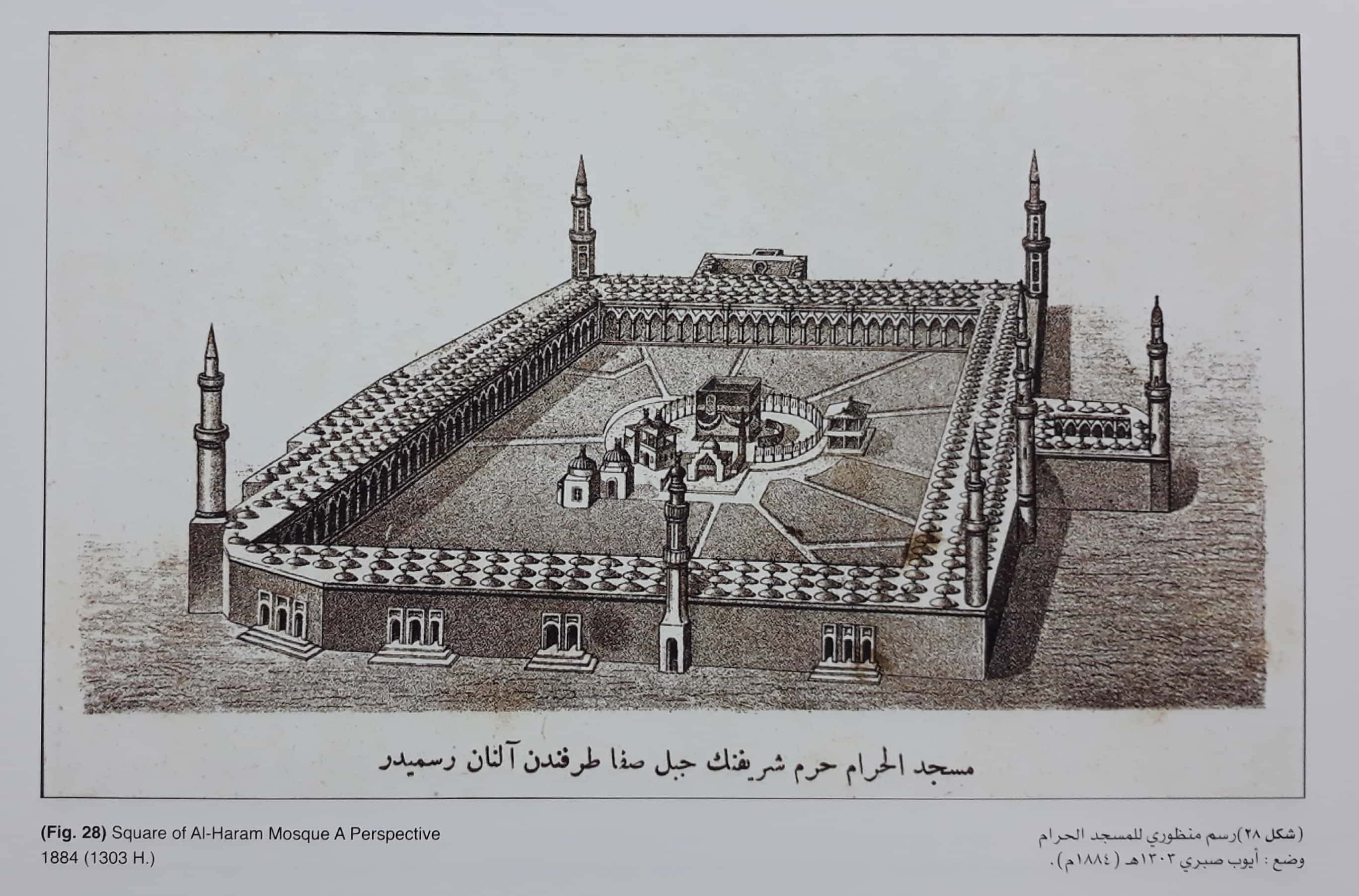
Schematische Darstellung des osmanischen Baus mit den sieben Minaretten

Die ersten beiden Minarette der al-Harām-Moschee wurden Ende des 8. Jahrhunderts vom abbasidischen Kalifen al-Mansūr auf der Nordseite der Moschee errichtet. Während das Minarett in der Nordostecke während der Erweiterung seines Sohnes al-Mahdī abgerissen wurde, blieb das Minarett in der Nordwestecke beim Banū-Sahm-Tor weiter bestehen. Unter al-Mahdī erhielt die Moschee drei weitere Minarette, die an den drei anderen Ecken des Baus errichtet und mit Zinnen ausgestattet wurden. Das südöstliche Minarett wurde Minarett der Mekkaner genannt. Auf dem nordöstlichen Minarett lebte lange Zeit ein Asket namens Abū l-Haddschādsch al-Churāsānī, der dort tags und nachts betete. Er kam nur freitags herunter, um am Freitagsgebet teilzunehmen. 918 ließ Muhammad ibn Mūsā am Außenhof der Dār-an-Nadwa-Erweiterung ein fünftes Minarett errichten.
Dschamāl ad-Dīn al-Isfahānī (gestorben 1164), der Wesir von ʿImād ad-Dīn Zengi, ließ im Jahre 551 der Hidschra (= 1156/57 n. Chr.) das von al-Mansūr errichtete Minarett über dem Banū-Sahm-Tor erneuern. Ibn Dschubair, der die Moschee Ende des 12. Jahrhunderts besuchte, beschreibt, dass sie zu seiner Zeit sieben Minarette hatte, vier in den vier Ecken, zwei an den Außenhöfen und ein weiteres kleines über dem as-Safā-Tor, das seinen Standort anzeigte, wegen seiner Enge aber nicht bestiegen werden konnte. Die einzelnen Minarette waren zwar individuell gestaltet, doch bestand die untere Hälfte jeweils aus einem viereckigen Sockel aus fein behauenen Steinen und die obere Hälfte aus einer Säule aus gebrannten Ziegeln. In der Mitte und an der Spitze befanden sich jeweils zwei fein gearbeitete Holzbalustraden.
Die beiden Minarette über dem Ibrāhīm-Tor und dem as-Safā-Tor wurden später wieder abgerissen, so dass die Moschee im 14. Jahrhundert nur noch fünf Minarette hatte. Das Minarett über dem Hazwara-Tor in der Südwestecke fiel im Jahre 1369 ein, ohne dass dabei Menschen zu Schaden kamen. Al-Aschraf Schaʿbān, von 1363 bis 1377 Sultan der Mamluken in Ägypten, ließ es im darauffolgenden Jahr wiedererrichten. Im Februar 1407 brach auch das Minarett über dem Banū-Schaiba-Tor in der Südostecke zusammen. Die Reparatur übernahm dieses Mal Sultan Faradsch ibn Barqūq. Sie konnte bis zum April 1409 abgeschlossen werden. Ein neues sechstes Minarett wurde um 1480 von Sunqur al-Dschamālī über der Madrasat al-Aschraf Qā'itbāy errichtet. Im Mai 1504 wurde es bei einem Unwetter durch Blitzeinschlag teilweise zerstört, allerdings noch im gleichen Jahr wiederhergestellt.

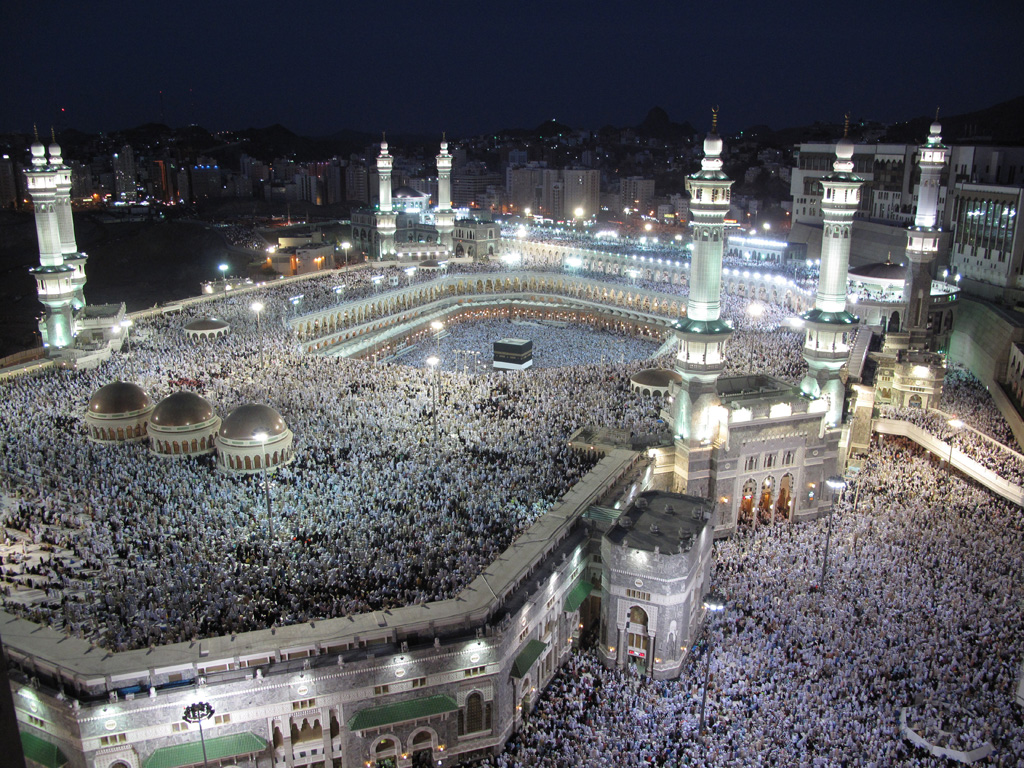
Sieben der neun Minarette der Moschee, 2009, rechts das König-ʿAbd al-ʿAzīz-Tor

Der osmanische Sultan Süleyman I. ließ 1524/25 die beiden Minarette in der Nordwestecke und Südostecke, die im Stil der ägyptischen Minarette erbaut waren, niederreißen und in osmanischem Stil mit einer Spitze wiederaufbauen. Ein neues siebtes Minarett wurde 1565/66 von dem osmanischen Baumeister Qāsim Bey aus gelbem Schumaisī-Stein über den Madāris Sulaimānīya errichtet. Es war ebenfalls in osmanischem Stil gehalten, hatte drei Balkone und war erheblich höher als die anderen Minarette. Nach ihren Standorten hießen die sieben Minarette 1. ʿUmra-Tor-Minarett, 2. Salām-Tor-Minarett, 3. ʿAlī-Tor-Minarett, 4. Abschiedstor-Minarett, 5. Ziyāda-Tor-Minarett, 6. Sultān-Qā'itbāy-Minarett und 7. Sulaimānīya-Minarett. Am frühen Morgen wurde gewöhnlich auf den Minaretten von den Muezzinen eine lange Folge von Litaneien und Lobpreisungen rezitiert. An deren Ende erfolgte dann der Gebetsruf zum Morgengebet.
Bei der saudischen Erweiterung der Moschee wurden die alten Minarette, die unterschiedlich hoch waren, durch sieben neue Minarette an anderen Orten mit einer Höhe von 95 Metern und einheitlichem Aussehen ersetzt. Sechs davon wurden paarweise an den Ecken der Moschee zusammengestellt, wo sie die drei Haupteingänge, das Fath-Tor, das ʿUmra-Tor und das König-ʿAbd al-ʿAzīz-Tor, flankieren, das siebte Tor wurde neben der Kuppel von as-Safā errichtet. Die Minarette wurden außen mit Marmorplatten verkleidet und haben jeweils zwei achteckige Balkone, einen größeren in der Mitte und einen kleineren an der Spitze, die beide von einem Vordach mit grünen Dachziegeln bedeckt sind. Im Inneren befinden sich Wendeltreppen, die zu den Balkonen führen. Später wurden noch zwei weitere Minarette über dem König-Fahd-Tor erbaut, so dass sich ihre Anzahl auf neun erhöhte. Insgesamt soll im Zuge der derzeit stattfindenden Erweiterung die Anzahl der Minarette auf 13 erhöht werden.

### Die Bauten im Innenhof

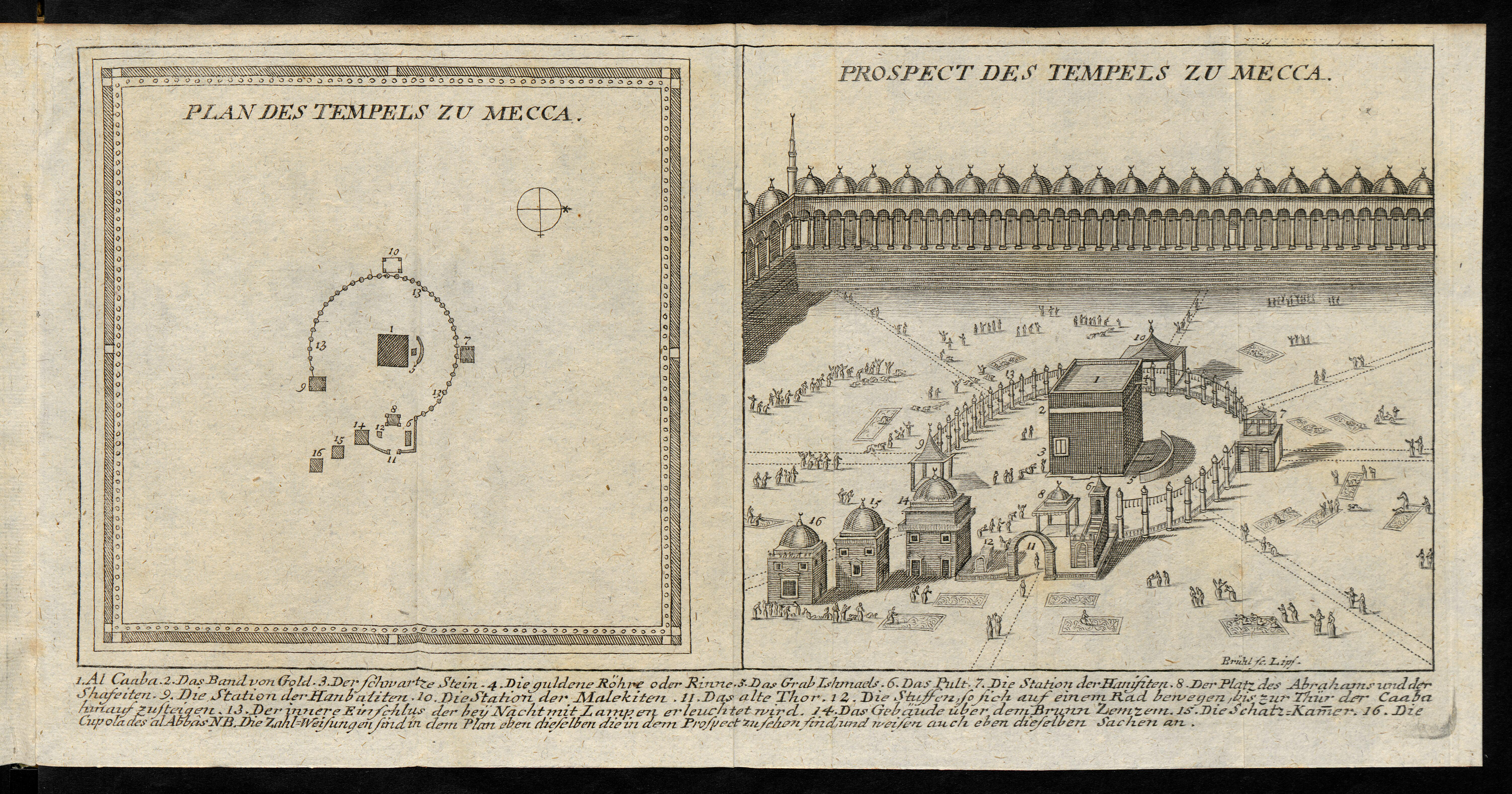
Bauten des Innenhofs der Moschee auf einem Kupferstich von 1769

Zentrales Gebäude im Innenhof der Moschee war und ist die Kaaba mit dem Schwarzen Stein und dem Hidschr, in dem sich das Grab Ismaels befinden soll. Vor der Ecke mit dem Schwarzen Stein befand sich bis zur Mitte des 20. Jahrhunderts auf einer mit Marmorplatten ausgelegten Fläche das Brunnenhaus des Zamzam-Brunnens. Dieses wurde im Jahre 1541/42 durch den osmanischen Beamten Emir Hoschgeldi ausgebaut. Es hatte seitdem ein zweites Geschoss mit einer Decke aus dekoriertem Holz. Darüber befand sich ein Walmdach mit einer kleinen Kuppel in der Mitte.
Östlich der Kaaba befanden sich bis zur Mitte des 20. Jahrhunderts das Gebäude des Maqām Ibrāhīm, das Banū-Schaiba-Tor und der Minbar für die Chutba. Das Banū-Schaiba-Tor bestand aus einem Bogen, der auf zwei Marmorsäulen ruhte. Auf ihm war der Koranspruch „Tretet sicher und in Frieden in sie ein“ (Sure 15:46) angebracht. Außerdem wurden rund um Kaaba Pavillons aufgestellt, an denen die Gläubigen der vier verschiedenen sunnitischen Rechtsschulen in getrennten Gebetsgruppen verrichteten (siehe unten). In der Zeit von Ibn Dschubair bestanden diese aus jeweils zwei Holzpflöcken, die wie eine Leiter durch Sprossen miteinander verbunden waren und auf Gipssockeln befestigt waren, die kaum vom Boden aufragten. Oben an diese Konstruktion war ein Querbalken genagelt, an dem Eisenhaken für die Glaslampen befestigt waren. Dazwischen befand sich eine Gebetsnische. Anfang des 15. Jahrhunderts wurden die Pavillons ausgebaut und die Holzpflöcke durch Steinsäulen ersetzt. Das obere Stockwerk des hanafitischen Pavillons, der besonders groß war, diente während der osmanischen Zeit auch als Standplatz der sogenannten mukabbirūn, der Moscheeangestellten, die während der Gebete von einem erhöhten Ort aus den Takbīr des Imams laut wiederholten, damit die weiter entfernten Betenden wussten, wann sie mit ihren Gebetsbewegungen fortfahren mussten.

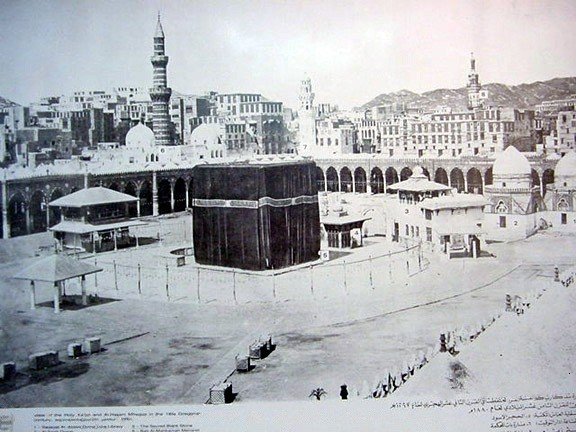
Historisches Bild der Kaaba von 1880, auf dem die beiden Qubba-Bauten am rechten Rand noch zu sehen sind

Auf der östlichen Seite des Zamzam-Gebäudes wurde im vierten Jahrhundert der Hidschra (= 10. Jahrhundert n. Chr.) ein Qubbaförmiges Gebäude errichtet, das der Aufbewahrung von Gerätschaften diente. Hier wurden Kerzen, Polster für das Minbar, Kerzenleuchter und Koranexemplare aufbewahrt. Der Bau wird schon bei Ibn Dschubair als die „Jüdische Qubba“ erwähnt, ohne dass aber erklärt wird, wie dieser Name zustande kommt. Später wurde dieser Bau Qubbat al-farrāšīn („Qubba der Teppichbreiter“) genannt. Hinter dieser Qubba wurde im Jahre 1404/05 eine weitere Qubba errichtet, die ʿAbbās-Tränke (siqāyat al-ʿAbbās) genannt wurde. In ihr befand sich ein Becken, das durch ein Rohr mit dem Zamzam-Bau verbunden war. In dieses Rohr goss man das Zamzam-Wasser, so dass die Leute es in der Tränke trinken konnten. Allerdings wurde dieser Brauch im 17. Jahrhundert aufgegeben. Unmittelbar hinter diesem Gebäude befand sich ein weiterer kleinerer Bau, in dem Geräte zum Anzünden und Löschen der Lampen, das monatlich zugemessene Lampenöl sowie Zusatzlampen, die in besonders heiligen Nächten an den Maqāmen angezündet wurden, aufbewahrt wurde. Anfang des 17. Jahrhunderts errichtete der osmanische Baumeister Hasan Pascha in der Nähe des Baghla-Tors ein neues Gebäude für die Aufbewahrung des Lampenöls und die Lampenanzünder. Der ursprüngliche Bau für ihre Aufbewahrung wurde von da an mehrere Jahre für die Aufbewahrung des Surr, also der Spendengelder für die Bewohner Mekkas, verwendet. Allerdings setzte sich diese Neuordnung nicht durch.

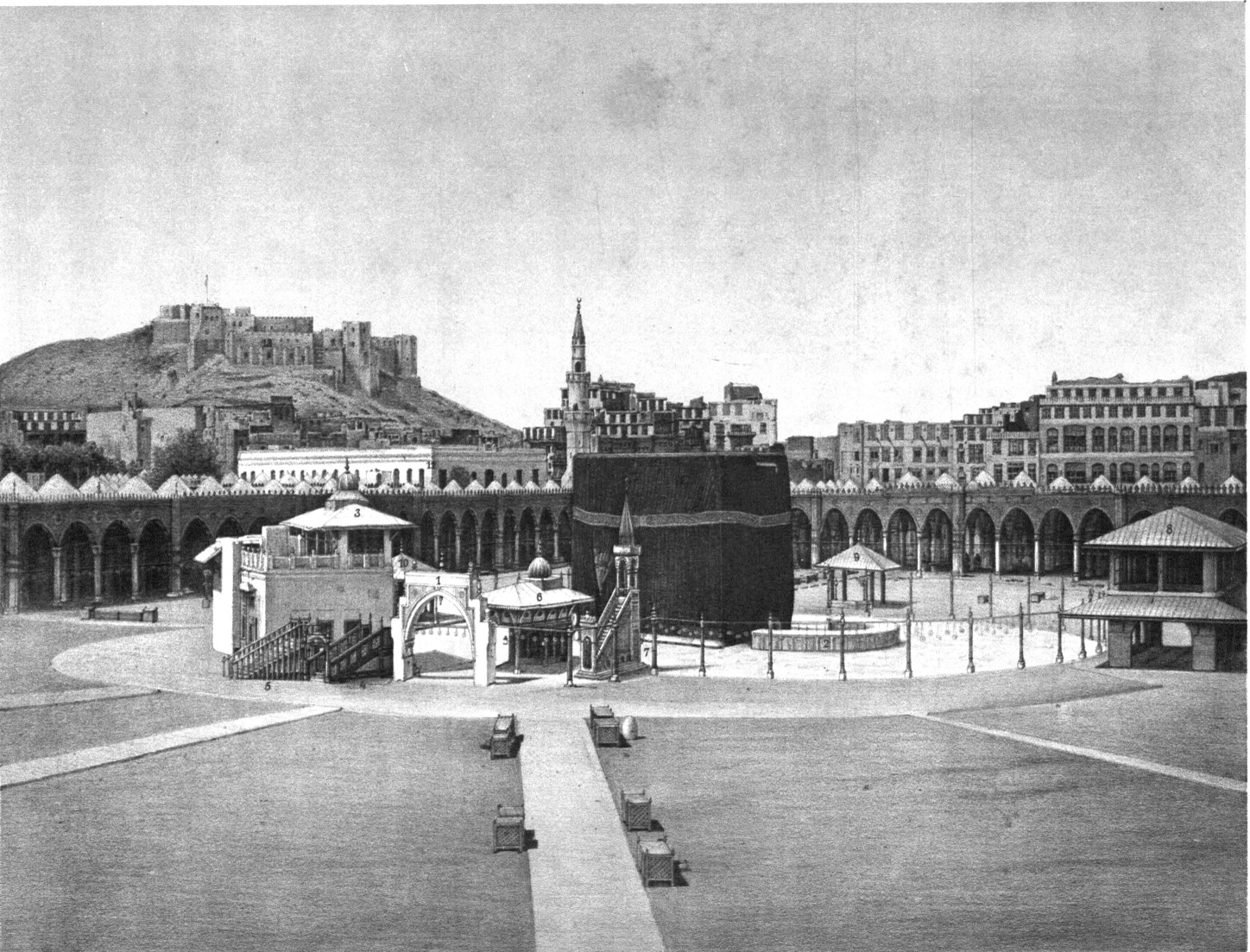
Die Kaaba mit dem Banū-Schaiba-Tor (Nr. 1), dem Zamzam-Brunnen (Nr. 3), dem Maqām Ibrāhīm (Nr. 6), dem Minbar (Nr. 7), dem zweistöckigen hanafitischen Maqām (Nr. 8) und dem malikitischen Maqām (Nr. 9) Ende 19. Jahrhundert

Während der Herrschaft des osmanischen Sultans Abdülmecid I. (reg. 1839–1861) wurde die ʿAbbās-Tränke in eine kleine Bibliothek umgewandelt und mit wertvollen Büchern ausgestattet. Der andere Qubba-Bau diente der Zeitbestimmung und Sternbeobachtung. Nachdem eine Überschwemmung die beiden Qubba-Bauten und die in ihnen aufbewahrten Gegenstände stark beschädigt hatte, wurden sie im Jahre 1883/84 abgerissen. Auf diese Weise wurde gleichzeitig mehr Platz für die Betenden geschaffen. Die Bücher der ʿAbbās-Tränke wurden in die Bibliothek der Madāris Sulaimānīya ausgelagert.
Die anderen Gebäude, die sich in der Nähe der Kaaba befanden, wurden Mitte des 20. Jahrhunderts bei dem umfassenden Ausbau der Moschee unter König Saud ibn Abd al-Aziz niedergerissen, als der Matāf, also der Platz, auf dem der Umlauf um die Kaaba vollzogen wird, erweitert wurde: 1957 wurden die Maqāme der Hanbaliten, Malikiten und Hanafiten entfernt, 1963 das Gebäude des Zamzam-Brunnens, auf dem sich damals der Maqām der Schafiiten befand, und 1967 das Tor der Banū Schaiba. Der Zamzam-Brunnen wurde in einen klimatisierten Kellerraum unter den Matāf verlegt, der eine Fläche von ungefähr 100 Quadratmetern hatte, getrennte Eingänge und Bereiche für Männer und Frauen aufwies und über eine Treppe vom östlichen Teil des Moscheehofs aus erreichbar war.

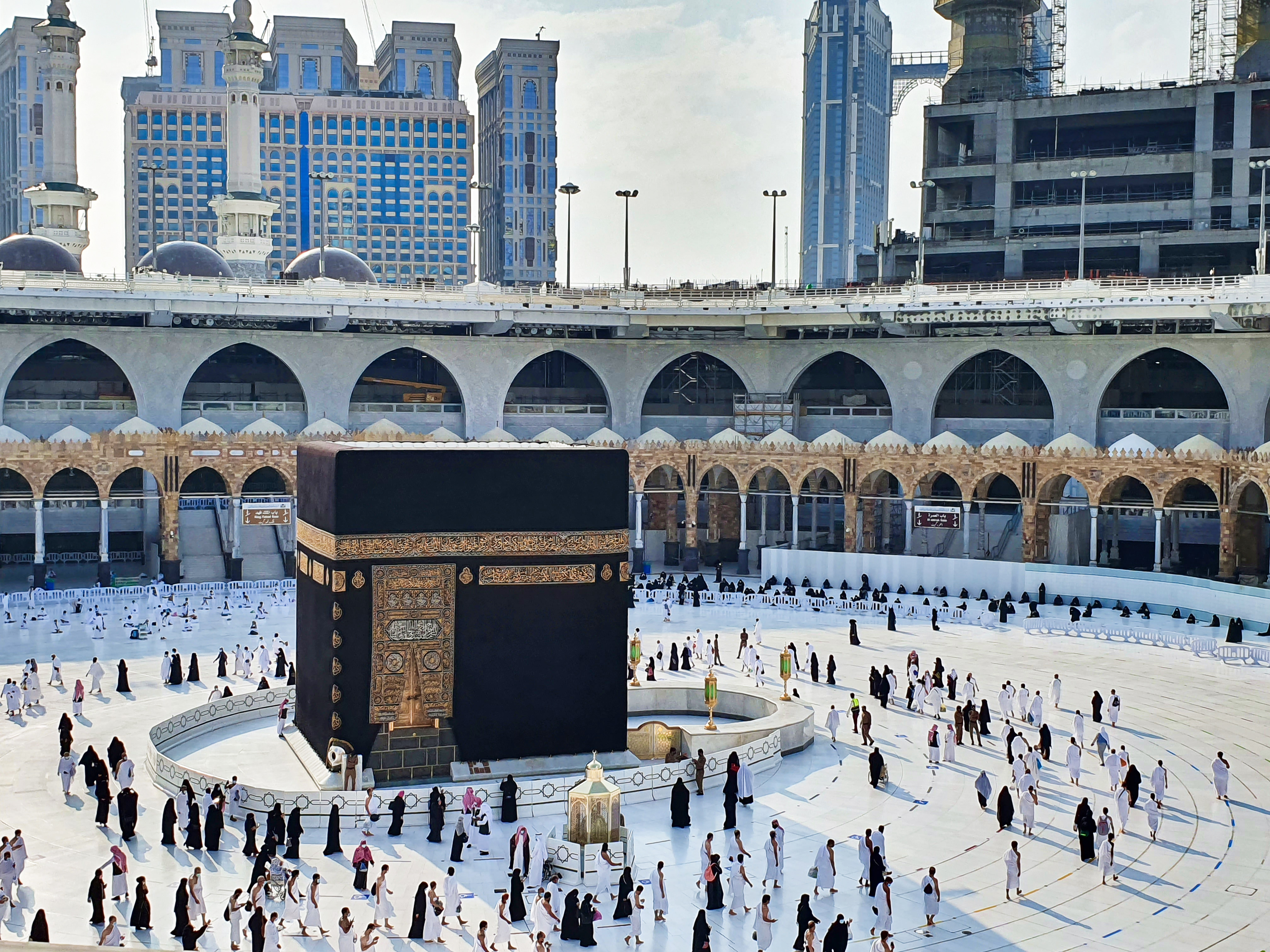
Die Heilige Moschee während der Covid-19-Pandemie 2020. Heute ist der Raum um die Kaaba weitgehend freigeräumt. Rechts neben der Kaaba der Hidschr, im Vordergrund der Maqām Ibrāhīm.

Als Ersatz für den hanafitischen Maqām, der auch als Standplatz für die Mukabbirūn gedient hatte, wurde 1967 auf der Südseite des Moscheehofs als neues rechteckiges Gebäude mit zwei Stockwerken die Mukabbirīya errichtet. Sie diente auch Ausgangsort für die Übertragung des Gebetsrufs sowie als Sendezentrale für die Übertragung von Radio- und Fernsehsendungen aus der Heiligen Moschee in die islamische Welt. Um die Fläche für den Tawāf noch einmal zu vergrößern, wurde 1979 der Eingang in den Zamzam-Keller erneut verlegt, und zwar an den östlichen Rand des Moscheehofs. Auf diese Weise wurde die Fläche des Matāf von 3298 auf 8500 Quadratmeter gesteigert. Der Zamzam-Keller wurde gleichzeitig auf eine Fläche von 1210 Quadratmeter erweitert, so dass er jetzt 2500 Personen aufnehmen konnte.

### Der Minbar
Nach al-Azraqī war Muʿāwiya ibn Sufyān der erste, der die Moschee mit einem Minbar ausstattete. Er soll diesen Minbar, der drei Stufen hatte, aus Syrien mitgebracht haben, als er auf Wallfahrt ging. Als später Hārūn ar-Raschīd auf Wallfahrt ging, schenkte ihm sein Statthalter in Ägypten Mūsā ibn ʿĪsā einen neuen großen geschnitzten Minbar mit neun Stufen, der fortan als Minbar von Mekka diente, während der alte Minbar nach ʿArafāt gebracht wurde. Später ließen verschiedene abbasidische Kalifen neue Minbare aus Holz für die Moschee erbauen. Als jedoch im Jahre 1077 der Wesir al-Muqtadīs einen neuen prächtigen Minbar nach Mekka schickte, auf dem eingraviert war, dass al-Muqtadī der „Befehlshaber der Gläubigen“ sei, wurde dieser in Mekka verbrannt, weil sich die Scherifen von Mekka kurz zuvor den Fatimiden unterstellt hatten. Ibn Dschubair, der Ende des 12. Jahrhunderts die Heilige Moschee besuchte, beschreibt, dass sich der Minbar vor dem Maqām Ibrāhīm befand und auf vier Rädern stand. Weitere neue Minbare aus Holz wurden im 14. und 15. Jahrhundert von den mamlukischen Herrschern Ägyptens gespendet. Um die Mitte des 15. Jahrhunderts hielt man die Chutba auf einem Minbar, den al-Mu’aiyad Schaich beim Haddsch des Jahres 1416 zusammen mit einer Kaaba-Treppe nach Mekka geschickt hatte.
Alle diese Holz-Minbare waren beweglich. Sie wurden für die Chutba direkt an die Kaaba-Wand zwischen Schwarzer Ecke und Jemenitischer Ecke geschoben. Nach dem Ende der Chutba wurden sie wieder an ihren Ort neben dem Zamzam-Brunnen zurückgeschoben. Im Jahre 1558/59 schickte dann Sultan Süleyman einen sehr fein gearbeiteten marmornen Minbar nach Mekka, der fest im Boden verankert war. Er verblieb bis zur Mitte des 20. Jahrhunderts im Moscheehof. 1963 wurde er im Zuge der Erweiterung des Matāf sieben Meter weiter nach außen verlegt. Er wurde dafür zerlegt und am neuen Standort wieder zusammengesetzt. 1977 oder 1978 wurde er bei einer weiteren Erweiterung des Matāf erneut versetzt, dieses Mal in den Bereich außerhalb des Moscheehofs. Schließlich wurde er bei Besetzung der Heiligen Moschee 1979 schwer beschädigt. Die Reste wurden deponiert und sollen zukünftig im Haram-Museum ausgestellt werden. Als Ersatz wurde danach ein kleiner Holz-Minbar auf Rädern verwendet, der wie in der vorosmanischen Zeit für die Chutba in die Nähe der Kaaba geschoben wurde. Im Jahre 2002/2003 ließ König Fahd einen neuen Minbar aus Marmor auf Rädern mit sieben Stufen und einer zweiflügeligen Tür anfertigen. Er wird seitdem in der Heiligen Moschee verwendet.

### Bodenbelag
Wie der mekkanische Geschichtsschreiber al-Fākihī (9. Jh.) berichtet, wurde der Boden der Moschee bis zur Mitte des 9. Jahrhunderts jährlich für einen Betrag von 400 Dinar oder weniger mit Kieseln bestreut. Etwas von den Kieseln aus der Moschee mitzunehmen, war nicht erlaubt. Der mekkanische Gelehrte Mudschāhid ibn Dschabr (gestorben 722) wird mit der Aussage zitiert, dass man schreien sollte, wenn jemand gegen dieses Gebot verstieß. Nachdem 865 der Tālibide Ismāʿīl ibn Yūsuf einen Aufstand angezettelt hatte, unterblieb das jährliche Bestreuen des Bodens mit Kieseln. Erst als im Jahre 870 ein gewisser Bischr al-Chādim nach Mekka kam, wurde diese Pflegemaßnahme wieder durchgeführt. Der Kiesboden wurde allerdings 875 nach Regenfällen, die die Moschee überfluteten, gänzlich hinweggespült. Ein gewisser Muhammad al-Lutfī, der in Mekka Kamele hatte, ließ daraufhin von einem Ort namens ʿAly neuen Kies heranschaffen und den Boden der Moschee damit bedecken. Al-Fākihī berichtet, dass die Leute, wenn sie sich in der Moschee niederließen, üblicherweise Filzmatten (lubūd) oder Samtteppiche (ṭanāfis) unter sich ausbreiteten.

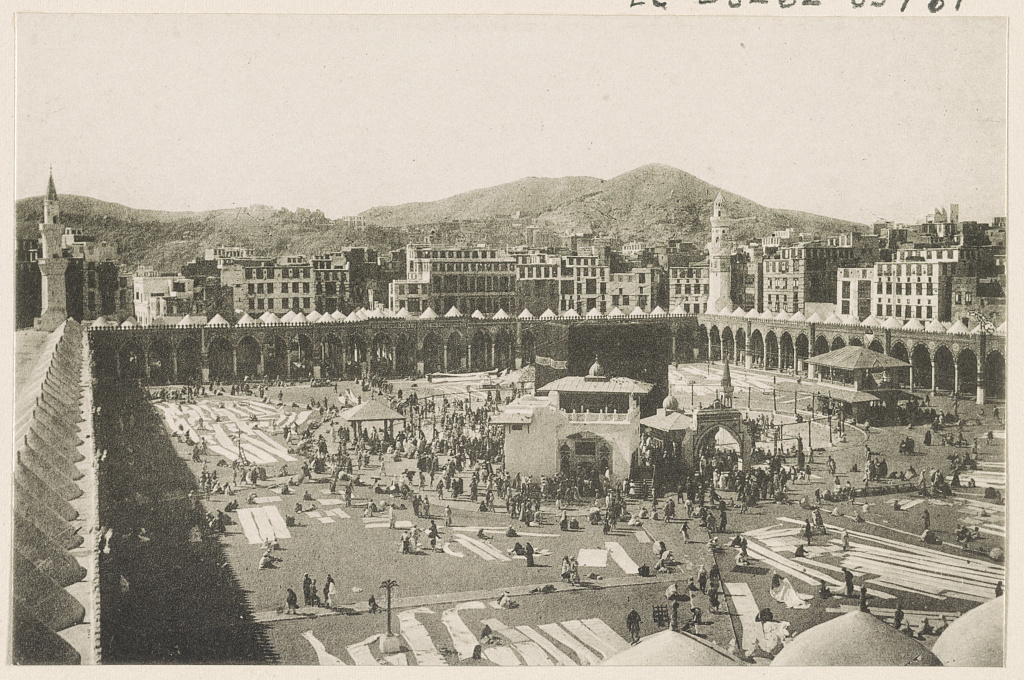
Auch im frühen 20. Jahrhundert war es üblich, für das Gebet Matten auf dem Kiesboden auszulegen.

Als Ibn Dschubair im späten 12. Jahrhundert Mekka besuchte, war der Platz, auf dem der Tawāf vollzogen wurde, mit glatten, ineinander gefügten Steinen in verschiedenen Farben (Schwarz, Braun und Weiß) ausgelegt, die so schön wie Marmor aussahen. Der übrige Boden der Moschee mit den Säulenhallen war mit weißem Sand bedeckt. Im Jahre 1426/27 ließen die beiden ägyptischen Beamten Saʿd ad-Dīn al-Fūwī und Schāhīn al-ʿUthmānī den gesamten Boden der Heiligen Moschee mit Rindern umpflügen. Der Erdboden wurde abgetragen, zu Haufen aufgehäuft und von Arbeitern auf Eseln in den unteren Teil von Mekka verbracht. Anschließend wurde der Boden der Moschee mit feingesiebtem Kies aus Dhū Tuwā im unteren Teil von Mekka und aus dem Wadi at-Tunbudāwī neu bedeckt.

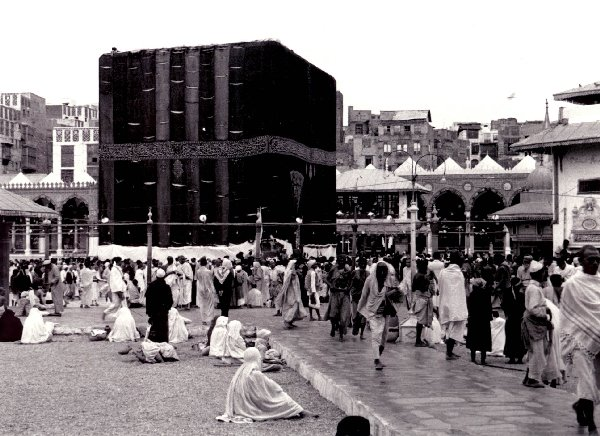
Der Kiesboden und die Gehwege 1937

Im Jahre 1594 wurde der Matāf, also der Platz, auf dem der Tawāf vollzogen wurde, mit echtem Marmor gepflastert. Außerdem wurden vier Gehwege angelegt, die den Matāf mit dem Friedenstor, dem Safā-Tor, dem ʿUmra-Tor und dem Hazwara-Tor verbanden. Als Johann Ludwig Burckhardt 1814 Mekka besuchte, hatte sich die Anzahl dieser Gehwege bereits auf sieben erhöht. Sie waren so breit, dass vier bis fünf Personen nebeneinander darauf gehen konnten, und erhoben sich ungefähr neun Zoll (= ca. 23 Zentimeter) über dem Boden. Wie der Boden in den Arkaden waren sie mit Gipssteinen gepflastert.
Auf dem Boden zwischen den Gehwegen, der weiter mit Kieselsteinen bedeckt war, lagen am Tag in langen Reihen Krüge mit Zamzam-Wasser. Durch das Wasser, das aus diesen Krügen austrat, wuchs an einigen Stellen Gras. Der Kies war auch häufig mit Reinigungswasser durchnässt. Wenn sich das Nachmittagsgebet näherte, breiteten die Mutauwifs Kelims und Gebetsteppiche auf dem Kies aus, damit sich die Pilger darauf niederlassen konnten. Einige Leute setzten sich aber auch direkt auf den Kies und verbrachten darauf eventuell mehrere Stunden, wenn sie auf das Freitagsgebet und die Chutba warteten. Erst 1979 wurde der Moscheehof vollständig mit Steinplatten gepflastert, so dass nun seine gesamte Fläche für den Tawāf genutzt werden konnte.

### Vorrichtungen zur Abwehr von Überschwemmungen

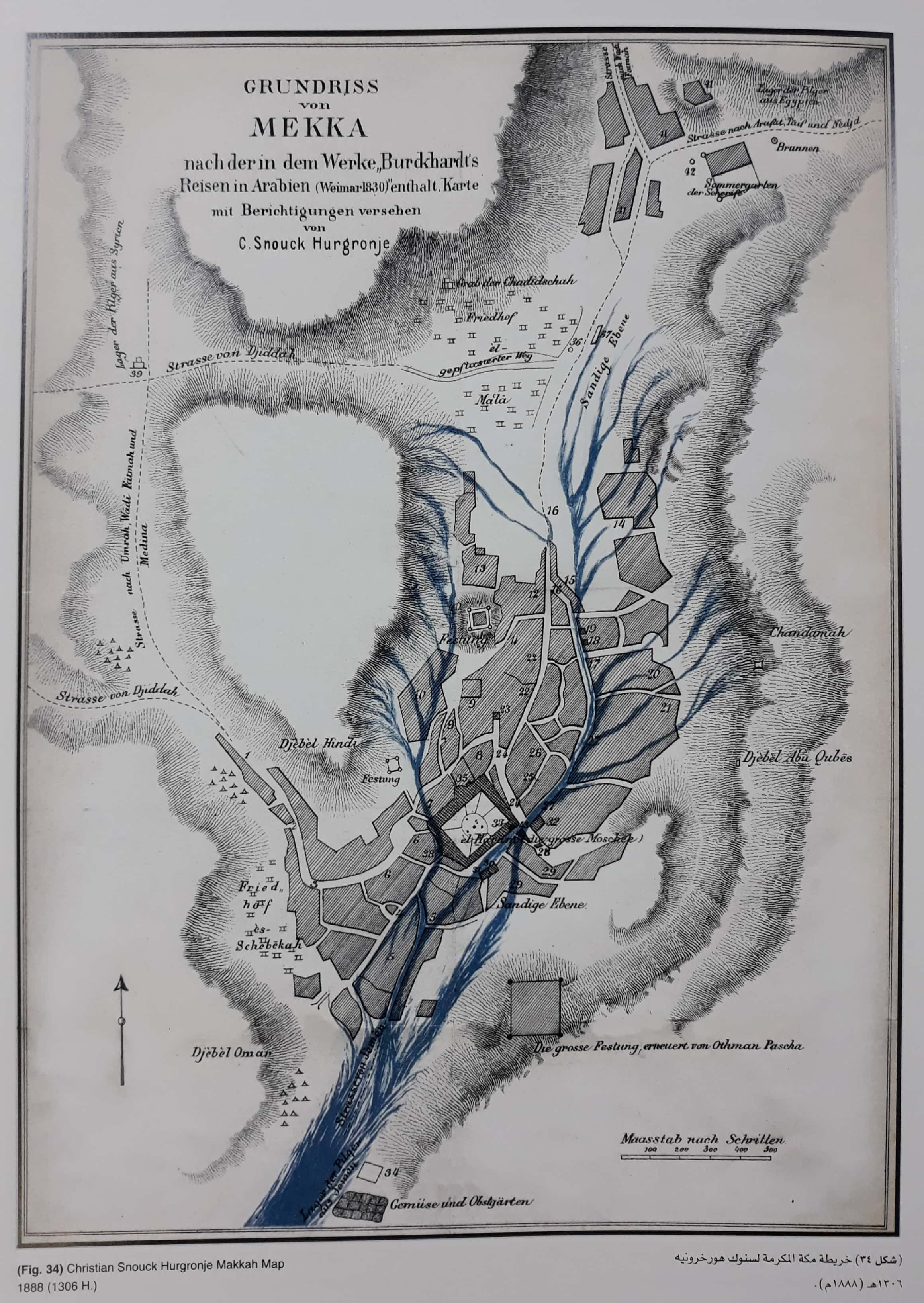
Plan von Mekka mit den verschiedenen Rinnen, über die bei Sturzfluten das Wasser ablief, Christiaan Snouck Hurgronje, 1888

Eine klimatische Besonderheit Mekkas besteht darin, dass es hier häufig zu heftigen Regenfällen mit Überschwemmungen großen Ausmaßes kommt. Viele diese Überschwemmungen setzten auch die Heilige Moschee unter Wasser. Sie war für solche Überschwemmungen besonders anfällig, weil sie sich an einer besonders niedrigen Stelle der Stadt befindet, die zu einem Wadi, dem sogenannten Wādī Ibrāhīm, gehört. Wie aus der Chronik al-Azraqīs hervorgeht, gab es schon in frühislamischer Zeit mehrere durch Regenfälle ausgelöste Sturzfluten (suyūl), die die Heilige Moschee unter Wasser setzten.
Die Anfälligkeit der Moschee für Überschwemmungen vergrößerte sich noch, als bei der Süderweiterung der Moschee im Jahre 780 durch al-Mahdī das ursprüngliche Wasserbett, über das diese Sturzfluten abliefen, überdeckt und in die Moschee einbezogen wurde. Wie al-Azraqī berichtet, hatten die Bauleute deswegen auch starke Einwände gegen den Plan zur Erweiterung der Moschee in diese Richtung erhoben, doch hatte sich der Kalif über diese Bedenken hinweggesetzt. Um die Schäden trotzdem möglichst gering zu halten, wurden bei der Erweiterung der Moschee die Tore so angelegt, dass bei Sturzfluten, die vom Norden her aus dem Wādī Ibrāhīm kamen, das Wasser möglichst durch die Moschee hindurch abfließen konnte, ohne die Kaaba zu berühren: Durch das Banū-Hāschim-Tor sollte es hineinfließen und durch das Hizāmīya-Tor auf der gegenüberliegenden Seite abfließen. Später wurde unterhalb des Banū-Dschumah-Tors ein Kanal angelegt, durch den das Wasser unterirdisch abfließen konnte. Dieser unterirdische Kanal bestand auch nach der Anlage des westlichen Außenhofs weiter und wurde mehrfach erneuert, so zum Beispiel Anfang des 16. Jahrhunderts. Der ägyptische Beamte Schāhīn al-ʿUthmānī ließ außerdem im Jahre 1426/27 von außen an den Toren der Moschee Stufen anlegen, die die Moschee vor Überschwemmungen schützen sollten. Der Hochwasserschutz der Heiligen Moschee funktionierte aber häufig nicht, weil bei starken Regenfällen der untere, westlich gelegene Teil Mekkas bereits von einem anderen Sturzbach überschwemmt wurde, so dass das Wasser in diese Richtung nicht abfließen konnte und sich in der Moschee staute. Auf diese Weise kam es ungefähr einmal alle zehn Jahre zu schweren Überflutungen der Heiligen Moschee, die umfassende Reinigungs- und Instandsetzungsmaßnahmen erforderlich machten.
Ein weiteres Problem bestand darin, dass bei Überschwemmungen die Straße südlich der Moschee, über die das Überschwemmungswasser abfloss, regelmäßig mit Schlamm bedeckt wurde, wodurch es im Laufe der Zeit hier zu einer starken Anhebung des Bodens kam. Von den 15 Stufen, über die man ursprünglich zu der Moschee hinaufsteigen musste, waren deshalb in den 1570er Jahren nur noch ungefähr drei sichtbar. So kam es, dass bei einem heftigen Regen am 10. Dschumādā I 983 (= 17. August 1575) die Heilige Moschee, noch bevor die osmanischen Arbeiten zu ihrer Neugestaltung abgeschlossen waren, erneut überschwemmt wurde. Das Wasser drang in den Moscheehof vor und stieg so weit an, dass es den Schwarzen Stein bedeckte. Anderthalb Tage stand das Wasser im Moscheehof, so dass in dieser Zeit dort keine Gebete abgehalten werden konnten. Zur Vermeidung künftiger Überschwemmungen ließ daraufhin der osmanische Baumeister Ahmad Beg auf eigene Kosten den Boden der Straße an der Südseite der Heiligen Moschee, der als Abflusskanal für Überschwemmungswasser diente, absenken. Außerdem wurden zur Erweiterung dieses Kanals auf Befehl des Sultans die dort stehenden Häuser und Madrasa-Schulen, die den Abfluss des Wassers behinderten, abgerissen. Zu den Gebäuden, die dieser Aktion zum Opfer fielen, gehörte auch ein Ribāt des Bahmani-Sultans von Gulbarga. Ahmad Beg ließ außerdem an der Nordseite der Moschee beim Ziyāda-Tor, wo das Regenwasser von den Bergen Quʿaiqiʿān, al-Falaq und al-Qirāra zusammenfloss, einen weiten unterirdischen Kanal mit dem Namen al-ʿInaba anlegen, der bei Überschwemmungen das Wasser von diesen Bergen unterirdisch bis zum Ibrāhīm-Tor ableitete, von wo es dann in den unteren Teil Mekkas abfließen konnte. Auf diese Weise sollte verhindert werden, dass bei Sturzfluten von dieser Seite her Wasser in die Moschee gelangte.
Qutb ad-Dīn an-Nahrawālī, der diese Baumaßnahmen miterlebte, wies in seiner Chronik auf die Notwendigkeit hin, die beiden Abflusskanäle alle zwei, drei Jahre zu inspizieren und von angesammeltem Erdreich zu reinigen, um zukünftige Überschwemmungen der Heiligen Moschee zu verhindern. Er sprach auch die Empfehlung aus, dass der osmanische Sultan dies in einem Gesetz festlegen möge, damit er dies nicht jedes Mal neu befehlen müsse. Offenbar wurden seine Empfehlungen nicht befolgt, denn auch in der Folgezeit kam es immer wieder zu schweren Überschwemmungen in der Heiligen Moschee. Eine der schwersten Überschwemmungen ereignete sich im Jahre 1630. Bei dieser Flut wurde die Kaaba schwer beschädigt und stürzte zum Teil ein. Nach einer Überschwemmung im Jahre 1681, die die Heilige Moschee erneut unter Wasser setzte, wurden die Stufen an der Außenseite der Moschee erhöht, um zukünftig das Wasser daran zu hindern, in die Moschee einzudringen. Aber auch diese Maßnahme hatte keine große Wirkung. Weitere schwere Sturzfluten, die die Heilige Moschee unter Wasser setzten, ereigneten sich 1696, 1861, 1909 und 1941.
Bei der ersten saudischen Erweiterung der Moschee wurde zur Abwehr von Überschwemmungen ein neuer überdeckter Abflusskanal angelegt. Er hat eine Breite von fünf Metern und eine Höhe von vier bis sechs Metern und leitet das Wasser der aus dem Wādī Ibrāhīm kommenden Sturzfluten südlich an der Moschee vorbei.

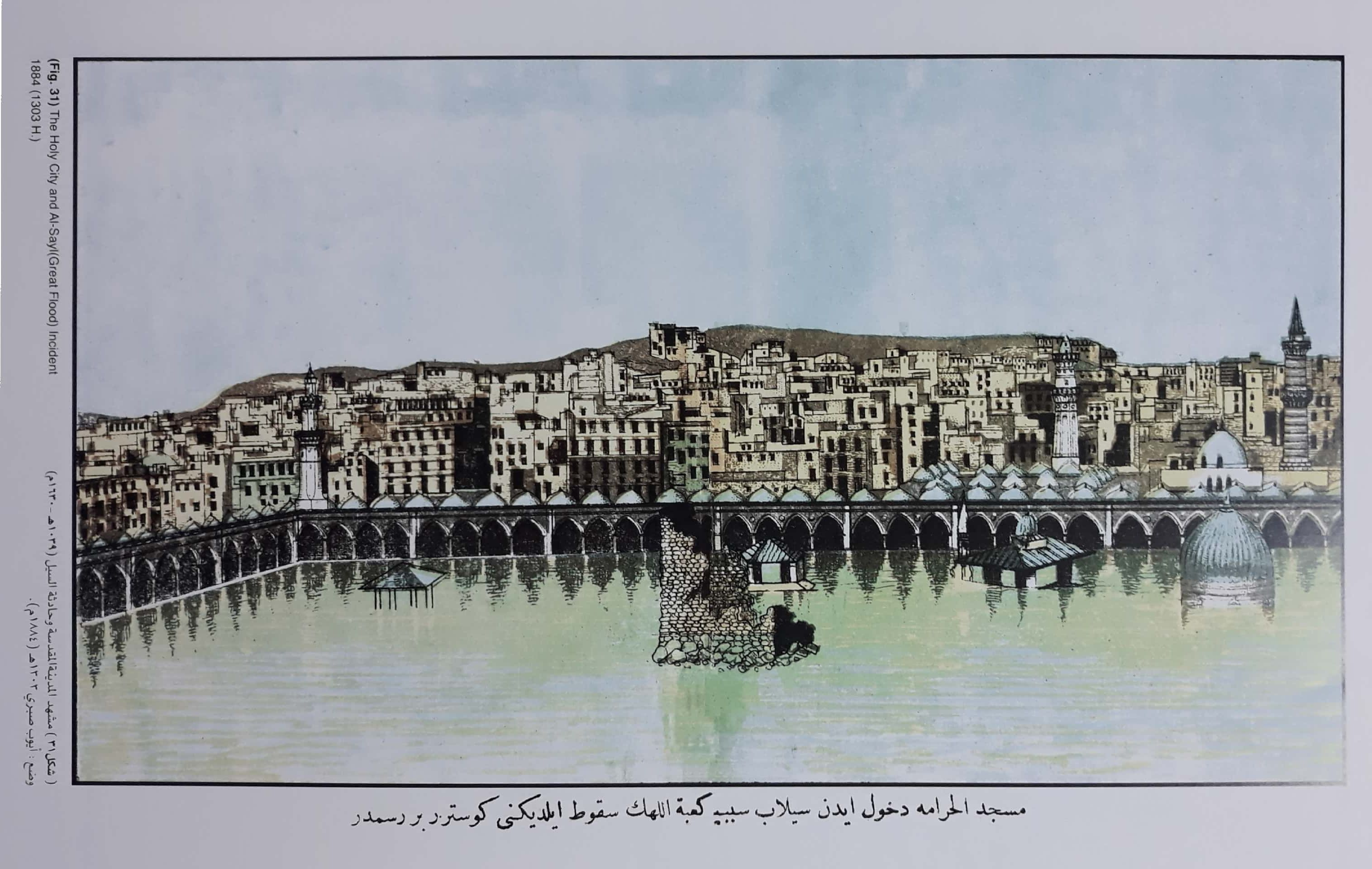
Die Flut von 1630 mit der beschädigten Kaaba, aus Eyüb Sabri
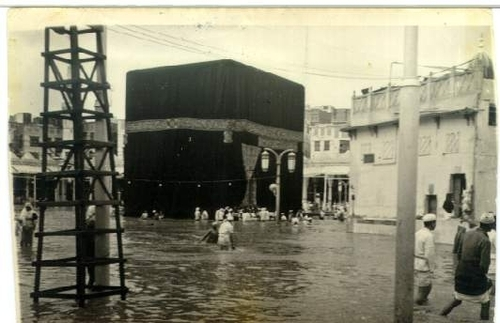
Die Flut von 1941
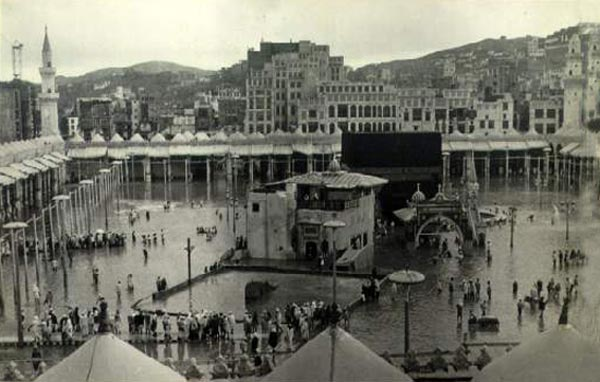
Überschwemmung in den 1960er Jahren

### Beleuchtung

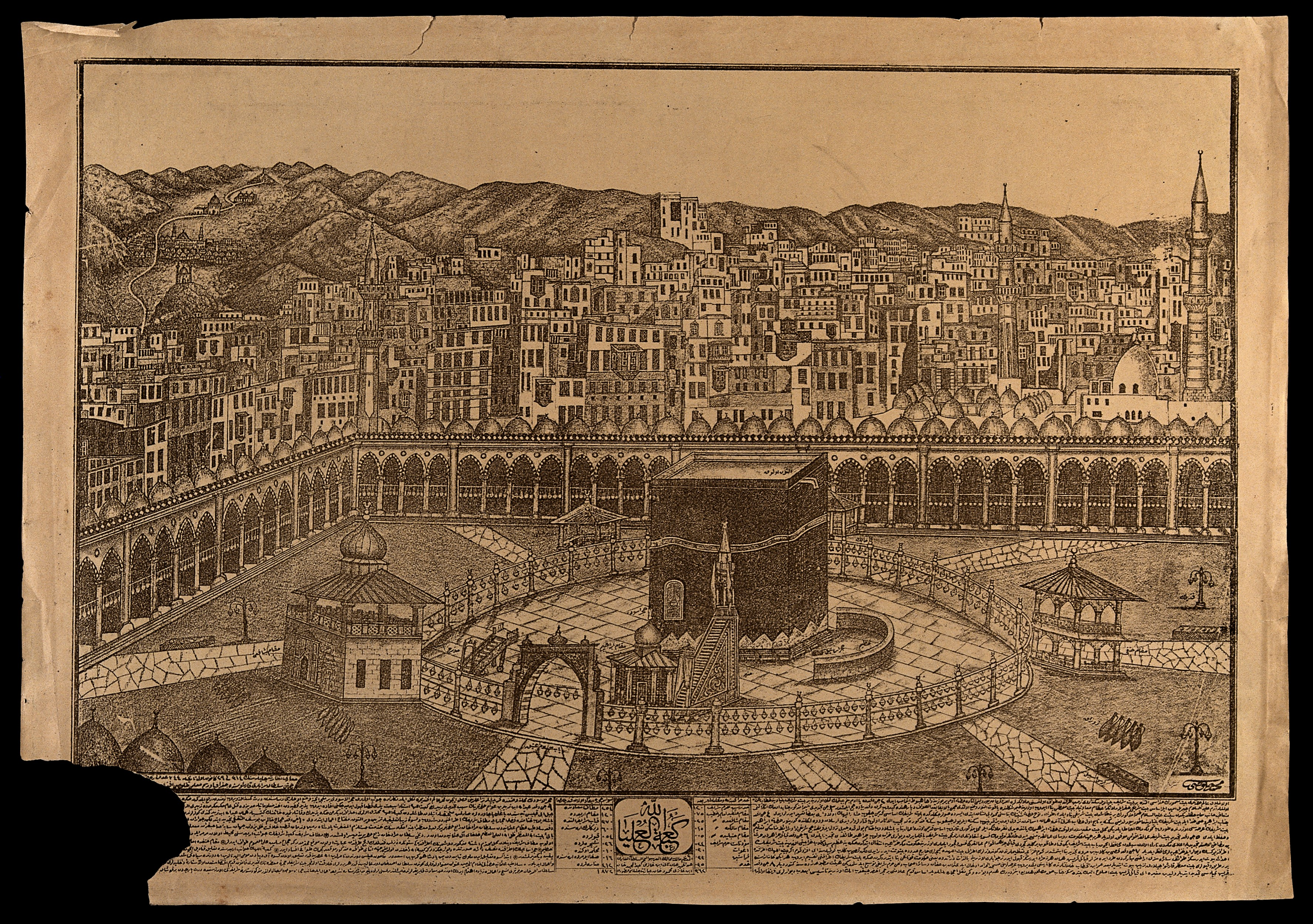
Osmanische Lithographie der Heiligen Moschee aus der Zeit von Sultan Abdülhamid II. (reg. 1876–1909). Der Lampenring um die Kaaba, die Lampenbäume und die Beleuchtung der Arkaden sind gut sichtbar.

Der mekkanische Geschichtsschreiber al-Azraqī berichtet, dass sein Vorfahre ʿUqba ibn al-Azraq der erste gewesen sei, der für diejenigen, die in der Nacht den Umlauf um die Kaaba machten, eine Beleuchtung einführte. Das konnte er, weil sein Haus unmittelbar an die Kaaba anstieß. An der Mauer desselben brachte er eine große Laterne an. Der Kalif Muʿāwiya ibn Abī Sufyān (reg. 661–680) wies der Moschee dann regelmäßig aus dem Staatsschatz Lampen und Öl zu. Als Chālid al-Qasrī unter ʿAbd al-Malik die Statthalterschaft von Mekka übernahm, brachte er eine Lampe an der Zamzam-Quelle an und verbot gleichzeitig der Familie ʿUqbas, ihr Haus weiter zu beleuchten.
Die frühen Abbasiden maßen der Beleuchtung der Moschee erheblich größere Bedeutung zu: Sie wurde nun nachts mit insgesamt 455 Hängelampen erleuchtet. Der Kalif al-Wāthiq (reg. 842–847) ließ zehn lange Säulen aus Messing um die Kaaba errichten, an denen Lampen für die Leute, die den Tawāf vollzogen, aufgehängt wurden. Sie stammten aus dem Schloss des Bābak in Armenien, wo sie den Innenhof seines Hauses erleuchtet hatten. Nach der Hinrichtung Bābaks im Jahre 838 waren sie von al-Muʿtasim (reg. 833–842) nach Mekka geschickt worden. Al-Wāthiq ließ außerdem acht Kronleuchter aus Messing in der Heiligen Moschee aufhängen, an jeder Seite zwei. Sie wurden nur im Ramadan und während der Wallfahrtssaison in Betrieb genommen.
Um die Mitte des 14. Jahrhunderts wurden rund um den Matāf, den Platz, auf dem man den Tawāf vollzog, 32 neue Säulen errichtet. 18 davon waren aus gipsüberzogenen Ziegeln, 14 aus fein gemeißeltem Stein. An diesen Säulen wurden Holzstangen angebracht, an denen Lampen aufgehängt wurden. Insgesamt war die Ausleuchtung der Moschee um diese Zeit aber erheblich bescheidener als in der frühen Abbasidenzeit. Taqī ad-Dīn al-Fāsī (gestorben 1429) berichtet, dass sie zu seiner Zeit nur noch mit 93 Lampen beleuchtet wurde. Dreißig davon hingen an den Säulen um den Matāf, elf auf der Nordseite der Moschee, acht auf der Südseite und sieben jeweils auf der Ost- und Westseite. Fünf weitere hingen an jedem der vier Maqāme (siehe dazu unten), vier am Maqām Ibrāhīm, drei in dem Dār-an-Nadwa-Außenhof, eine in dem Außenhof auf der Westseite und eine von außen am Banū-Schaiba-Tor. Im Ramadan und während der Wallfahrtssaison wurde die Anzahl der Lampen aber vergrößert. So wurden zum Beispiel an die Säulen des Matāfs 30 zusätzliche Lampen gehängt. In den letzten zehn Nächten des Ramadan, in der Nacht vor dem Fest, sowie in den Neumondnächten der Monate Radschab und Rabīʿ I wurden außerdem an den vier Maqāmen zusätzlich Fackeln angezündet.
Im Jahre 932 (= 1525/26 n. Chr.) ließ Sultan Süleyman I. die Steinsäulen um den Matāf durch eine Reihe dünner Kupfersäulen ersetzen. Die Säulen wurden nun durch Draht miteinander verbunden, an dem die Beleuchtung angebracht war. In der osmanischen Zeit scheint man die Moschee wieder stärker ausgeleuchtet zu haben. Wie der mekkanische Geschichtsschreiber ʿAlī ibn ʿAbd al-Qādir at-Tabarī (gestorben 1660) berichtet, gab es zu seiner Zeit in der Moschee wieder 450 Lampen. 224 davon befanden sich am Rand des Matāf, die übrigen befanden sich in den Arkaden. Die 224 Lampen des Matāf waren in 32 Leuchtern zu je sieben Lampen zusammengefasst. Fünf der Lampen wurden nur zum ʿIschā'-Gebet angezündet und dann ausgelöscht. Die übrigen zwei brannten bis zum Morgen. Beim Gebetsruf zum Fadschr-Gebet wurden die übrigen fünf wieder angezündet. Nach dem Gebet der hanafitischen Gebetsgruppe wurden dann alle Lampen gelöscht. Zusätzlich zu den Lampen wurden jede Nacht 24 Kerzen angezündet, zwei bei jedem der vier Maqāme und die anderen rund um den Matāf. In den Vollmondnächten um die Mitte des Monats verzichtete man jedoch auf diese Kerzen. Der tägliche Verbrauch der Lampen der Heiligen Moschee betrug 32 bis 40 Ratl Öl. Allerdings schloss das auch verschiedene Lampen an religiös bedeutsamen Orten außerhalb der Moschee ein. Das Öl dafür wurde aus Ägypten herangeschafft.
Der mekkanische Geschichtsschreiber Muhammad as-Sabbāgh (gestorben 1903) berichtet, dass Ende der 1830er Jahre die Mutter des osmanischen Sultans Abdülmecid I. sechs Säulen aus Messing nach Mekka schickte, die fünf Ellen lang waren und eine palmenförmige Spitze hatten. Sie wurden in der Heiligen Moschee verteilt und auf Steinsockel gestellt. An jeder Säule wurden sechs Lampen angebracht. Diese Lampenträger, die „Bäume“ (šaǧar) genannt wurden, verblieben bis Anfang der 1940er Jahre in der Moschee. Außerdem wurden alle Kuppeln des Dachs mit Ketten ausgestattet, die man hinabließ und an denen man Glastöpfe mit Lampen aufhängte. Abdülmecit ließ außerdem an den vorderen Säulen der Arkaden Querstangen aus Eisen anbringen, an denen jeweils fünf Lampen angebracht wurden. Diese brannten von Anfang des Monats Ramadan bis zum 20. Dhū l-Hiddscha. Insgesamt waren es 600 Lampentöpfe. Hinzu kamen 384 Lampen in den Säulenhallen, 283 Lampen um den Matāf sowie die Lampen an den Maqāmen, den Kuppeln, den Toren, den Lampenbäumen und den Minaretten. In der Zeit von Abdülhamid II. (reg. 1876–1909) wurden in der Moschee während des Haddsch insgesamt 1872 Lampen angezündet.
Nach Muhammad Tāhir al-Kurdī (gestorben 1980) bestanden die in der Heiligen Moschee verwendeten Lampen aus halbkugelförmigen Glasgefäßen mit einer kleinen Basis und einer weiten oberen Öffnung ohne Deckel, die leicht mit der Hand zugänglich war. In die Höhlung dieser Gefäße wurde jeweils ein Glas gestellt, das zur Hälfte mit Wasser und zu einem Viertel mit Öl befüllt war, wobei das Öl obenauf schwamm. In der Mitte des Glases befand sich ein feiner Docht, der beim Hereinbrechen der Nacht angezündet wurde. Am Rand der Öffnung des Gefäßes waren drei Henkel, an denen Ketten befestigt waren, mit denen die Lampen aufgehängt werden konnten.

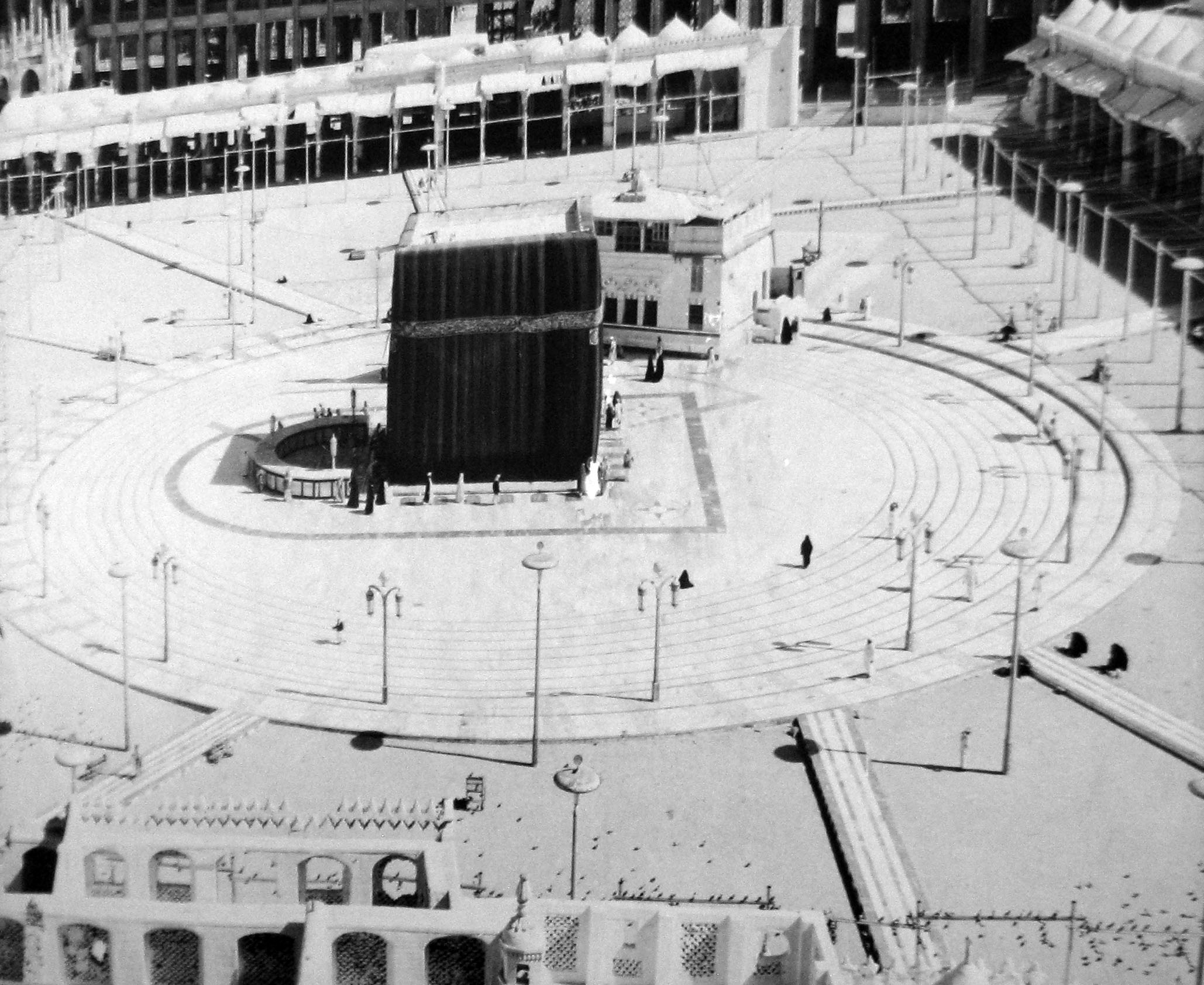
Elektrische Lampen um die Kaaba in den 1960er Jahren

Nachdem sich der Scherif Husain ibn ʿAlī 1916 vom Osmanischen Reich unabhängig gemacht hatte, ersetzte er die Öllampen in der Moschee durch Petroleumlampen der Firma Joseph Lucas & Son. 1920 führte er in der Moschee elektrische Beleuchtung ein, indem er den Matāf durch 105 Glühlampen erleuchten ließ. Sie wurden von einem Generator mit der Leistung von 3 Kilowatt, der in der Umm-Hānī-Madrasa aufgestellt wurde, mit Strom versorgt. 1921 wurde dieser Generator durch einen doppelt so leistungsstarken Generator ersetzt, der insgesamt 300 Lampen in der Moschee mit Elektrizität versorgen konnte. Im Jahre 1927 spendete ein indischer Händler aus Rangun der Moschee einen neuen Generator mit 30 Kilowatt, der noch im gleichen Jahr in Betrieb ging. Da seine Leistung nicht ausreichte, um, wie vorgesehen, 1000 Lampen mit Strom zu versorgen, wurde 1930 auf Befehl des saudischen Königs Abd al-Aziz ibn Saud ein weiterer Generator mit 13½ PS angeschafft. 1934 schenkte schließlich der indische Zamindar Muhammad Muzammilullah Khan (gestorben 1935) der Moschee einen neuen Generator, der von einem Motor mit 52 PS Leistung angetrieben wurde. Sie wurde von dem mekkanischen Elektroingenieur Ismāʿīl Dhabīh in Indien abgeholt. Er brachte auch Kabel, Lampen, Kronleuchter und Scheinwerfer mit, die Muslime aus Lucknow, Kanpur und Karachi der Heiligen Moschee gespendet hatten. Die neue Anlage konnte Ende 1934 in Betrieb genommen werden. Die Leistung des neuen Generators reichte aus, um 1300 elektrische Lampen zu betreiben. Sie hatten die Leuchtkraft von ungefähr 35.000 Kerzen und leuchteten damit die Moschee 20-mal stärker aus als die Öllampen, die 20 Jahre vorher in Betrieb gewesen waren.
Nach der Gründung der Saudi Electricity Company durch die Juffali-Brüder und dem Aufbau eines allgemeinen Stromnetzes in Mekka wurde die al-Harām-Moschee am 14. Safar 1373 (= 23. Oktober 1953) an dieses Stromnetz angeschlossen, wodurch die Möglichkeiten für die elektrische Ausleuchtung des Gebäudekomplexes noch einmal vergrößert wurden. Bei der dritten Erweiterung nach 1988 wurde die Moschee im Inneren mit Kronleuchtern, Laternen und Leuchtstofflampen ausgestattet, und an den Rändern des Daches wurden besonders lichtstarke Scheinwerfer angebracht, die den Innenhof und die Dachflächen erleuchten, „was die Nacht zum Tag macht“. Die vergoldeten Kronleuchter stammten aus der Werkstatt des österreichischen Leuchten-Herstellers Lights of Vienna. Dieses Unternehmen kam 2013 im Rahmen der vierten Erweiterung der Moschee mit einem Großauftrag in Höhe von über 100 Millionen Euro erneut zum Zuge und lieferte 4.700 Leuchter in 26 verschiedenen Größen, davon neun vergoldete Riesenleuchten zum Einzelpreis von knapp unter einer Million Euro.

### Sonnenschutzvorrichtungen
Da in Mekka die Sonneneinstrahlung besonders stark ist, gab es immer wieder Bemühungen, den Moscheehof durch schattenspendende Elemente abzuschirmen. So schlugen zum Beispiel schon im späten 7. Jahrhundert die Gefährten von ʿAbdallāh ibn az-Zubair zum Sonnenschutz Zelte im Moscheehof auf. Und während des Kalifats von Hārūn ar-Raschīd (reg. 796–809) wurden an der Moschee Sonnenschutzvorrichtungen für die Muezzine angebracht. Diese hatten bisher sommers wie winters während des Freitagsgottesdienstes auf dem Dach der Moschee in der Sonne gesessen. Hārūn ar-Raschīds Gouverneur ʿAbdallāh ließ für sie auf dem Dach ein Schattendach (ẓulla) errichten, von dem sie aus den Gebetsruf erschallen lassen konnten, während der Imam auf dem Minbar war. Der Kalif al-Mutawakkil ließ dieses Schattendach im Jahre 854/55 bei einer Renovierung der Moschee niederreißen und in größerer Form wiedererrichten.

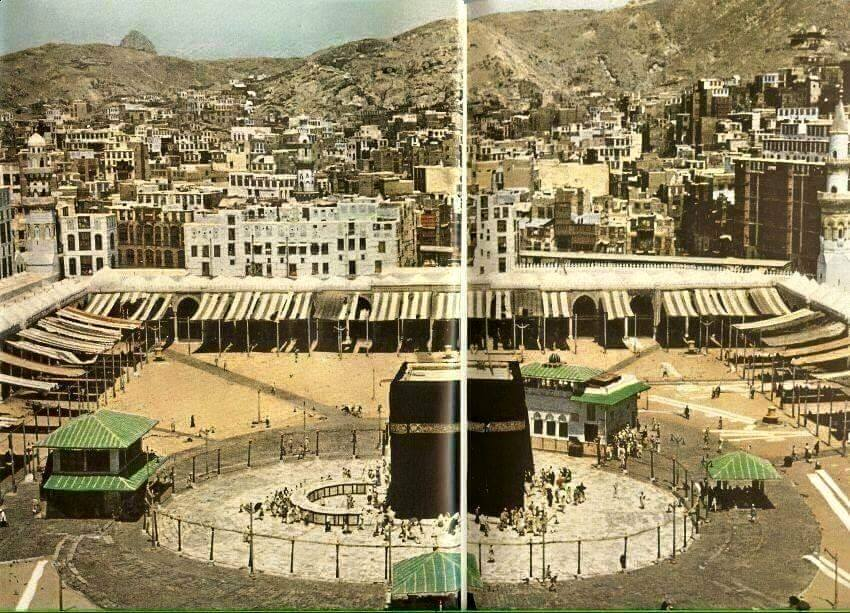
Der Hof der al-Harām-Moschee mit den Markisen in den 1950er Jahren

Der mekkanische Geschichtsschreiber ʿUmar Ibn Fahd (gestorben 1480) berichtet, dass im Jahre 1406 der Sultan von Cambay in Gujarat als Geschenk eine Anzahl von Zelten an den Scherifen von Mekka schickte. In einem Begleitbrief erklärte er, dass ihm zu Ohren gekommen sei, dass die Menschen am Freitag in der Heiligen Moschee nichts fänden, das ihnen beim Hören der Chutba Schatten spenden könnte. Da eine Anzahl von Gelehrten es für gut befunden hätte, dass die Menschen bei dieser Gelegenheit sich gegen die Sonne schützen könnten, habe er die Zelte geschickt. Der Scherif ließ die Zelte für kurze Zeit um die Kaaba herum aufstellen. Dann gab es aber Beschwerden, weil die Menschen über die Zeltstricke stolperten, worauf sie zu ihm gebracht wurden. Im frühen 15. Jahrhundert stellten einige Pilger erneut Zelte im Moscheehof auf, um sich vor der Sonne zu schützen. Da sich in diesen Zelten jedoch gemischte Gesellschaften von Männern, Frauen und Kindern aufhielten, die sich zum Teil sehr laut verhielten, wurden die Zelte verboten.
Das Aufstellen von Zelten im Moscheehof wurde zu Anfang der saudischen Herrschaft kurzzeitig wiederbelebt. Als beim Haddsch des 1927, der auf den Juni fiel, die Anzahl der Pilger besonders groß war und der Platz in der Moschee eng wurde, ließ der saudische König im Moscheehof solche Zelte aufstellen, damit die Betenden darin beim Mittags- und Nachmittagsgebet Schutz vor der Sonne finden konnten. Mehr als 10.000 Pilger verrichteten in diesen Zelten das Gebet. In den Jahren danach ließ ʿAbd al-Azīz während der Wallfahrtssaison an den vier Seiten des Hofs Markisen aufstellen, die den Pilgern Schatten vor der Mittagshitze bieten sollten. Sie wurden nach der Abreise der Pilger wieder entfernt. Nach der ersten Erweiterung der Heiligen Moschee wurden diese Sonnenschutzvorrichtungen ganz entfernt.

### An die Moschee angrenzende Bauten

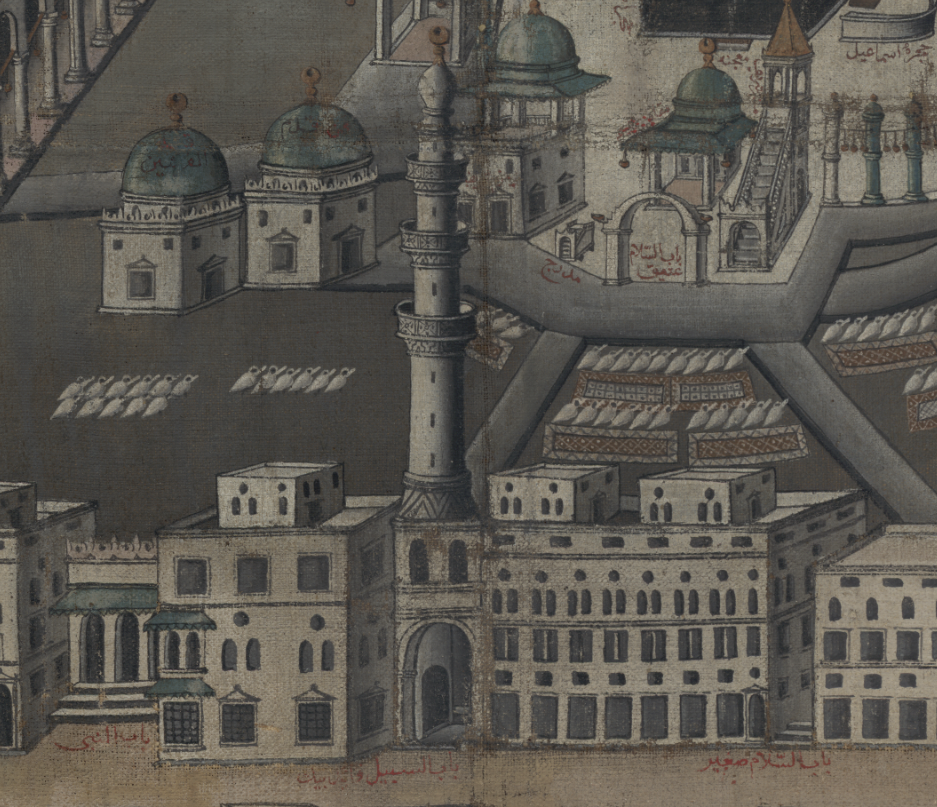
Die Madrasat al-Aschraf Qā'itbāy, eine der Madrasa-Schulen im Umfeld der Heiligen Moschee, um 1700

Um Pilgern, die nach dem Ende der Wallfahrt in Mekka blieben, um in der Heiligen Moschee dem Studium religiöser Wissenschaften nachzugehen, eine Unterkunft zu bieten, ließen ab dem 13. Jahrhundert verschiedene muslimische Herrscher und Privatpersonen an den Seiten der Moschee Madrasas errichten. Zu den bedeutendsten Madrasas, die rund um die Heilige Moschee errichtet wurden, gehörten drei, die den vier sunnitischen Lehrrichtungen gewidmet waren, nämlich:
- die Ghiyāthīya-Madrasa in der südwestlichen Ecke der Moschee. Sie wurde 1410 von dem bengalischen Sultan Ghiyāth ad-Dīn Aʿzam Schāh (reg. 1390–1410) gestiftet.[242]
- die Madrasat al-Aschraf Qā'itbāy zwischen der Moschee und dem Masʿā, also der Laufstrecke zwischen as-Safā und al-Marwa. Sie wurde 1480 von dem mamlukischen Sultan al-Malik al-Aschraf Qā'itbāy (reg. 1468–1496) gestiftet und erhielt einen Sabīl, ein Minarett, ein Ribāt und eine Bibliothek.[243]
- die Madāris Sulaimānīya an der nördlichen Seite der Moschee zwischen der nordöstlichen Ecke und dem Bāb az-Ziyāda. Sie wurde zwischen 1565 und 1570 im Auftrag des osmanischen Sultans Süleyman I. (reg. 1520–66) errichtet.[244]

Evliya Çelebi (gestorben 1683) erwähnt, dass sich zu seiner Zeit insgesamt vierzig Madrasas an den vier Seiten der Heiligen Moschee befanden. Allerdings verloren diese Einrichtungen schon relativ bald ihre Funktion als Bildungsinstitutionen, weil sie als Herbergen zweckentfremdet wurden oder ihr Stiftungsvermögen veruntreut wurde. Verwalter und Beamte richteten sich selbst häuslich in den Gebäuden ein, vermieteten die wegen der Nähe zur Moschee geschätzten Wohnungen an vornehme Pilger oder reiche Bewohner von Mekka, so dass von diesen Anstalten nur die Namen übrig blieben. Als sich Christiaan Snouck Hurgronje Ende des 19. Jahrhunderts für mehrere Monate in Mekka aufhielt, rieten ihm viele Mekkaner gleich bei der Ankunft, eine der verfügbaren Madrasas ganz oder teilweise zu mieten. Er resümiert die Situation der mekkanischen Madrasas zu seiner Zeit mit den Worten:

„Im Ganzen hat das Wort Madrasah daher in Mekka die Bedeutung eines vornehmen, an die Moschee stoßenden Hauses erlangt, ohnedass die Bevölkerung dabei an die ursprüngliche Bestimmung denkt. […] Von den Madrasah's erhält also das wissenschaftliche Leben in Mekka nicht die geringste Nahrung; nach wie vor ist die Moschee zugleich Universitätsgebäude […]“

Die meisten Madrasas im Umfeld der Heiligen Moschee waren direkt von ihr aus über kleine Durchgänge in der Moscheemauer zu erreichen. Außerdem befanden sich in der Moscheemauer Türen, die zu Depots und Geschäften von Moscheedienern und Zamzam-Scheiches führten, die diese manchmal für das Bad und die rituelle Waschung von bedeutenden Pilgern mit Zamzam-Wasser benutzten.

## Der Nameal-masǧid al-ḥarām
Der Ausdruck al-masǧid al-ḥarām, mit dem heute auf Arabisch die al-Harām-Moschee bezeichnet wird, scheint in Arabien schon in vorislamischer Zeit bekannt gewesen zu sein. So schwor Qais ibn al-Chatīm, der wichtigste Dichter im vorislamischen Yathrib, in einem Gedicht „bei Allah, dem Herrn des Masdschid Harām, und dem, was mit jemenitischen Stoffen bedeckt worden ist“ (wa-Llāhi ḏī l-masǧidi l-ḥarāmi wa-mā ǧullila min yumnatin). Es ist sehr wahrscheinlich, dass damit das mekkanische Heiligtum mit der von der Kiswa verhüllten Kaaba gemeint war.

### Aussagen im Koran
Der Ausdruck al-masǧid al-ḥarām kommt insgesamt 15 Mal im Koran vor, davon sechs Mal in Sure 2, drei Mal in Sure 9 und zwei Mal in Sure 48. Rudi Paret übersetzt den Begriff meistens mit „heilige Kultstätte“, Hartmut Bobzin mit „heilige Anbetungsstätte“ oder „heiliger Gebetsort“. Die früheste Erwähnung entstammt der mittelmekkanischen Periode. In Sure 17:1 wird Gott dafür gepriesen, dass er seinen Knecht nachts vom „heiligen Gebetsort“ (al-masǧid al-ḥarām) zum „fernsten Gebetsort“ (al-masǧid al-aqṣā) reisen ließ, eine Aussage, die in der Koranexegese auf Mohammed bezogen wird.
In Sure 2:217 wird es als eine große Sünde gebrandmarkt, dass die Gegner Mohammeds die Gläubigen vom Masdschid Harām fernhalten. In Sure 8:34 wird den Mekkanern, die sich so verhalten, göttliche Strafe angedroht. Drei Textstellen (Sure 2:144, 2:149 und 2:150) legen den Masdschid Harām als neue Qibla fest. Sure 2:191 verbietet den Gläubigen, beim Masdschid Harām gegen ihre Gegner zu kämpfen, wenn sie nicht selbst dort von ihnen angegriffen werden. In Sure 22:25 wird bekräftigt, dass Gott den Masdschid Harām für die Menschen errichtet hat, sowohl für den dort Wohnenden als auch für den in der Wüste lebenden. Demjenigen, der dort Ketzerei betreibt, wird gleichzeitig Strafe angedroht. In Sure 5:2 werden die Gläubigen davor gewarnt, aus Hass gegenüber denjenigen, die sie vom Masdschid Harām abhalten, gewalttätig vorzugehen. In Sure 48:25 werden die Zuhörer daran erinnert, dass es die Ungläubigen waren, die sie vom Masdschid Harām abhielten, in Sure 48:27 wird ihnen in Aussicht gestellt, dass sie – wenn Gott will – den Masdschid Harām in Sicherheit betreten werden, mit geschorenem oder gekürztem Haupthaar, ohne dass sie sich fürchten müssen.
Die drei Textstellen in Sure 9 stammen wahrscheinlich aus der Zeit nach der Einnahme Mekkas im Januar 630. In Sure 9:7 wird ein Vertrag erwähnt, den die Gläubigen mit den Beigesellern beim Masdschid Harām geschlossen haben. Sure 9:19 betont, dass der Unterhalt des Masdschid Harām nicht auf der gleichen Stufe steht wie der Glaube an Gott und der Dschihad auf dem Wege Gottes. Damit wird das Verbot in den beiden vorausgehenden Versen (Sure 9:17f) begründet, dass Beigeseller zukünftig keine Anbetungsstätten mehr unterhalten dürfen. Sure 9:28 spricht das Verbot aus, dass sich die Beigeseller nach Ablauf eines Jahres dem Masdschid Harām nicht mehr nähern dürfen, und begründet dies damit, dass sie unrein seien. Sure 2:196 legt für diejenigen, die nicht beim Masdschid Harām wohnen, Sühneregeln bei Unterbrechung des Weihezustands bei der Wallfahrt fest.
Unter den muslimischen Koran-Exegeten herrscht weitgehende Einigkeit, dass mit dem Ausdruck al-Masdschid al-Harām, der im Koran verwendet wird, nicht die al-Harām-Moschee als Bauwerk gemeint ist, weil dieses zur Zeit Mohammeds noch nicht bestand, sondern das mekkanische Heiligtum. Hierbei zogen sie allerdings die Grenzen unterschiedlich weit. Der basrische Koranexeget Qatāda ibn Diʿāma meinte, dass mit dem in Sure 22:25 genannten Masdschid Harām Mekka gemeint sei. Al-Māwardī (gestorben 1058) war der Ansicht, dass an allen Koranstellen, in denen von al-Masdschid al-Harām die Rede ist, der Haram gemeint sei. Ein Beweis dafür war seiner Meinung nach Sure 17:1, weil man wisse, dass der Ausgangspunkt der Himmelfahrt Mohammeds, auf die sich der Vers beziehen soll, das Haus von Chadīdscha bint Chuwailid gewesen sei. Einzige Ausnahme war seiner Meinung nach die Aussage in Sure 2:144 „Wende dich mit dem Gesicht in Richtung der heiligen Kultstätte“, weil hier die Kaaba gemeint sei. Auch in der modernen Wissenschaft geht man davon aus, dass der Ausdruck al-Masdschid al-Harām nicht die al-Harām-Moschee meint. Arent Jan Wensinck vermutete, dass sich die koranischen Aussagen, in denen vom Masdschid Harām die Rede ist, allgemein auf Mekka beziehen.

### Vom Heiligtum zur Moschee: Diskussionen über den Ausdruck in frühislamischer Zeit
Al-Azraqī berichtet davon, dass es unter den frühislamischen Gelehrten Diskussionen über die Bedeutung des Ausdrucks al-masǧid al-ḥarām gab. Während mekkanische Gelehrte wie ʿAbdallāh ibn ʿAbbās (gestorben 688) und ʿAtā' ibn Abī Rabāh (gestorben ca. 732) weiter die Auffassung vertraten, dass dieser Ausdruck den gesamten Bezirk des Haram von Mekka bezeichnete, zogen andere die Grenzen des Masdschid Harām inzwischen enger. Der Prophetengefährte ʿAbdallāh ibn ʿAmr (gestorben um 684) wird mit den Worten zitiert: „Das Fundament des Masdschid Harām, den Abraham gelegt hat, reicht von al-Hazwara nach dem Masʿā hin bis zum Abfluss der Flut von Adschyād“. Al-Hazwara war der frühere Markt von Mekka. Der Masʿā ist die Straße zwischen as-Safā und al-Marwa, und Adschyād ein niedrig gelegenes Gebiet westlich von as-Safā, in dem bei Überschwemmungen das Wasser ablief. ʿAbdallāh ibn ʿAmr identifizierte al-Masdschid al-Harām also mit dem neu angelegten Moscheegebäude. Abū Huraira meinte, diese Bedeutung des Worts sogar im Koran wiederfinden zu können. Er wird bei Al-Azraqī mit den Worten zitiert: „Wir finden im Buch Gottes, dass die Grenze des Masdschid Harām von al-Hazwara bis zum Masʿā reicht.“
Ein Hadith, den der mekkanische Gelehrte Ibn Dschuraidsch (gestorben 767) von ʿAbdallāh ibn ʿAbbās überlieferte, besagt, dass „das Haus“, also die Kaaba, die Qibla für die Leute des Masdschid ist, der Masdschid die Qibla für die Leute des Haram, und der Haram die Qibla für die übrigen Erdenbewohner im Osten und Westen aus der islamischen Umma. Dies zeigt, dass man den Masdschid von Mekka in dieser Zeit nicht mehr mit dem Haram identifizierte, sondern als einen engeren Bezirk betrachtete, der die Kaaba unmittelbar umgab.
Für spätere Generationen von Muslimen war selbstverständlich, dass al-masǧid al-ḥarām der Name der Moschee um die Kaaba ist. So erklärt zum Beispiel der schafiitische Rechtsgelehrte az-Zarkaschī (gestorben 1392), der in seinem Moscheen-Buch die verschiedenen koranischen Bedeutungen von al-masǧid al-ḥarām erörtert, dass sie alle nur auf den Koran beschränkt seien, aber nach dem ʿUrf mit al-masǧid al-ḥarām die Moschee gemeint sei, in der man den Tawāf vollziehe. So könne man auch sagen: „Wir waren im Masdschid Harām, wir haben den Masdschid Harām verlassen, wir haben im Masdschid Harām den Iʿtikāf vollzogen, wir haben in ihm übernachtet.“

## Religiöse Bedeutung

### Hadithe über den hohen Wert des Gebets in der al-Harām-Moschee
In den ersten Generationen der Muslime wurden zahlreiche Hadithe über den hohen Wert des Gebets in der Moschee von Mekka verbreitet. Ein Hadith, der von Abū Huraira überliefert wird und auch in den Sahīh al-Buchārī Aufnahme gefunden hat, besagt, dass das Gebet in der Prophetenmoschee tausend Mal besser sei als ein Gebet anderswo mit Ausnahme der Heiligen Moschee. Daraus haben die muslimischen Gelehrten geschlossen, dass der jenseitige Lohn für den Gottesdienst in der Heiligen Moschee größer ist als in der Prophetenmoschee.
In den mekkanischen Chroniken von al-Azraqī (gestorben 837) und al-Fākihī (spätes 9. Jahrhundert) werden Überlieferungen mit noch konkreteren Angaben zum Wert eines Gebets in der Heiligen Moschee angeführt. In einem Hadith, den al-Azraqī zitiert, wird ausgesagt, dass das Gebet in der Heiligen Moschee 25.000 Mal besser sei als das Gebet in anderen Moscheen. ʿAbdallāh ibn az-Zubair wird mit der Aussage zitiert, der Prophet habe gesagt, dass das Gebet in der Heiligen Moschee von Mekka hundert Mal besser sei als das in der Prophetenmoschee in Medina. Ein Hadith, der über Anas ibn Mālik auf den Propheten zurückgeführt wird, beschreibt eine mehrstufige Hierarchie von Orten mit unterschiedlichen Werten für das Gebet: Demnach hat das Gebet eines Mannes zu Haus den Wert von einem Gebet; wenn er einer Stammesmoschee betet, wie sie in der islamischen Frühzeit üblich waren, zählt es wie 25 Gebete; sein Gebet in einer Freitagsmoschee zählt wie 500 Gebete, sein Gebet in der al-Aqsā-Moschee und der Prophetenmoschee wie 50.000 Gebete, und sein Gebet in der Heiligen Moschee wie 100.000 Gebete.
In einem Hadith, den al-Fākihī nach ʿAbdallāh ibn ʿAbbās zitiert, werden noch höhere Zahlen genannt: ein einzeln verrichtetes Gebet in der Heiligen Moschee soll den Wert von 100.000 gewöhnlichen Gebeten haben, ein Gebet in der Gruppe den Wert von 1.500.000 Gebeten. Wahb ibn Munabbih wird mit der Aussage zitiert, er habe in der Tora geschrieben gesehen, dass Gott demjenigen, der seine fünf Gebete in der Heiligen Moschee verrichte, 12,5 Millionen Gebete gutschreibe. Der Prophetengefährte ʿAbdallāh ibn Masʿūd, der ansonsten meinte, dass es für Frauen das Beste sei, wenn sie zu Hause beteten, betrachtete das Gebet in der Heiligen Moschee als die einzige Ausnahme, weil dieses seiner Meinung nach auch für Frauen besser war als das Gebet zu Hause.
Zur Herausstellung des hohen Werts des Gebets in der Heiligen Moschee wurden auch Chidr-Geschichten verbreitet. So besagt eine bekannte Überlieferung, die auf den syrischen Traditionarier Schahr ibn Hauschab (gestorben 718) zurückgeführt wird, dass al-Chidr jeden Freitag in der Heiligen Moschee bete. Lediglich in der malikitischen Rechtsschule, in der sich die Lehrtradition von Medina bewahrt hat, beurteilte man den Wert des Gebets in der Heiligen Moschee anders. Hier meinte man, dass das Gebet in der Prophetenmoschee verdienstvoller sei als das Gebet in der Heiligen Moschee.

### al-Masdschid al-Harām als die älteste Gebetsstätte auf Erden
Nach einem Hadith, der Aufnahme in verschiedene Sammlungen, darunter auch den Sahīh al-Buchārī, gefunden hat, berichtete Abū Dharr al-Ghifārī, dass er einmal den Gottesgesandten gefragt habe, welches die erste Gebetsstätte (masǧid) sei, die auf Erden errichtet wurde. Daraufhin habe der Gottesgesandte geantwortet: „al-Masdschid al-Harām“. Als Abū Dharr zurückfragte, welches die zweitälteste Gebetsstätte sei, habe jener geantwortet: „al-Masdschid al-Aqsā“, und auf Nachfrage erklärt, dass dieser vierzig Jahre später erbaut worden sei.
Die muslimischen Gelehrten haben diesen Hadith in der Weise verstanden, dass „al-Masdschid al-harām“ die Bezeichnung für das von Abraham errichtete mekkanische Heiligtum ist und „al-Masdschid al-Aqsā“ die Bezeichnung für den von Salomo errichteten Jerusalemer Tempel. Probleme bereitete ihnen nur, dass nach den Geschichtsbüchern der Abstand zwischen den beiden Herrschern erheblich größer war als vierzig Jahre. Der mekkanische Gelehrte Abū Bakr ibn ʿAlī Ibn Zahīra (gestorben 1484) löste das Problem in der Weise, dass er annahm, dass beide Gebäude eine noch ältere Geschichte hatten: Das mekkanische Heiligtum sei von Adam angelegt worden, und das Jerusalemer Heiligtum von einem seiner Nachkommen. Abraham und Salomo hätten dann jeweils nur die Gebäude erneuert.
Ein weiterer Hadith, der über Abū Huraira auf den Propheten zurückgeführt wird, besagt, dass man allein zu drei Heiligtümern reisen solle, der „al-Masdschid al-Harām“ in Mekka, seinem Masdschid in Medina und „al-Masdschid al-Aqsā“ in Jerusalem. Wie Meir Jacob Kister gezeigt hat, ist die eigentliche Intention dieses Drei-Moscheen-Hadiths die Aufzeigung der Gleichrangigkeit von Jerusalem mit den beiden Heiligtümern des Hedschas, an der unter den frühen muslimischen Gelehrten Zweifel bestanden. Der hohe Rang des Heiligtums von Mekka war dagegen unumstritten.

### Die al-Harām-Moschee als Gräberfeld der Propheten
In der frühislamischen Zeit kamen auch verschiedene Überlieferungen auf, wonach sich in der Heiligen Moschee die Gräber bekannter Propheten bzw. ihrer Verwandten befinden. ʿAbdallāh ibn az-Zubair soll von einer Auswölbung hinter der nördlichen Ecke der Kaaba gesagt haben, dass sie die Gräber der jungfräulichen Töchter Ismaels enthalte. ʿAbdallāh ibn ʿAbbās wird mit der Aussage zitiert, dass sich in der Heiligen Moschee die Gräber von zwei Propheten befänden, nämlich das Grab von Ismael im Hidschr und das Grab von Schuʿaib. Der mekkanische Gelehrte Muhibb ad-Dīn at-Tabarī (gestorben 1295) führte später Überlieferungen an, wonach sich auch die Gräber von Hūd, Noach und Sālih in der Heiligen Moschee befinden sollen. Insgesamt seien 99 Propheten in der Moschee begraben.

## Geschichte des religiösen Lebens

### Bestimmung der Gebetszeiten und Gebetsruf
Im frühen 9. Jahrhundert wurden die Gebetszeiten in Mekka durch den Zeitangeber (ṣāḥib al-waqt) ausgerufen. Er nutzte dafür das Minarett der Nordwestecke. Wie die Gebetszeiten bestimmt wurden, ist nicht bekannt.
Im 12. Jahrhundert ließ Dschamāl ad-Dīn al-Isfahānī (gestorben 1164), der Wesir von ʿImād ad-Dīn Zengi, dem Begründer der Zengiden-Dynastie, eine Sonnenuhr für die Bestimmung der Gebetszeiten neben dem Gebäude des Zamzam-Brunnens anbringen. Sie wurde im frühen 15. Jahrhundert Mīzān aš-šams („Sonnenwaage“) genannt. Der Vorsteher der Muezzine (raʾīs al-muʾaḏḏinīn) brachte zu dieser Zeit seinen Gebetsruf vom Minarett oberhalb des Friedenstors zu Gehör, worauf ihm dann die anderen Muezzine folgten. Im 16. Jahrhundert benutzte der Vorsteher der Muezzine dieses Minarett nur noch für den Ruf zum Sahūr in den Ramadan-Nächten sowie für Lobpreisungen und Litaneien. Den Gebetsruf für die fünf Gebete brachte er dagegen vom Dach des Zamzam-Gebäudes aus zu Gehör. Dorthin wurde im 16. Jahrhundert auch die Sonnenuhr verlegt. Im Mai 1669 richtete der maghrebinische Gelehrte Muhammad ibn Sulaimān ar-Rūdānī (gestorben 1683) beim Friedenstor eine Horizontalsonnenuhr mit einem mannshohen Polstab ein. Die Zeichnungen des Ziffernblatts befanden sich auf dem Gehweg des Friedenstors.
Auch zu Anfang des 20. Jahrhunderts befand sich noch eine Sonnenuhr beim Zamzam-Gebäude. Sie war auf der Südseite angebracht, war das Geschenk eines Mannes aus Marrakesch und gab die Zeiten sehr genau an. Der Scheich der Muezzine (šaiḫ al-muʾaḏḏinīn) und Zeitangeber (mīqātī) ließ seinen Gebetsruf nach wie vor vom Dach des Zamzam-Brunnens aus erklingen, wobei ihm dann die Muezzine der sieben Minarette mit ihren Gebetsrufen folgten.

### Die Organisation des Gebets und die Rechtsschulen
Eine Besonderheit, die die Heiligen Moschee von allen anderen Moscheen unterscheidet, ist, dass hier die Betenden nicht in geraden Reihen beten, sondern die Gebetsreihen in einem Kreis um die Kaaba herumgeführt werden. Der erste, der diese Gebetsordnung einführte, soll Chālid al-Qasrī gewesen sein, der unter dem umaiyadischen Kalifen al-Walīd Gouverneur von Mekka war. Der mekkanische Rechtsgelehrte ʿAtā' ibn Abī Rabāh (gestorben ca. 732) soll diese Form des Gebets autorisiert haben. Als man ihn fragte, ob er es bei einer geringen Anzahl von Betenden für besser hielt, wenn die Betenden alle hinter dem Maqām Ibrāhīm beteten oder eine Reihe rund um die Kaaba bildeten, entschied er sich für letzteres und verwies auf die koranische Aussage in Sure 39:75 „Und du siehst die Engel auf allen Seiten den Thron umgeben“.

#### Die Einrichtung von getrennten Gebetsgruppen
Im Laufe des Mittelalters entstand in der Heiligen Moschee eine Gebetsordnung, bei der die Anhänger der verschiedenen Rechtsschulen ihr Gebet in verschiedenen Zonen in getrennten Gebetsgruppen verrichteten. Wann diese Gebetsordnung entstand, ist nicht klar. Der erste bekannte Hinweis auf sie stammt aus dem Jahr 1104, in dem Abū Tāhir as-Silafī auf Haddsch ging. Er berichtet in seinem Muʿǧam as-safar von einem schafiitischen Gelehrten in Mekka, der dort als Imam des Maqām Ibrāhīm als erster betete, und zwar vor den Imamen der Malikiten, Hanafiten und Zaiditen. Die Hanbaliten waren also zu dieser Zeit noch nicht in der mekkanischen Gebetsordnung vertreten. Sie erhielten erst um die Mitte des 12. Jahrhunderts einen eigenen Imam. Ibn Hubaira (gestorben 1165), der Wesir der Kalifen al-Muqtafī und al-Mustandschid, ließ für ihn in der Heiligen Moschee einen eigenen Pavillon für das Gebet errichten. Mardschān, der Diener al-Muqtafīs, der den hanbalitischen Madhhab hasste, ließ diesen Pavillon bei einer Wallfahrt jedoch wieder herausreißen und beseitigte das hanbalitische Imamat.
Gegen Ende des 12. Jahrhunderts waren aber die vier sunnitischen Imame in der mekkanischen Gebetsordnung fest etabliert. Der erste Autor, der eine ausführlichere Beschreibung dieser Gebetsordnung liefert, ist der andalusische Pilger Ibn Dschubair, der im Jahre 1191 Mekka besuchte. Er berichtet, dass es zu seiner Zeit in der Heiligen Moschee fünf Imame gab, nämlich vier sunnitische und einen fünften für die „Sekte“ (firqa) der Zaiditen, der die Scherifen von Mekka angehörten. Die Standorte der sunnitischen Vorbeter waren durch mehr oder weniger große Vorrichtungen gekennzeichnet, die im Kreis um die Kaaba angeordnet waren. Die Hanafiten beteten auf der Nordwestseite der Kaaba, die Malikiten auf der Südwestseite, die Hanbaliten auf der Südostseite und die Schafiiten auf der Nordostseite am Maqām Ibrāhīm. Die verschiedenen Gebetsgruppen (ǧamāʿāt) beteten nach einer festgelegten Ordnung nacheinander. Der malikitische Gelehrte Ibn Farhūn (gestorben 1397) berichtet in seinem Manāsik-Werk, dass Anfang des 13. Jahrhunderts einer der abbasidischen Kalifen den Befehl gab, das Gebet in der Heiligen Moschee auf diese Weise abzuhalten, und sich von einer Reihe von malikitischen Gelehrten aus Alexandria in einer Fatwa bestätigen ließ, dass die vier Seiten der Moschee jeweils den Status einer eigenen Moschee mit zugehörigem Imam hatten.

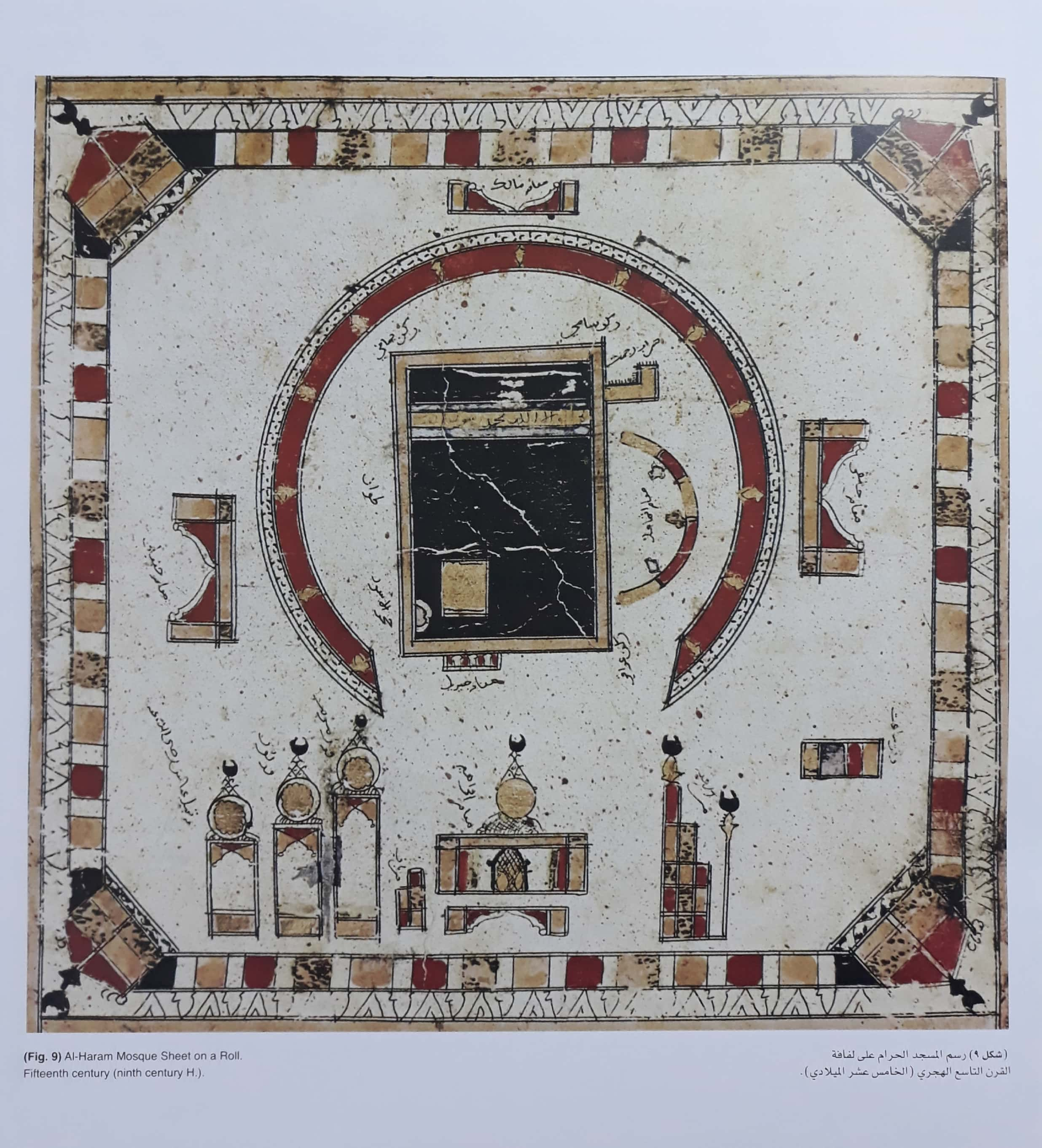
Die vier Maqāme auf einem Haddsch-Zertifikat, 1433: rechts der hanafitische, oben der malikitische, links der hanbalitische und unten der Maqām Ibrāhīm, an dem die Schafiiten beteten

Im Laufe der Zeit wurde die Gebetsordnung immer wieder verändert. Zur Zeit von Ibn Dschubair begann der schafiitische Imam mit dem Gebet, dann folgten der malikitische und der hanbalitische Imam gleichzeitig, und den Abschluss bildete der hanafitische Imam. Nur beim Abendgebet, das kurz nach Sonnenuntergang gesprochen wird und für das nur ein sehr kurzer Zeitraum zur Verfügung steht, beteten alle vier Imame gleichzeitig. Die Zaiditen beteten separat. 1326 wurde jedoch der Maqām der Zaiditen auf Befehl des mamlukischen Sultans abgeschafft und ihr Imam gewaltsam vertrieben. Die Scherifen von Mekka gingen wenig später selbst zum schafiitischen Madhhab über. In den 1390er Jahren wurde der hanafitische Imam bei den Gebeten vorgezogen, so dass nun die Reihenfolge war: Schafiit, Hanafit, Malikit, Hanbalit.
Ein besonders schwieriges Problem war die Organisation des Abendgebets. Da bei diesem alle Gebetsgruppen gleichzeitig beteten, kam es immer wieder zu allgemeiner Verwirrung, weil sich die Stimmen der verschiedenen Imame und der mukabbirūn, die deren Worte in die hinteren Reihen der Betenden übermittelten, miteinander vermischten. Der mekkanische Historiograph Taqī ad-Dīn al-Fāsī äußerte hierzu Anfang des 15. Jahrhunderts:

„Aufgrund der Tatsache, dass sie das Gebet gleichzeitig verrichten, unterlaufen den Betenden viele Fehler, denn die Stimmen der Übermittler vermischen sich, die Bewegungen der Betenden sind aber unterschiedlich. Diese Angelegenheit ist wahrhaftig eine Verirrung in der Religion.“

Der tunesische Gelehrte Ibn ʿArafa (gestorben 1401), der zu den wichtigsten Gelehrten des Hafsiden-Reichs gehörte und 1390 zum Haddsch nach Mekka kam, urteilte, dass ein solcher Gebetsmodus unzulässig sei. Aufgrund der heftigen Kritik von Seiten der Gelehrten beschäftigten sich auch verschiedene Herrscher mit diesem Problem. Einen ersten Reformversuch unternahm der ägyptische Mamlukenherrscher Faradsch ibn Barqūq, der für die Wallfahrt des Jahres 1408 befahl, dass allein der schafiitische Imam das Abendgebet beten solle. Sein Nachfolger al-Mu'aiyad Schaich stellte aber schon sechs Jahre später die alte Ordnung wieder her, weil sich die andere Rechtsschulen übergangen fühlten. Später beschränkte man sich beim Abendgebet auf den hanafitischen und den schafiitischen Imam, die gleichzeitig beteten. Da es auch bei dieser Art der Gebetsdurchführung wieder zur Verwirrung kam, verfügte um die Mitte der 1520er Jahre der osmanische Sultan Süleymān, dass die Gleichzeitigkeit der Gebetsgruppen aufgehoben und eine neue Regelung gefunden werden sollte. Der osmanische Gouverneur von Dschidda hielt daraufhin mit den Qādīs von Mekka eine Versammlung ab, bei der man sich darauf einigte, dass beim Abendgebet zuerst der hanafitische und dann der schafiitische Imam beten sollten. An dieser Regelung wurde bis zum Anfang des 20. Jahrhunderts nichts mehr geändert.
Beim Morgengebet war im 17. Jahrhundert die Reihenfolge: 1. Schafiit, 2. Malikit, 3. Hanbalit, 4. Hanafit. Malikitische und hanbalitische Gebetsgruppen gab es ganzjährig allerdings nur beim Morgengebet. Lediglich während der Haddsch-Saison wurden sie auf die übrigen drei Gebetszeiten ausgeweitet, wobei dann der Malikit jeweils als erster betete. Später wurde die Voranstellung des hanafitischen Imams auch auf Mittags-, Nachmittags- und Nachtgebet ausgeweitet, so dass dann bei diesen Gebeten die Reihenfolge war: 1. Hanafit, 2. Schafiit, 3. Malikit, 4. Hanbalit. Eine hanbalitische Gebetsgruppe bestand ganzjährig weiter nur für das Morgengebet, für die drei anderen Gebetszeiten wurde sie erst Ende des 19. Jahrhunderts wiedereingeführt.

#### Die Rivalität zwischen Schafiiten und Hanafiten
Obwohl diese Gebetsordnung vom Grundsatz her pluralistisch war, stellte sie nicht alle sunnitischen Lehrrichtungen auf die gleiche Stufe. So war die schafiitische Gebetsgruppe dadurch privilegiert, dass sie das Gebet beim Maqām Ibrāhīm verrichten durfte, einem Ort, der mit dem im Koran (Sure 2:125) genannten und empfohlenen Gebetsplatz Abrahams identifiziert wurde. Auch die Position des hanafitischen Imams war hervorgehoben: Sein Gebetsplatz befand sich gegenüber dem Hidschr und der Regenrinne der Kaaba. Der malikitische Maqām befand sich dagegen auf der Rückseite (dubur) der Kaaba. Wie aus dem Reisebericht Ibn Dschubairs hervorgeht, waren schon zu seiner Zeit die Gebetsplätze sehr unterschiedlich ausgestattet. Der hanafitische Gebetsplatz war durch einen besonders prächtigen Pavillon aus Holz mit einem Mihrāb gekennzeichnet und wurde in der Nacht durch Kerzen und Lampen besonders hell erleuchtet. Ibn Dschubair erklärt das damit, dass das gesamte persische Reich (ad-daula al-aʿǧamīya) – gemeint ist wahrscheinlich der Seldschukenstaat – diesem Madhhab folgte. Die Schafiiten besaßen ebenfalls einen reich geschmückten Holzpavillon. Die Gebetsplätze der zwei anderen sunnitischen Lehrrichtungen nahmen sich dagegen eher bescheiden aus: die Malikiten besaßen nur einen einfachen steinernen Mihrāb, der in der Nacht kaum beleuchtet war und „denen glich, die auf den Straßen errichtet sind“, und die Hanbaliten, die zu dieser Zeit noch an zwei verschiedenen Stellen beteten, verfügten an der einen über gar keine Vorrichtung, an der anderen nur über einen verfallenen Pavillon.

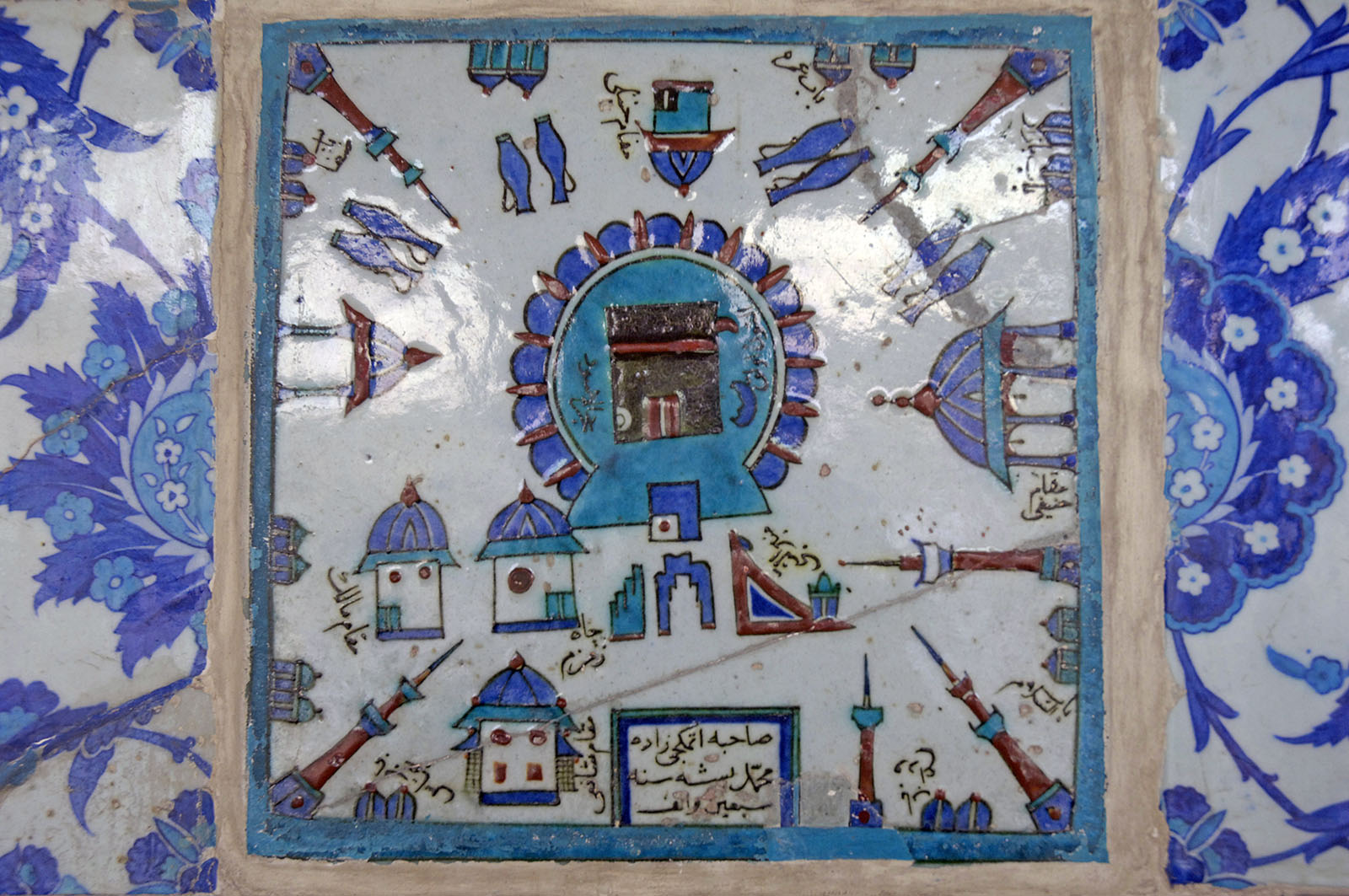
Darstellung der vier Maqāme um die Kaaba auf einer İznik-Fliese in der Rüstem-Pascha-Moschee, rechts der besonders große überkuppelte hanafitische Maqām

Schafiiten und Hanafiten hatten von Anfang an eine herausgehobene Position in der Gebetsordnung der Heiligen Moschee und rivalisierten miteinander. Diese Rivalität verschärfte sich im Laufe der Zeit noch weiter, weil verschiedene Herrscher, die dem hanafitischen Madhhab folgten, den hanafitischen und Maqām („Standort“) ausbauen ließen. So ersetzten 1399 die tscherkessischen Mamluken der Burdschiyya-Dynastie die frühere Holzkonstruktion durch ein auf vier Steinsäulen ruhendes Gebäude mit einem Dach, das mit Gold und Lapislazuli dekoriert war. Mehrere schafiitische Gelehrte missbilligten jedoch den neuen Bau. Auf Missbilligung stießen unter anderem der hohe Aufwand für seine Errichtung und die Gefahr, dass Leute dort Zerstreuung suchten, weil der Bau ihnen dafür Schutz bot. Der ägyptische Gelehrte Zain ad-Dīn al-Fāriskūrī (gestorben 1406) verfasste darüber eine eigene Abhandlung, und die beiden Gelehrten Sirādsch ad-Dīn al-Bulqīnī (gestorben 1403) und sein Sohn Dschalāl ad-Dīn al-Bulqīnī (gestorben 1421), die zu den wichtigsten Muftis Ägyptens gehörten, urteilten nach 1399 in einer Fatwa, dass der hanafitische Maqām abgerissen werden müsse und jeder, der diesen Bau in einer Fatwa für zulässig erkläre, ein Vergehen begehe und zurechtgewiesen werden müsse. Der verantwortliche Leiter in Ägypten ordnete daraufhin den Abriss des Gebäudes an, doch ließ man aufgrund von Protesten von diesem Plan ab. Hanafitische Gelehrte verteidigten den Bau damit, dass er Schutz vor der Sonnenhitze, Regen und Kälte biete und die gleiche Stellung habe wie die Arkaden der Moschee. Der Emir Sūdūn al-Muhammadī versah 1432 das Gebäude mit einer Kuppel aus Walnussholz, die von außen mit Gips überzogen war.

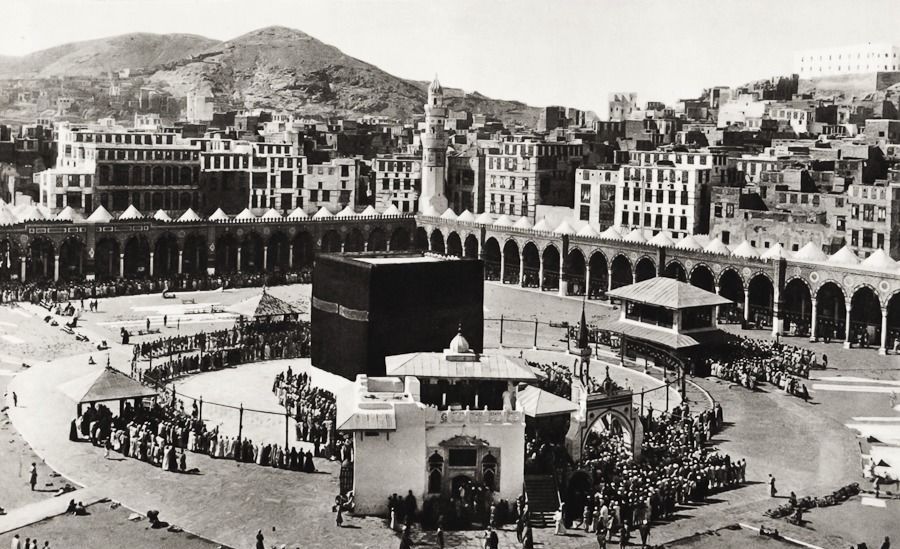
Die drei Maqāme der Hanafiten, Malikiten und Hanbaliten und das Gebäude des Zamzam-Brunnens, in dessen oberem Stockwerk der schafiitische Imam betete, ca. 1910

Die Osmanen ließen das bisherige Gebäude des hanafitischen Maqām kurz nach Errichtung ihrer Oberherrschaft über Mekka im Jahre 1517 abreißen und durch einen hohen Kuppelbau aus gelbem und rotem Schumaisī-Stein ersetzen. Der osmanische Beamte Muslih ad-Dīn, der diese Baumaßnahme durchführte, begründete sie bei einer Versammlung mit mekkanischen Gelehrten und Notablen damit, „dass der größte Imam“ (al-imām al-aʿẓam) Abū Hanīfa es wert sei, dass er in der Heiligen Moschee einen Platz zur Versammlung der Leute und Anhänger seines Madhhabs habe, der größer sei als der bisherige Maqām. In den 1520er Jahren ließ der osmanische Sultan auch die Maqāme der Malikiten und Hanbaliten ausbauen. Nach dem Umbau bestanden sie aus rechteckigen Gebäuden, die auf vier Pfeilern ruhten, mit einem Giebeldach. Da der hanafitische Maqām wegen seiner Pomphaftigkeit und des großen Raums, den er in der Moschee einnahm, auf viel Ablehnung stieß, ließ ihn der Sultan im Jahre 949 (1542 n. Chr.) niederreißen und durch ein bescheideneres Gebäude ersetzen. Der neue Maqām bestand aus einem rechteckigen Bau mit zwei Stockwerken und einem bleibeschichteten Walmdach und hatte wie die anderen Maqāme im Inneren einen Mihrāb. Das obere Stockwerk diente fortan auch als Standplatz der mukabbirūn, die das Gebet in der Heiligen Moschee koordinierten (siehe dazu oben). Der schafiitische Imam hatte insofern ebenfalls eine herausgehobene Position, als er entweder hinter dem Maqām Ibrāhīm oder im oberen Stockwerk des Zamzam-Brunnegebäudes betete.

#### Die Reform der Gebetsordnung im 20. Jahrhundert
Das nach Rechtsschulen getrennte rituelle Gebet wurde auch während der osmanischen Zeit immer wieder von verschiedenen muslimischen Gelehrten kritisiert, die diese Praxis als eine unrechtmäßige Neuerung betrachteten. Der jemenitische Gelehrte asch-Schaukānī (gestorben 1834) urteilte:

„Der Bau der Maqāme in Mekka ist nach dem Konsens der Muslime eine Bidʿa […] Jeder Vernünftige, der sich dem Studium der Scharia gewidmet hat, weiß, dass aufgrund dieser Lehrrichtungen, die die Gruppen des Islam voneinander trennen, Verderbtheiten eingetreten sind, von denen die Religion und ihre Anhänger erfasst wurden. Die gefährlichste und schlimmste davon für den Islam ist das, was jetzt im erhabenen Haram von Mekka eingetreten ist, dass sich die Gruppen getrennt haben und jede Gruppe bei einem dieser Maqāme steht, als ob sie Anhänger unterschiedlicher Religionen und Scharias seien.“

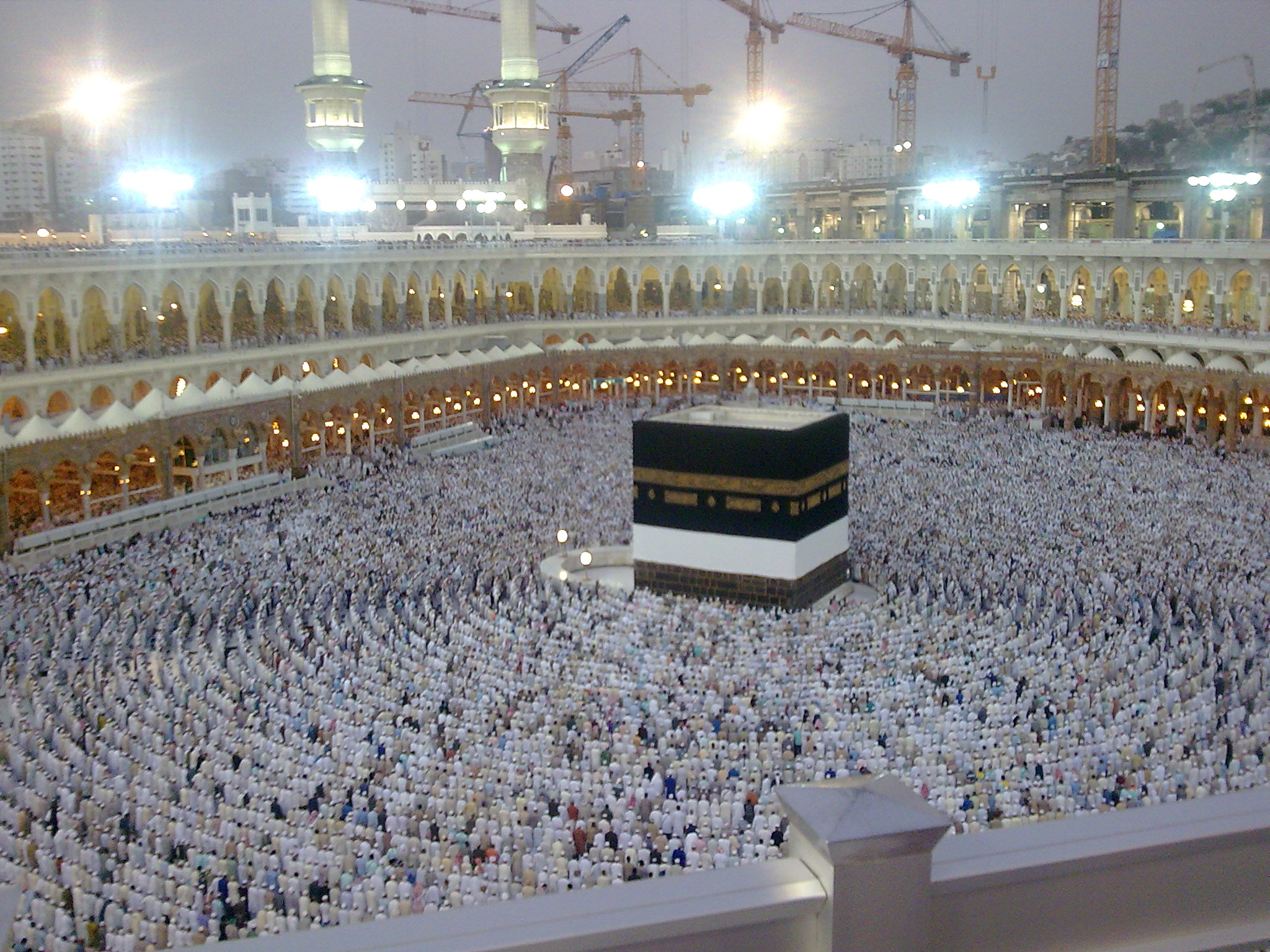
Gebet in der Heiligen Moschee heute

Auch Muhammad ibn ʿAbd al-Wahhāb (gestorben 1792), der Begründer der wahhabitischen Lehre, hatte die Aufteilung der Betenden in der Heiligen Moschee kritisiert. Deshalb war die Abschaffung des nach Rechtsschulen getrennten Gebets eine der ersten Maßnahmen, die von den wahhabitischen Ichwān und saudischen Truppen ergriffen wurden, die im Oktober 1924 Mekka einnahmen. Mit der Verwaltung der Stadt wurde zunächst Chālid ibn Lu'aiy betraut, ein Scherif, der sich dem saudischen König ʿAbd al-ʿAzīz ibn Saʿūd angeschlossen und die wahhabitische Lehre angenommen hatte. Er verbot das Gebet in getrennten Gebetsgruppen in der Heiligen Moschee und ordnete an, dass fortan das Gebet nur noch in einer Gebetsgruppe abzuhalten war, die von einem hanbalitischen Imam geleitet wurde. Da viele Mekkaner daraufhin dem Gebet fernblieben, gab er Anweisung, dass Männer, die nicht zum Gebet kamen, hart bestraft werden sollten. Aufgrund der Proteste der mekkanischen Bevölkerung stellte Ibn Saʿūd nach seiner Ankunft in Mekka im Dezember 1924 die vier Gebetsgruppen wieder her, ordnete aber an, dass diese das Gebet immer nacheinander zu halten hatten, wobei der hanafitische Imam mit dem Gebet begann. Alle, die sich in der Moschee befanden, hatten hinter ihm zu beten. Wenn er mit dem Gebet fertig war, hielt der schafiitische Imam das Gebet, wobei alle mit ihm beteten, die das erste Gebet verpasst hatten. Dann hielten der malikitische und hanbalitische Imam ihr Gebet ab.
Im Oktober 1926 kam eine Anzahl von saudischen Gelehrten zusammen und beschloss eine Neuregelung des Gebets in der Heiligen Moschee, bei der die Gebetsgruppen erneut zu einer vereinigt wurden. Dafür wurden von den Schafiiten, Hanafiten und Malikiten jeweils drei Imame und von den Hanbaliten zwei Imame gewählt. Diese lösten fortan bei den fünf täglichen Gebeten einander ab. Diese Regelung bedeutete, dass diejenigen, die in der Heiligen Moschee beteten, anders als früher oft hinter einem Imam beten mussten, der einem anderen Madhhab angehörte als sie selbst. Im Juli 1929 wurde aber auch dieses System revidiert: Fortan leiteten nur noch zwei Imame salafistischer Ausrichtung die fünf täglichen Gebete. Im Rahmen des Ausbaus der Heiligen Moschee zwischen 1957 und 1963 wurden die Maqāme der vier Rechtsschulen niedergerissen.

### Die Freitagspredigt
Ibn Dschubair berichtet, dass es in der Heiligen Moschee ein spezielles Ritual für die Chutba gab. Als erstes wurde der fahrbare Minbar an die Seite der Kaaba zwischen dem Schwarzen Stein und der Irakischen Ecke geschoben. Sodann betrat der Chatīb durch das Tor des Propheten die Moschee. Er trug üblicherweise ein schwarzes golddurchwirktes Gewand und einen Turban in gleichem Stil, die ihm der abbasidische Kalif übersandt hatte. Beim feierlichen Einzug in die Moschee wurde er von zwei bannerschwenkenden Muezzinen begleitet. Vor ihm her lief eine Person, die laut mit der Peitsche knallte, so dass es jeder innerhalb und außerhalb der Moschee hörte. Auf diese Weise wurde den Menschen innerhalb und außerhalb der Moschee der Beginn der Chutba signalisiert. Der Chatīb begab sich nun zunächst zum Schwarzen Stein, küsste ihn und sprach bei ihm ein Bittgebet. Dann schritt er zum Minbar, geführt von dem Vorsteher der Muezzine im Haram, der ebenfalls schwarz gekleidet war. Er trug über der Schulter ein Schwert, das er dem Chatīb umgürtete, wenn dieser die erste Stufe des Minbars hinaufstieg. Nun wurden die Banner an der Seite des Minbars befestigt. Dann stieg der Chatīb die Stufen des Minbars hoch, wobei er auf die drei ersten Stufen und die letzte Stufe jeweils mit der Lederscheide seines Schwertes einmal laut hörbar schlug. Dann sprach er ein leises Bittgebet, begrüßte rechts und links die Menschen und wartete, bis diese seinen Gruß erwidert hatten. Nachdem die Muezzine den Adhān angestimmt hatten, begann der Chatīb mit seiner Chutba. In ihrem Rahmen sprach er auch ein Bittgebet für den Kalifen und den Emir von Mekka. Nach Abschluss der Chutba sprach er das Gebet. Danach verließ er die Moschee, wobei er von den beiden Bannerträgern begleitet wurde und der Mann mit der Peitsche ihm voranlief.
Dieses pompöse Ritual scheint sehr lange bestanden zu haben. Der ägyptische Pilgerführer Ibrāhīm Rifʿat Bāschā (gestorben 1935), der Anfang des 20. Jahrhunderts mehrfach als Führer der ägyptischen Pilgerkarawane fungierte, berichtet, dass es auch zu seiner Zeit noch vollzogen wurde. Einer der wenigen Unterschiede zu der Situation im 12. Jahrhundert bestand darin, dass die Banner nicht von Muezzinen, sondern von den Eunuchen (aġwāt) des Haram geschwenkt wurden. Außerdem war zu dieser Zeit der Minbar fest im Boden verankert. Ein anderer Bericht erwähnt, dass in der osmanischen Zeit während der Chutba ein Moscheediener auf halber Höhe des Minbar stand und immer, wenn der Chatīb den Propheten Mohammed, seine Gefährten oder den Kalifen erwähnte, die entsprechenden Eulogien bzw. Bittgebete sprach. Der Chatīb war in der osmanischen Zeit etwas anders gekleidet: Üblicherweise trug er eine breitärmelige Dschubba mit einem Turban aus weißem Musselin, der auf eine spezielle Art gewickelt war, die al-Madradsch nannte. Nachdem sich der Scherif Husain ibn ʿAlī 1916 vom Osmanischen Reich unabhängig gemacht hatte, wurde an dem Ritual der Freitagspredigt nichts geändert, doch wurde zum Abschluss der Predigt ein spezielles Bittgebet für Husain gesprochen.
Nach der saudischen Machtübernahme im Jahre 1924 wurde das jahrhundertealte Ritual, das bei der Freitagspredigt vollzogen wurde, abgeschafft und durch ein sehr einfaches Vorgehen ersetzt. Es besteht daraus, dass sich der Chatīb nach dem Gebetsruf allein zum Minbar begibt, ihn hochsteigt und die Chutba hält. Wie das übrige Moscheepersonal trägt er eine Abaya und eine Ghutra. Der Name des saudischen Herrschers wird in der Chutba nicht erwähnt.

### Die Tarāwīh-Gebete und die Chatma im Ramadan
Besonders große Bedeutung haben in der Heiligen Moschee auch die Tarāwīh-Gebete in den Nächten des Ramadan. Der umaiyadische Statthalter Chālid al-Qasrī führte für sie im frühen 8. Jahrhundert einen speziellen Ritus ein, bei dem auf zwei Rakʿas mit Koran-Rezitation jeweils eine siebenfache Umkreisung der Kaaba folgte.
Wie aus den Beschreibungen Ibn Dschubairs über das religiöse Leben in Mekka hervorgeht, bestand dieser Ritus auch im 12. Jahrhundert fort, allerdings gab es zu dieser Zeit fünf Tarāwīh-Gebetsgruppen (Schafiiten, Hanbaliten, Hanafiten, Zaiditen, Malikiten). In allen Ecken der Moschee saß ein Koran-Rezitator, der mit seiner Gruppe betete. Auf diese Weise war die ganze Moschee von dem Stimmengewirr der verschiedenen Rezitatoren erfüllt und die Stimmung war emotional sehr aufgeladen. Die Schafiiten waren bei der Verfolgung der gottesdienstlichen Übungen besonders eifrig. Sie vollzogen zunächst zehn Taslīms (= 20 Rakʿas) und führten dann einen Tawāf durch. Nach siebenmaliger Umkreisung und einer Rakʿa knallte der Imam mit der Peitsche, was das Signal für die Rückkehr zu den Tarāwīh-Gebeten war. Als die Gruppe zwei weitere Taslīms gebetet hatte, vollzog sie einen weiteren siebenmaligen Tawāf. Auf diese Weise verfuhren sie weiter, bis sie zehn weitere Taslīms gebetet hatten. Zum Abschluss beteten sie noch das Witr- und das Schafʿ-Gebet. Der hanafitische Gelehrte Ibn ad-Diyā' al-Makkī (gestorben 1450), der in Mekka als Muhtasib tätig war und eine Abhandlung verfasste, in der er verschiedene in der Heiligen Moschee praktizierte Bräuche auflistete, erwähnt diese Tarāwīh-Bräuche ebenfalls. Er berichtet, dass sich die Rezitatoren bei den Gebeten in der Lautstärke üblicherweise gegenseitig zu übertreffen versuchten und sich hinter ihnen Mukabbirūn befanden, die ihre Stimme sehr laut erhoben. An den Sitzungen nahmen gewöhnlich auch Frauen teil, die sich dafür herausputzten und parfümierten.
In den letzten fünf ungeraden Nächten des Monats (21., 23., 25., 27., 29. Ramadan) fand in der Heiligen Moschee eine Chatma, also eine feierliche Rezitation des ganzen Korans statt, zu der sich viele Männer und Frauen versammelten. Einen Teil der Rezitation übernahmen dabei jeweils die Söhne prominenter mekkanischer Persönlichkeiten. Nach der Rezitation hielten sie eine feierliche Chutba auf einem Minbar. Vor ihnen auf den Stufen des Minbar saßen Männer, die die Chutba zu bestimmten Zeitpunkten mit lauten Zwischenrufen „O Herr, o Herr“ (yā Rabb, yā Rabb) unterbrachen. Er setzte sich dann und blieb still, woraufhin die Koran-Rezitatoren weitere Teile des Korans vortrugen. Nach dem Ende der Zeremonie lud der Vater des betreffenden Knaben zu einem feierlichen Essen in seinem Haus ein. Auch diese Bräuche werden von Ibn ad-Diyā' al-Makkī erwähnt. Ihm zufolge erreichten die Feiern am 25. und 27. Ramadan ihren Höhepunkt, wenn auch die Beduinen der Umgebung nach Mekka strömten und an den Versammlungen teilnahmen. Ibn ad-Diyā' bemängelte, dass es bei diesen Versammlungen sehr laut zuging, sich Männer und Frauen vermischten und zwischen ihnen „Verlockungen“ (fitan) eintraten.
Wie den Beschreibungen Christiaan Snouck Hurgronjes zu entnehmen ist, gab es im 19. Jahrhundert in den Ramadan-Nächten in der Heiligen Moschee noch zahlreiche Tarāwīh-Gebetsgruppen. Einzelne davon wurden von 12- bis 15-jährigen Knaben geleitet, die gerade erst die Koranschule absolviert hatten und die Tarāwīh-Gebete dazu nutzten, um als Probeleistung in 20 bis 30 Nächten eine Chatma zu erbringen. Nach Abschluss der Chatma wurden Süßigkeiten gereicht.
Heute gibt es beim Tarāwīh-Gebet in der Heiligen Moschee nur noch eine Gebetsgruppe. Die offiziellen Imame beten 23 Rakʿas zusammen mit dem Witr-Gebet und schließen die Koranrezitation ein oder zwei Tage vor Monatsende ab. Der Imam führt zum Abschluss der Koranrezitation bei der letzten Rakʿa der Tarāwīh-Gebete ein Bittgebet durch. In den letzten zehn Tagen des Monats wird an das Tarāwīh-Gebet noch ein Tahaddschud-Gebet mit zehn Rakʿas angeschlossen. Das Witr-Gebet wird dann damit verbunden. Gewöhnlich lösen sich zwei Imame bei den Tarāwīh ab.

### Totengebete
Al-Azraqī berichtet, dass es zu seiner Zeit drei Tore gab, bei denen man das Gebet für die Toten sprach, das al-ʿAbbās-Tor, das Banū-Schaiba-Tor und das as-Safā-Tor. Am al-ʿAbbās-Tor und am as-Safā-Tor befanden sich auch Örtlichkeiten, um die Leichenwaschung durchzuführen. Al-Azraqī berichtet auch, dass man in der vergangenen Zeit für bekannte Persönlichkeiten das Totengebet in der Heiligen Moschee selbst gesprochen hatte.
In späterer Zeit wurde es wieder Brauch, die Toten zum Gebet in die Moschee zu bringen. Der hanafitische Gelehrte Ibn ad-Diyā' al-Makkī (gestorben 1450) berichtet, dass zu seiner Zeit für alle Toten das Totengebet in der Heiligen Moschee gesprochen wurde, und man es für berühmte Persönlichkeiten und Notabeln (aʿyān) bei der Tür der Kaaba sprach. In früheren Zeiten sei dies ein Privileg der Scherifen und der Stammesangehörigen der Quraisch gewesen. Die Toten wurden anschließend durch das „Tor der Leichenzüge“ (Bāb al-Ǧanāʾiz) herausgetragen, das daher seinen Namen hat. Die Scherifen pflegten die Toten zur Zeit Ibn ad-Diyā' al-Makkī auch sieben Mal um die Kaaba herumzutragen, was der Autor selbst als eine hässliche Bidʿa betrachtete. Für Arme und Verstoßene wurde das Totengebet am Hazwara-Tor gesprochen. Wie der mekkanische Geschichtsschreiber Muhammad as-Sabbāgh (gestorben 1903) mitteilt, wurde zu seiner Zeit für alle Menschen, Männer und Frauen, Freie und Sklaven, Gelehrte und Scherifen, das Totengebet bei der Tür der Kaaba verrichtet. Der Leichenzug verließ die Moschee durch das Banū-Schaiba-Tor oder irgendein anderes Tor. Die Toten wurden aber nicht mehr um die Kaaba herumgetragen.

### Andere populäre Bräuche
Daneben wurden im Mittelalter und in der Frühen Neuzeit noch verschiedene andere festliche Anlässe in der Heiligen Moschee begangen. Hierzu gehörten die Lailat ar-raghā'ib am Anfang des Monats Radschab, die Nacht zur Mitte des Monats Schaʿbān und die Nacht vor dem Prophetengeburtstag am 12. Rabīʿ al-auwal. In all diesen Nächten fanden religiöse Versammlungen in der Heiligen Moschee statt, bei denen es sehr laut zuging und sich auch die Geschlechter mischten. In der Nacht auf den Prophetengeburtstag versammelten sich die Teppichbreiter (farrāšūn) mit Kerzen und Laternen in der Heiligen Moschee und brachten den Chatīb in einem festlichen Umzug von der Heiligen Moschee zur Moschee am Geburtsort des Propheten, wobei auch Feuerwerkskörper abgeschossen wurden. Die zusätzliche Beleuchtung an den vier Maqāmen in den heiligen Nächten führte dazu, dass dort laute ausgelassene Versammlungen mit Lachen und Geschrei stattfanden. Sehr fröhlich ging es auch zu, wenn es in Mekka zu Regenfällen kam. Wie Ibn ad-Diyā' al-Makkī berichtet, war es dann üblich, dass Erwachsene und Kinder, darunter auch viele Sklavinnen, barfuß mit Schläuchen, Krügen und Kannen in die Heilige Moschee kamen und diese Gefäße unter großem Getöse und Geschrei mit Wasser aus der Regenrinne der Kaaba auffüllten.
Andere populäre Bräuche knüpften sich an die Erwartung, al-Chidr in der Heiligen Moschee treffen zu können. Diese Erwartung existierte, weil es verschiedene Berichte gab, wonach al-Chidr regelmäßig die Heilige Moschee besucht. Der mekkanische Gelehrte ʿAlī al-Qārī (gestorben 1606), der eine Abhandlung über al-Chidr verfasste, berichtet darin, dass sich zu seiner Zeit am ersten Samstag des Monats Dhū l-Qaʿda Frauen und Männer zur Zeit des Abendgebets beim Hazwara-Tor zu versammeln pflegten, in der Annahme, dass der Erste, der zu jenem Zeitpunkt aus der Heiligen Moschee herauskomme, al-Chidr sei. Diese Vorstellung war wahrscheinlich mit endzeitlichen Erwartungen verbunden, denn, wie der Autor in derselben Abhandlung berichtet, sagte man zu seiner Zeit, dass Chidr jeden Freitag in der Heiligen Moschee mit dem Mahdi und Jesus zusammentreffe.

## Geschichte des sozialen Lebens: die verschiedenen Personengruppen

### Die Verwaltung: vom „Scheich des Haram“ zum Generalpräsidium
Die Verwaltung der Heiligen Moschee lag bis zur Mamlukenzeit in der Hand der Statthalter von Mekka bzw. der scherifischen Emire von Mekka, wenn diese größere Unabhängigkeit gegenüber den die Oberherrschaft ausübenden islamischen Dynastien erlangten. Während der Zeit der osmanischen Oberherrschaft über Mekka (1517–1916) war die Verwaltung der Heiligen Moschee dem osmanischen Gouverneur in Dschidda anvertraut. Er führte den Titel „Scheich des Haram“ (šaiḫ al-ḥaram) und war für die gesamten frommen Stiftungen zur Unterhaltung der Heiligen Moschee zuständig.
Der Gouverneur von Dschidda ernannte ab dem 18. Jahrhundert für die Belange der Heiligen Moschee regelmäßig einen Bevollmächtigten, der vom Emir von Mekka in seinem Amt bestätigt wurde. Dieses Amt des „Haram-Bevollmächtigten“ (nāʾib al-ḥaram) blieb bis zur Mitte des 20. Jahrhunderts auf eine Familie beschränkt. Dem Haram-Bevollmächtigten unterstand das gesamte Personal der Heiligen Moschee. Hierzu gehörten die Imame, die Chatībs, die Eunuchen (aġawāt), die Ordnungshüter (mušiddūn), die Zamzam-Scheiche (zamāzima), die Teppichbreiter (farrāšūn), die Kehrer (kannāsūn) und alle anderen Bediensteten.
Im 19. Jahrhundert richteten die Osmanen eine Stiftungsbehörde mit einem eigenen Direktor ein, der als „Direktor der Stiftungen“ (mudīr al-auqāf) bezeichnet wurde. Er war zuständig für die Verwaltung des Stiftungsvermögens und die Auszahlung der Gehälter des Moscheepersonals sowie für Verteilung der jährlichen Nahrungsmittelzuteilungen, die von außerhalb nach Mekka gebracht wurden. Er führte darüber Listen, auf denen die einzelnen Berechtigten verzeichnet waren. Auf dieser Liste standen auch die Pförtner der Kaaba aus der Familie der Banū Schaiba. Die Stiftungsbehörde war verwaltungsmäßig dem Scheich des Haram unterstellt, fiskalisch gehörte sie jedoch zur Stiftungsverwaltung der Hohen Pforte in Istanbul. Anfang des 20. Jahrhunderts gab es an der Heiligen Moschee insgesamt ungefähr 700 Amtsträger. Die meisten der Ämter waren erblich.

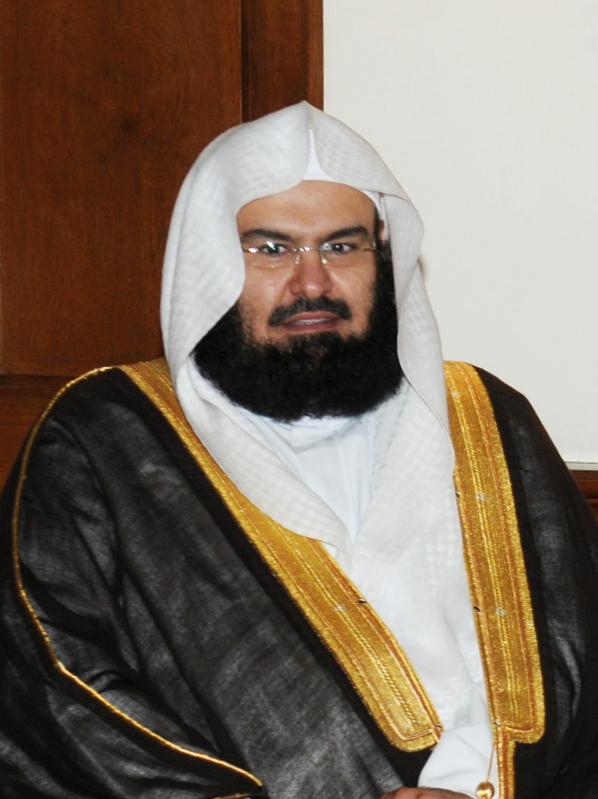
ʿAbd ar-Rahmān as-Sudais, seit 1984 Imam und Chatīb der Heiligen Moschee

Nach der saudischen Einnahme des Hedschas bestätigte König ʿAbd al-ʿAzīz den „Haram-Bevollmächtigten“ (nāʾib al-ḥaram) as-Saiyid Hāschim ibn Sulaimān ibn Ahmad in seinem Amt und unterstellte ihm als neu geschaffene Behörde für die Verwaltung der Heiligen Moschee das Haram-Direktorium (maǧlis idārat al-ḥaram). Die Gehälter der Moscheebediensteten wurden fortan vom saudischen Staat bezahlt. Nach der ersten Erweiterung der Moschee und der Zunahme der Pilgerzahlen ergab sich die Notwendigkeit einer Neuordnung der Verwaltung und Dienstleistungen, auf die der Staat am 4. Ramadan 1384 (= 7. Januar 1965) mit der Schaffung des „Generalpräsidiums für die religiöse Aufsicht über die Heilige Moschee“ (ar-riʾāsa al-ʿāmma li-l-išrāf ad-dīnī li-l-masǧid al-ḥarām) reagierte. Am 6. Dhū l-Qaʿda 1397 (= 19. Oktober 1977) ging auf königlichen Befehl die Verantwortung über die Heilige Moschee auf die neu geschaffene „Verwaltung der beiden Heiligen Stätten“ (Idārat al-ḥaramain aš-šarīfain) über, der auch die Verwaltung der Prophetenmoschee in Medina übertragen wurde. Diese Behörde wurde am 7. Dschumādā II 1407 (= 7. Februar 1987) in „Generalpräsidium für die Angelegenheiten der Heiligen Moschee und der Prophetenmoschee“ (ar-Riʾāsa al-ʿāmma li-šuʾūn al-masǧid al-ḥarām wa-l-masǧid an-nabawī) umbenannt. Die Behörde wird seit 2012 von ʿAbd ar-Rahmān as-Sudais geleitet. Er fungiert bereits seit 1984 als Imam und Chatīb der Heiligen Moschee.

### Das kultische Personal
Zum kultischen Personal der Heiligen Moschee gehörten die Imame, die Chatībs, die Muezzine, die Eunuchen (aġawāt), die Zamzam-Scheiche (zamāzima), die Teppichbreiter (farrāšūn) und die Kehrer (kannāsūn). Wie der mekkanische Geschichtsschreiber al-Fāsī (gestorben 1429) berichtet, erhielten die Bediensteten der Moschee zu seiner Zeit ein Gehalt (ǧāmakīya) aus Ägypten. Im Jahre 1537 gab es an der Heiligen Moschee sieben schafiitische Imame, jeweils drei hanafitische und malikitische Imame und zwei hanbalitische Imame. Im 17. Jahrhundert stieg die Anzahl der hanafitischen Imame auf insgesamt 14 an. Der starke Anstieg erklärt sich daraus, dass das Osmanische Reich der hanafitischen Lehrrichtung folgte.
Die verschiedenen kultischen Ämter in der Moschee waren zum großen Teil bestimmten alteingesessenen Familien vorbehalten. Das Amt des Chatībs zum Beispiel wurde im 16. und 17. Jahrhundert nur in drei Familien weitergegeben, den Tabarīyūn, den Zahīrīyūn und den Nuwairīyūn. Die Anzahl der Chatībs aus diesen Familien war Anfang des 17. Jahrhunderts allerdings so groß, dass jeder von ihnen nur ungefähr alle vier Monate an der Reihe war.
Die Eunuchen werden auch im Reisebericht von Ali Bey erwähnt, der die in Mekka herrschende Situation Anfang des 19. Jahrhunderts beschreibt. Er berichtet, dass zur Heiligen Moschee vierzig schwarze Eunuchen gehörten, die als die Wächter und Diener des Gotteshauses dienten und als Erkennungszeichen einen langen weißen Kaftan trugen. Anfang des 20. Jahrhunderts gab es an der Heiligen Moschee insgesamt 122 Imame und Chutba-Prediger (davon 79 Hanafiten, 24 Schafiiten, 14 Malikiten und fünf Hanbaliten), 52 Eunuchen, 41 Muezzine, acht Lampenanzünder, zwölf Teppichbreiter und 20 Kehrer.

### Torwächter und andere Ordnungskräfte
Zur Aufrechterhaltung der Ordnung sind an der Heiligen Moschee zahlreiche Torwächter beschäftigt. Einer der frühesten Belege für die Existenz dieser Torwächter ist ein Dekret des mamlukischen Sultans Barsbay aus dem Jahre 1427. Darin wird verfügt, dass die früheren Torwächter, die Qādīs und Rechtsgelehrte (!) waren, entlassen werden und neue Torwächter ernannt werden sollten, die keinem Handwerk und keinem anderen Gewerbe oder Beruf nachgingen und selber zu den Bedürftigen gehörten. Einem jeden von ihnen wurde ein Tor übertragen, für das er von nun an verantwortlich war. Die Torwächter mussten Tag und Nacht bei ihrem jeweiligen Tor bleiben und durften sich nur im Notfall davon entfernen. Sie mussten ihr Tor regelmäßig fegen, besprengen und säubern und mussten Hunde, Wasserschläuche tragende Sklavinnen und Kamele davon abhalten, die Moschee zu betreten und als Durchgangsweg zu benutzen. Als jährliches Gehalt legte der Sultan für jeden Torwächter einen Betrag von zehn Aschrafis fest, der aus den Haramain-Stiftungen in Ägypten bezahlt und mit der Pilgerkarawane geschickt wurde. Auch die Osmanen wiesen den einzelnen Toren jeweils Torwächter zu. Sie sollten dafür sorgen, dass keine Hunde oder andere Tiere in die Moschee gelangten. Allerdings erfüllten sie ihre Aufgabe wohl nur in unzureichender Weise. ʿAlī at-Tabarī (gestorben 1660) berichtet, dass er häufig in der Nacht und sogar am helllichten Tag Hunde in der Moschee herumstreunen sah. Anfang des 20. Jahrhunderts waren an der Heiligen Moschee 30 Torwächter beschäftigt. Die meisten von ihnen waren Jemeniten, zwei waren Kurden.
Im 15. Jahrhundert gab es verschiedene Personen, die mit Billigung der Obrigkeit in der Heiligen Moschee Hisba-Aktivitäten nachgingen. Einer von ihnen war der türkische Emir Taghrībirmisch ibn Yūsuf (gestorben 1420), der im Jahre 1415 verschiedene Verbote durchsetzte. So durften Muezzine nachts von den Minaretten aus keine Lobgedichte mehr auf den Propheten rezitieren; Lobdichter (maddāḥūn) durften in den Zeiten, in denen sich üblicherweise viele Menschen in der Moschee versammelten, keine Gedichte mehr vortragen; bei den Chatma-Zeremonien in den Ramadan-Nächten durften Knaben keine Ansprachen mehr halten; und in den Heiligen Nächten durften auf den Maqāmen der vier Rechtsschulen keine Fackeln mehr angezündet werden, weil diese Praktiken zu lauten Versammlungen führten, die diejenigen, die zu dieser Zeit den Umlauf vollzogen oder beteten, störten, und sich außerdem bei diesen Anlässen Männer und Frauen vermischten. Ibn ad-Diyā' al-Makkī (gestorben 1450), der in Mekka als Qādī und Muhtasib tätig war, verfasste in dieser Zeit eine Abhandlung, in der er eine Anzahl von in der Heiligen Moschee praktizierten Bräuchen und Verhaltensweisen auflistete, die seiner Auffassung nach verboten gehörten, weil sie mit einem unzulässigen Erheben der Stimme (rafʿ aṣ-ṣaut) verbunden waren. Die Abhandlung hatte den Titel „Bewahrung der Heiligen Moschee von den unzulässige Neuerungen der unwissenden Volksmassen“ (Tanzīh al-Masǧid al-Ḥarām ʿan bidaʿ al-ǧahala al-ʿawāmm) und ist nur in einer Kurzversion (muḫtaṣar) erhalten. Zu den „Verwerflichkeiten“ (munkarāt), die Ibn ad-Diyā' al-Makkī in seiner Abhandlung aufführt, gehörten auch die religiösen Versammlungen, die in der Lailat ar-raghā'ib, in Nacht zur Mitte des Monats Schaʿbān und in der Nacht auf den Prophetengeburtstag stattfanden. Einige von Ibn ad-Diyās Beschreibungen haben einen hohen alltagsgeschichtlichen Wert. Einen Großteil seiner Abhandlung widmete Ibn ad-Diyā' al-Makkī dem Nachweis, dass das Erheben der Stimme in der Heiligen Moschee verboten ist. Dafür führt er Aussagen aus Koran und Sunna sowie von Prophetengefährten und Gelehrten der vier sunnitischen Rechtsschulen an.
Anfang des 20. Jahrhunderts gab es an der Heiligen Moschee insgesamt zehn Ordnungshüter (mušiddūn) und 30 Torwächter. König Husain ibn ʿAlī stattete 1918 die Heilige Moschee mit einer eigenen Polizeieinheit aus, die die Aufgabe hatte, Dieben und Kriminellen das Handwerk zu legen und aufgefundene Sachen einzusammeln und anzuzeigen. Diese „Polizei der Heiligen Moschee“ (šurṭat al-masǧid al-ḥarām), die bis heute weiterbesteht, wurde unter der saudischen Herrschaft ausgebaut und durch Einsatzkräfte des „Komitees für das Gebieten des Rechten und Verbieten des Verwerflichen“ verstärkt, die ebenfalls in der Heiligen Moschee verstreut sind. Gemeinsam sorgen die Einsatzkräfte der beiden Einheiten für Ordnung, haben ein Auge auf Taschendiebe und andere Kriminelle und nehmen sie gegebenenfalls fest.

### Die islamische Gelehrsamkeit
Schon seit der Frühzeit des Islams ist die Heilige Moschee ein Ort für die Pflege der religiösen Wissenschaften des Islams. So war es im 15. Jahrhundert auch verbreitet, dass in der Moschee Knaben unterrichtet wurden, wobei es zum Teil sehr laut zuging. Wenn der Unterricht in der Nacht erfolgte, brachten die Schüler üblicherweise mit einem Windschutz versehene Kerzen mit, die sie im Lehrzirkel vor sich hinstellten, damit sie ihre Bücher lesen konnten.
Der osmanische Gelehrte Eyüb Sabri Pascha berichtet in seinem 1884 veröffentlichten Werk über Mekka, dass es zu seiner Zeit 120 Lehrer im Haram gab. 60 davon waren besoldet, wobei sie jährliche Gehälter von 100 bis 500 Piaster bezogen. Zu den 15 Personen, die das höchste Gehalt von 500 Piaster bezogen, gehörten die Muftis der vier sunnitischen Lehrrichtungen. Wie Snouck Hurgronje berichtet, wurden die Gelehrten der Moschee vom „Scheich der Gelehrten“ (šaiḫ al-ʿulamāʾ) angeführt, der „mit mehr oder weniger Rücksicht auf die Wünsche der Gelehrten“ von der Regierung ernannt wurde. Meistens bekleidete der Mufti der Schafiiten dieses Amt. Der Scheich nahm die den Gelehrten zugedachten Geschenke in Empfang und verteilte sie unter ihnen, bestimmte über die Neubesetzung besoldeter Stellen, erteilte die Lizenzen, die notwendig waren, um in der Moschee Vorlesungen halten zu dürfen, und nahm dafür auch Prüfungen ab. Gelehrte, die gerade ihrer Lehrerexamen bestanden hatten, gaben, wenn sie wohlhabend waren, üblicherweise anschließend in ihrer Wohnung eine festliche Mahlzeit.
Anfang des 20. Jahrhunderts scheint der Lehrbetrieb in eine Krise geraten zu sein. Im Jahre 1913 beauftragte der Scherif Husain ibn ʿAlī den „Vorsteher der Gelehrten“ (raʾīs al-ʿulamāʾ) ʿAbdallāh ibn ʿAbd ar-Rahmān Sirādsch, 15 Gelehrte, einen Sekretär und zwei Inspektoren auszuwählen und ihnen ein monatliches Gehalt festzusetzen, „damit durch sie die Wissenschaft in der Heiligen Moschee wiederbelebt“ werde. Die Maßnahme wurde damit begründet, dass viele Gelehrte vorher aufgrund finanzieller Schwierigkeiten ihre Lehrtätigkeit in der Heiligen Moschee hatten aufgeben müssen. Der Scheich wurde gleichzeitig beauftragt, eine neue Ordnung für den Lehrbetrieb in der Heiligen Moschee auszuarbeiten. Die neue Ordnung, die 23 Artikel umfasste und am 28. November 1913 von den 15 Gelehrten und den vier Muftis von Mekka angenommen und unterschrieben wurde, hatte den Titel aṭ-Ṭawāliʿ as-sanīya fī niẓām at-tadrīs al-ǧadīd bi-masǧid Makka al-maḥmīya („Die leuchtenden Sterne über die neue Lehrordnung in der wohlbehüteten Moschee Mekkas“).

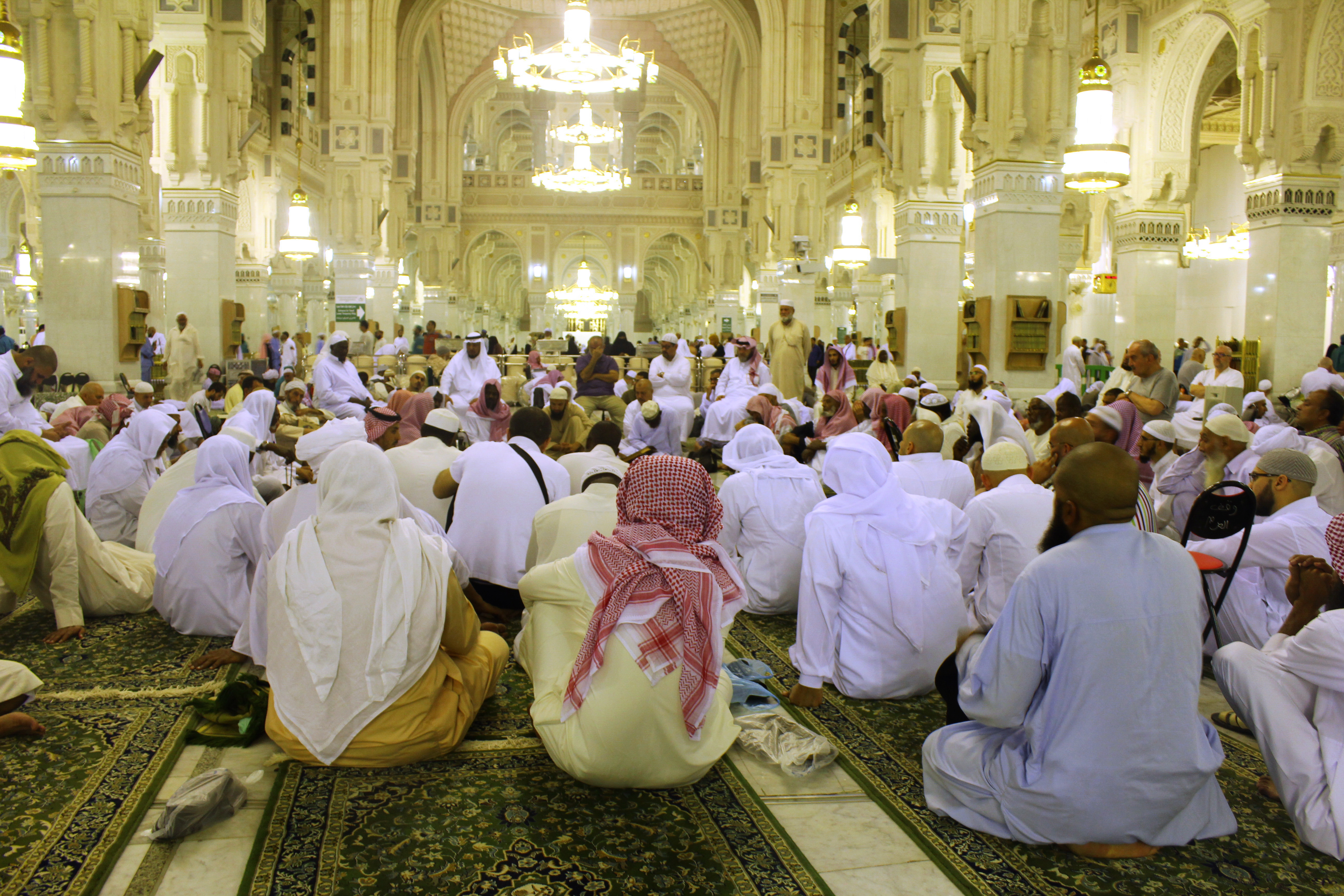
Ein Lehrzirkel im westlichen Anbau der Heiligen Moschee, 2015

Nach dieser Ordnung hatten die beiden Inspektoren den Lehrbetrieb in der Moschee zu kontrollieren und sicherzustellen, dass die besoldeten Lehrer ihren Lehrverpflichtungen nachkamen und die Bücher, aus denen die unbesoldeten Lehrer lasen, nicht im Widerspruch zur sunnitischen Lehre und zur guten Sitte standen. Verstöße hatten die Inspektoren dem Vorsteher der Lehrer zu melden. Der Unterricht in der Heiligen Moschee hatte im Allgemeinen auf arabischer Sprache stattzufinden, allerdings durften die Lehrer nicht-arabischen Studenten die Inhalte der Bücher, die sie mit ihnen lasen, in ihrer Sprache erklären. Zugelassene Unterrichtsfächer waren Tauhīd, Koranexegese, Hadith, Fiqh, Usūl al-fiqh, Hadith-Theorie, Arabische Grammatik und Morphologie, Semantik, Rhetorik, Tropenlehre, Logik, Geschichte, frühislamische Biographien und Mathematik. Studenten, die selbst eine Lehrbefugnis zum Unterrichten in der Heiligen Moschee erhalten wollten, mussten sich dafür einer Prüfung in den sechs Fächern Fiqh, Grammatik, Morphologie, Semantik, Rhetorik und Tropenlehre unterziehen.
In den 1920er Jahren gab es in der Heiligen Moschee insgesamt 107 Lehrer. 44 davon waren besoldet und erhielten ein Gehalt von 100 bis 500 Piaster. Die übrigen Lehrer waren ehrenamtlich tätig. Es gab mehrere hundert Studenten, von denen die meisten aus Südostasien stammten. Sie arbeiteten in ihrer Freizeit, um sich den Lebensunterhalt zu verdienen. Unter dem saudischen König ʿAbd al-ʿAzīz ging die Aufsicht über die Lehrer der Heiligen Moschee an die Wissenschaftliche Kommission (haiʾa ʿilmīya) über, die unter der Autorität des Ober-Qādīs (raʾīs al-quḍāt) von Mekka gestellt wurde. Diese Kommission organisierte 1928 auch ein spezielles religiöses Trainingsprogramm für in Mekka tätige Wallfahrtsführer (muṭauwifūn).

### Geschlechterordnung: Frauen und Männer
In der frühislamischen Zeit war es üblich, dass sich beim Umlauf um die Kaaba die Frauen unter die Männer mischten. Der umaiyadische Statthalter Chālid al-Qasrī ordnete im frühen 8. Jahrhundert jedoch an, dass Männer und Frauen fortan beim Umlauf getrennt wurden. Zur Überwachung dieser Geschlechtertrennung wurden bei jeder Ecke der Moschee Wachen postiert. Sie waren mit Peitschen ausgestattet und trennten damit Männer und Frauen. Diese Ordnung wurde mindestens bis zur frühen Abbasidenzeit aufrechterhalten. Ibn Dschubair beschreibt, dass zu seiner Zeit der Tawāf der Frauen am äußersten Ende des mit Steinplatten ausgelegten Platzes rund um die Kaaba stattfand. ʿAlī ibn al-Hasan al-Hāschimī, der 869/870 zum Statthalter von Mekka ernannt wurde, führte die Neuerung ein, dass auch die Sitzplätze der Frauen und Männer in der Moschee getrennt wurden. Er ließ die Säulen, bei denen die Frauen zu sitzen pflegten, mit Seilen verbinden. Die Frauen nahmen dann hinter diesen Seilen Platz, wenn sie in der Moschee sitzen wollten, die Männer auf der anderen Seite.
Auch bei der Organisation des Gebets trat im Laufe der Zeit eine Verschärfung ein. In frühislamischer Zeit war es noch üblich, dass die Frauen in der Heiligen Moschee beteten. Selbst der Prophetengefährte ʿAbdallāh ibn Masʿūd, der ansonsten urteilte, dass es für Frauen das Beste sei, wenn sie nicht in der Moschee, sondern zu Hause beteten, befürwortete das Gebet von Frauen in der Heiligen Moschee, weil diese Moschee seiner Auffassung nach eine Ausnahme bildete. Bis zum 19. Jahrhundert beteten die Frauen in der Heiligen Moschee zusammen mit den Männern, wobei allerdings die Männer vorne beteten, während die Frauen hinten hinter den Knaben beteten. Der Scherif ʿAun al-Rafīq (reg. 1882–1905) führte erstmals eine Trennung zwischen dem Gebetsort der Männer und der Frauen ein. Er ließ auf dem Hof der Moschee eine Fläche durch eine zwei Meter hohe Scheidewand abtrennen, so dass eine Einfriedung entstand. Der ägyptische Karawanenführer Rifʿat Bāschā sah diese Trennwand 1903. Der mekkanische Gelehrte Muhammad Tāhir al-Kurdī (gestorben 1980) urteilte sogar, dass es in der Gegenwart wegen der „großen Lasterhaftigkeit“ (kaṯrat al-fasād) für Frauen allgemein besser sei, nicht in der Heiligen Moschee, sondern zu Hause zu beten, womit er sich gegen die Auffassung von ʿAbdallāh ibn Masʿūd stellte.
Frauen konnten und können aber in der Heiligen Moschee Unterricht erhalten. Snouck Hurgronje berichtet zum Beispiel, dass in den Jahren 1884/85 ein Gelehrter aus dem Hadramaut namens Muhammad Bā Busail Frauen Unterricht in Fiqh, Glaubenslehre, Hadith und Adab erteilte. Auch heute noch gibt es in der Heiligen Moschee eigene Kurse für Frauen.

### Gewerbetreibende und Bettler
Zum Erscheinungsbild der Heiligen Moschee gehörten auch lange Zeit Gewerbetreibende und Bettler. Wie Ibn Battūta berichtet, waren zu seiner Zeit die Steinbänke auf der Nordseite der Heiligen Moschee häufig von Koranrezitatoren, Kopisten und Schneidern besetzt, die hier ihre Dienste anboten. Aus der Hisba-Abhandlung Ibn ad-Diyā' al-Makkīs geht hervor, dass im 15. Jahrhundert in der Heiligen Moschee der Verkauf und Kauf von Waren, besonders während der Haddsch-Saison, sehr verbreitet war. Weitere in der Heiligen Moschee verbreitete Verhaltensweisen, von denen Ibn ad-Diyā' al-Makkī meinte, dass sie bekämpft werden müssten, waren das Anbetteln von Leuten durch Arme, das laute Rufen von Wasserträgern, die den Leuten in der Moschee zu trinken gaben, das Sitzen von Schneidern an den Seiten der Moschee, die dort öfter in laute verbale Auseinandersetzungen verwickelt waren, sowie der Durchzug von Lastträgern, die den Besuchern der Moschee Waren und Speisen verkauften.
Wie John Lewis Burckhardt berichtet, saßen am Anfang des 19. Jahrhunderts arabische Frauen im Moscheehof auf Strohmatten und verkauften Hirse- und Gerstenkörner an die Pilger, die damit die Tauben des Haram fütterten. Burckhardt erzählt, dass einige dieser Frauen „öffentliche Frauen“ gewesen seien, die den Verkauf von Körnern für die „Heiligen Tauben“ nur als Vorwand genutzt hätten, um sich den Pilgern zur Schau zu stellen und mit ihnen Verhandlungen führen zu können.
Der ägyptische Gelehrte Muhammad Labīb al-Batānūnī (gestorben 1938), der 1910 nach Mekka reiste, berichtet, dass sich zu seiner Zeit im westlichen Außenhof der Moschee am Ibrāhīm-Tor tausende (sic!) verarmte Pilger aus Westafrika, Indien und dem Maghreb befanden, die dort von den Almosen der Moscheebesucher lebten. Viele von ihnen waren Invaliden und konnten sich nicht bewegen. Nach al-Batānūnī waren die meisten dieser Invaliden ehemalige Sklaven mekkanischer Haushalte, die von ihren Herren auf die Straße gesetzt worden waren, nachdem sie aus Altersgründen oder aufgrund eines Gebrechens nicht mehr arbeiten konnten.

## Überfälle und Entweihungen
Im Laufe der Geschichte kam es mehrmals zu Überfällen auf die Heilige Moschee. So fielen im Jahre 930 die Bahrain-Karmaten während der Wallfahrtszeremonien in Mekka ein, richteten in der Moschee ein Massaker unter den Pilgern an, brachen den Schwarzen Stein aus der Kaaba und entführten ihn nach al-Ahsā' in Ostarabien. Während der Wallfahrt des Jahres 1415 kam es zu heftigen Auseinandersetzungen zwischen dem Emir der ägyptischen Pilgerkarawane und der mekkanischen Schutzwache. Hierbei stürmten während des Freitagsgottesdienstes Männer der Schutzwache auf ihren Pferden in die Moschee und drangen bis zum Maqām der Hanafiten vor, wo ihnen Türken und Pilger entgegentraten. Es entspann sich ein bewaffneter Kampf, der mit der Vertreibung der Mekkaner aus der Moschee endete. Da die Spannungen mit den Mekkanern noch nicht beseitigt waren, ließ der Emir der Pilgerkarawane am Abend die Tore der Moschee bis auf drei zunageln und die Pferde in die Moschee bringen, wo sie in die östliche Halle gestellt wurden. Erst am Folgetag schlossen die beiden Parteien Frieden. Mehrere Männer, die an den Kämpfen beteiligt gewesen waren, starben später an ihren Wunden. Der bewaffnete Kampf, das Blutvergießen und die nächtliche Unterbringung der Pferde in der Moschee, die dort Mist ließen, wurden als eine schwere Entweihung des Gebäudes betrachtet.
Am 26. Ramadan 1081 (= 6. Februar 1671) drang während der Freitagspredigt ein mit einem Schwert bewaffneter Mann in die Moschee an, rief auf Persisch, dass er der Mahdi sei, und griff den Chatīb an. Er wurde von der Volksmenge verprügelt, aus der Moschee gebracht und auf dem al-Muʿallā-Friedhof auf einem Scheiterhaufen verbrannt.

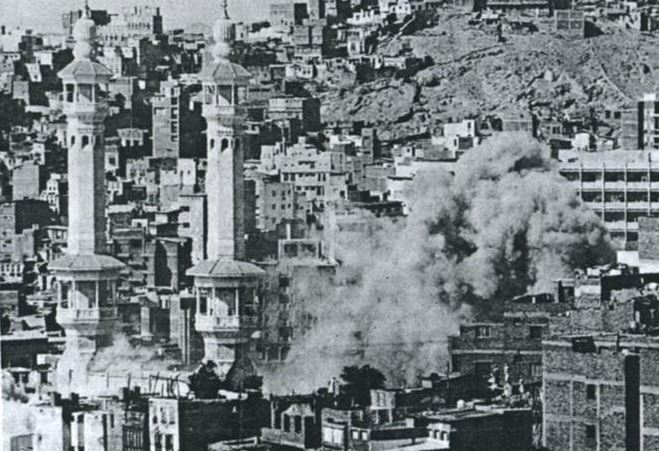
Rauchwolke über der Heiligen Moschee während der Besetzung 1979

Besonders bekannt ist die Besetzung der Heiligen Moschee am 20. November 1979 durch etwa 500 wahhabitische Ichwān unter Führung von Dschuhaimān al-ʿUtaibī. Die von eschatologischen Vorstellungen angetriebenen Aufständischen erklärten, dass das Ende der Welt bevorstehe und der Mahdi in Gestalt von Muhammad ibn ʿAbdallāh al-Qahtānī gekommen sei. Die Besetzung der Moschee dauerte fast zwei Wochen und konnte nur durch militärisches Eingreifen beendet werden. Viele Angehörige der saudischen Armee und der saudischen Nationalgarde, die bei der Operation zum Einsatz kamen, weigerten sich anfangs aufgrund von religiösen Bedenken, die Heilige Moschee anzugreifen. Dreizehn von ihnen wurden später hingerichtet. Bei der Operation rissen Mannschaftstransportwagen mehrere Tore der Moschee nieder, und es wurden fünf der sieben Minarette der Moschee zerstört.

## Belege
1. ↑  aṣ-Ṣabbāġ: Taḥṣīl al-marām fī aḫbār al-bait al-ḥarām. 2004, S. 414.
2. ↑  Al-Kurdī: at-Tārīḫ al-qawīm li-Makka wa-bait Allāh al-karīm. 2000, Bd. V, S. 62.
3. 1 2 3  al-Azraqī: Aḫbār Makka wa-mā ǧāʾa fī-hā min al-āṯār. 2003, S. 593.
4. ↑  Al-Kurdī: at-Tārīḫ al-qawīm li-Makka wa-bait Allāh al-karīm. 2000, Bd. IV, S. 389f.
5. ↑  aṭ-Ṭabarī: at-Tārīḫ ar-rusul wa-l-mulūk. Ed. M. J. De Goeje. Brill, Leiden, 1893. Bd. II, S. 2528. Digitalisat
6. ↑  aṭ-Ṭabarī: at-Tārīḫ ar-rusul wa-l-mulūk. Ed. M. J. De Goeje. Brill, Leiden, 1893. Bd. II, S. 2811. Digitalisat
7. ↑  al-Azraqī: Aḫbār Makka wa-mā ǧāʾa fī-hā min al-āṯār. 2003, S. 593f.
8. ↑  al-Azraqī: Aḫbār Makka wa-mā ǧāʾa fī-hā min al-āṯār. 2003, S. 594.
9. 1 2 3  al-Fāsī: az-Zuhūr al-muqtaṭafa min tārīḫ Makka al-mušarrafa. 2001, S. 131.
10. ↑  al-Azraqī: Aḫbār Makka wa-mā ǧāʾa fī-hā min al-āṯār. 2003, S. 595.
11. ↑  al-Azraqī: Aḫbār Makka wa-mā ǧāʾa fī-hā min al-āṯār. 2003, S. 596.
12. 1 2  al-Azraqī: Aḫbār Makka wa-mā ǧāʾa fī-hā min al-āṯār. 2003, S. 597.
13. ↑  al-Azraqī: Aḫbār Makka wa-mā ǧāʾa fī-hā min al-āṯār. 2003, S. 591f.
14. 1 2  al-Azraqī: Aḫbār Makka wa-mā ǧāʾa fī-hā min al-āṯār. 2003, S. 598.
15. 1 2  al-Azraqī: Aḫbār Makka wa-mā ǧāʾa fī-hā min al-āṯār. 2003, S. 599.
16. ↑  al-Azraqī: Aḫbār Makka wa-mā ǧāʾa fī-hā min al-āṯār. 2003, S. 600.
17. ↑  al-Azraqī: Aḫbār Makka wa-mā ǧāʾa fī-hā min al-āṯār. 2003, S. 601.
18. ↑  Siehe dazu Vincenzo Strika: “A Ka‘bah Picture in the Iraq Museum” in Sumir 32 (1976) 195–201.
19. ↑  Wüstenfeld: Geschichte der Stadt Mekka. 1861, S. 162.
20. ↑  Wüstenfeld: Geschichte der Stadt Mekka. 1861, S. 163.
21. ↑  al-Azraqī: Aḫbār Makka wa-mā ǧāʾa fī-hā min al-āṯār. 2003, S. 605f.
22. 1 2  al-Azraqī: Aḫbār Makka wa-mā ǧāʾa fī-hā min al-āṯār. 2003, S. 609f.
23. 1 2  al-Azraqī: Aḫbār Makka wa-mā ǧāʾa fī-hā min al-āṯār. 2003, S. 610 f.
24. ↑  Wüstenfeld: Geschichte der Stadt Mekka. 1861, S. 171.
25. ↑  al-Azraqī: Aḫbār Makka wa-mā ǧāʾa fī-hā min al-āṯār. 2003, S. 612 f.
26. 1 2  Wüstenfeld: Geschichte der Stadt Mekka. 1861, S. 172.
27. ↑  al-Azraqī: Aḫbār Makka wa-mā ǧāʾa fī-hā min al-āṯār. 2003, S. 614.
28. ↑  al-Azraqī: Aḫbār Makka wa-mā ǧāʾa fī-hā min al-āṯār. 2003, S. 630f.
29. 1 2 3  Ibn Baṭṭūṭa: Riḥla. 1987, S. 146. – Englische Übersetzung, S. 193.
30. ↑  al-Azraqī: Aḫbār Makka wa-mā ǧāʾa fī-hā min al-āṯār. 2003, S. 633.
31. ↑  al-Azraqī: Aḫbār Makka wa-mā ǧāʾa fī-hā min al-āṯār. 2003, S. 633f.
32. 1 2  al-Azraqī: Aḫbār Makka wa-mā ǧāʾa fī-hā min al-āṯār. 2003, S. 634 f.
33. ↑  Wüstenfeld: Geschichte der Stadt Mekka. 1861, S. 207–209.
34. 1 2  Quṭb ad-Dīn an-Nahrawālī: Kitāb al-Iʿlām bi-aʿlām bait Allāh al-ḥarām. 1857, S. 148.
35. ↑  al-Azraqī: Aḫbār Makka wa-mā ǧāʾa fī-hā min al-āṯār. 2003, S. 654–56. Diese Aussage ist die Ergänzung eines späteren Bearbeiters von al-Azraqīs Werk.
36. ↑  al-Azraqī: Aḫbār Makka wa-mā ǧāʾa fī-hā min al-āṯār. 2003, S. 627. Diese Aussage ist die Ergänzung eines späteren Bearbeiters von al-Azraqīs Werk.
37. ↑  Wüstenfeld: Geschichte der Stadt Mekka. 1861, S. 209f.
38. 1 2  Quṭb ad-Dīn an-Nahrawālī: Kitāb al-Iʿlām bi-aʿlām bait Allāh al-ḥarām. 1857, S. 192.
39. ↑  Quṭb ad-Dīn an-Nahrawālī: Kitāb al-Iʿlām bi-aʿlām bait Allāh al-ḥarām. 1857, S. 191.
40. ↑  Quṭb ad-Dīn an-Nahrawālī: Kitāb al-Iʿlām bi-aʿlām bait Allāh al-ḥarām. 1857, S. 192f.
41. ↑  Zu den Details der Restauration vgl. Wüstenfeld: Geschichte der Stadt Mekka. 1861, S. 265.
42. ↑  Quṭb ad-Dīn an-Nahrawālī: Kitāb al-Iʿlām bi-aʿlām bait Allāh al-ḥarām. 1857, S. 195.
43. ↑  Quṭb ad-Dīn an-Nahrawālī: Kitāb al-Iʿlām bi-aʿlām bait Allāh al-ḥarām. 1857, S. 5, 391.
44. ↑  Quṭb ad-Dīn an-Nahrawālī: Kitāb al-Iʿlām bi-aʿlām bait Allāh al-ḥarām. 1857, S. 394.
45. ↑  al-Ġāzī: Ifādat al-anām bi-aḫbār balad Allāh al-ḥarām. 2009, Bd. I, S. 701.
46. ↑  Quṭb ad-Dīn an-Nahrawālī: Kitāb al-Iʿlām bi-aʿlām bait Allāh al-ḥarām. 1857, S. 395 f.
47. ↑  Quṭb ad-Dīn an-Nahrawālī: Kitāb al-Iʿlām bi-aʿlām bait Allāh al-ḥarām. 1857, S. 413 f.
48. ↑  as-Sinǧārī: Manāʾiḥ al-karam fī aḫbār Makka. Band III, S. 483–485.
49. 1 2  Quṭb ad-Dīn an-Nahrawālī: Kitāb al-Iʿlām bi-aʿlām bait Allāh al-ḥarām. 1857, S. 413.
50. ↑  Quṭb ad-Dīn an-Nahrawālī: Kitāb al-Iʿlām bi-aʿlām bait Allāh al-ḥarām. 1857, S. 422.
51. ↑  Eyüb Sabri Paşa: Mirʾātü l-ḥaremeyn. 1. Mirʾātü Mekke. 2018, S. 1061.
52. ↑  Quṭb ad-Dīn an-Nahrawālī: Kitāb al-Iʿlām bi-aʿlām bait Allāh al-ḥarām. 1857, S. 5, 414.
53. ↑  Quṭb ad-Dīn an-Nahrawālī: Kitāb al-Iʿlām bi-aʿlām bait Allāh al-ḥarām. 1857, S. 421.
54. ↑  Kurt Erdmann: Ka‘ba-Fliesen. In: Ars Orientalis, 1959, 3, S. 192–97; Textarchiv – Internet Archive.
55. ↑  Muḥammad ʿAlī: al-Masǧid al-Ḥarām bi-Makka al-Mukarrama. 1996, S. 108 f.
56. ↑  Muḥammad ʿAlī: al-Masǧid al-Ḥarām bi-Makka al-Mukarrama. 1996, S. 109.
57. ↑  Muḥammad ʿAlī: al-Masǧid al-Ḥarām bi-Makka al-Mukarrama. 1996, S. 318.
58. ↑  Muḥammad ʿAlī: al-Masǧid al-Ḥarām bi-Makka al-Mukarrama. 1996, S. 283–287.
59. ↑  Muhammad Abbas Muhammad Selim: "Ceramic tile panel", in: Discover Islamic Art, Museum With No Frontiers, 2020.
60. ↑  Muḥammad ʿAlī: al-Masǧid al-Ḥarām bi-Makka al-Mukarrama. 1996, S. 288f.
61. ↑  Friederike Voigt: "Painting", in: Discover Islamic Art, Museum With No Frontiers, 2020, und Deniz Beyazıt: „Defining Ottoman Realism in the Uppsala Mecca Painting“, in: Muqarnas 37/1 (2020), 209-245.
62. ↑  Muḥammad ʿAlī: al-Masǧid al-Ḥarām bi-Makka al-Mukarrama. 1996, S. 238–241.
63. ↑  Gönül Tekeli: Astronomical instrument: Qiblanuma. In: Discover Islamic Art, Museum With No Frontiers, 2020.
64. ↑  Muḥammad ʿAlī: al-Masǧid al-Ḥarām bi-Makka al-Mukarrama. 1996, S. 241.
65. ↑  Muḥammad ʿAlī: al-Masǧid al-Ḥarām bi-Makka al-Mukarrama. 1996, S. 253–255.
66. ↑  Rifʿat Bāšā: Mirʾāt al-ḥaramain. 1925, S. 227.
67. ↑  Ibn Duhaiš: ʿImārat al-masǧid al-ḥarām. 1999, S. 109f.
68. ↑  Ibn Duhaiš: ʿImārat al-masǧid al-ḥarām. 1999, S. 122f.
69. ↑  Ibn Duhaiš: ʿImārat al-masǧid al-ḥarām. 1999, S. 121.
70. ↑  Ibn Duhaiš: ʿImārat al-masǧid al-ḥarām. 1999, S. 123–125.
71. ↑  Ibn Duhaiš: ʿImārat al-masǧid al-ḥarām. 1999, S. 125.
72. ↑  Malībārī: al-Muntaqā fī aḫbār Umm al-Qurā. 1985, S. 236.
73. ↑  Ibn Duhaiš: ʿImārat al-masǧid al-ḥarām. 1999, S. 127.
74. 1 2  ar-Riʾāsa al-ʿāmma li-šuʾūn al-masǧid al-ḥarām wa-l-masǧid an-nabawī: an-Našʾa wa-t-taṭauwur. 2010/11, S. 52.
75. ↑  Damluji: The architecture of the Holy Mosque Makkah. 1998, S. 58.
76. ↑  Ibn Duhaiš: ʿImārat al-masǧid al-ḥarām. 1999, S. 135.
77. ↑  Ibn Duhaiš: ʿImārat al-masǧid al-ḥarām. 1999, S. 136.
78. ↑  Ibn Duhaiš: ʿImārat al-masǧid al-ḥarām. 1999, S. 137.
79. ↑  Alfelali, Garcia-Fuentes: “Growth of the Holy Mosque in Mecca”. 2020, S. 72.
80. ↑  Ibn Duhaiš: ʿImārat al-masǧid al-ḥarām. 1999, S. 144f.
81. 1 2 3  ar-Riʾāsa al-ʿāmma li-šuʾūn al-masǧid al-ḥarām wa-l-masǧid an-nabawī: an-Našʾa wa-t-taṭauwur. 2010/11, S. 53.
82. 1 2  Damluji: The architecture of the Holy Mosque Makkah. 1998, S. 62.
83. ↑  Ibn Duhaiš: ʿImārat al-masǧid al-ḥarām. 1999, S. 146.
84. ↑  Ibn Duhaiš: ʿImārat al-masǧid al-ḥarām. 1999, S. 148f.
85. ↑  Ibn Duhaiš: ʿImārat al-masǧid al-ḥarām. 1999, S. 164.
86. ↑  Ibn Duhaiš: ʿImārat al-masǧid al-ḥarām. 1999, S. 186.
87. 1 2  Ibn Duhaiš: ʿImārat al-masǧid al-ḥarām. 1999, S. 180.
88. ↑  Ibn Duhaiš: ʿImārat al-masǧid al-ḥarām. 1999, S. 184f.
89. ↑  Ibn Duhaiš: ʿImārat al-masǧid al-ḥarām. 1999, S. 187.
90. ↑  Ibn Duhaiš: ʿImārat al-masǧid al-ḥarām. 1999, S. 192.
91. 1 2  Ibn Duhaiš: ʿImārat al-masǧid al-ḥarām. 1999, S. 203.
92. ↑  Ibn Duhaiš: ʿImārat al-masǧid al-ḥarām. 1999, S. 204.
93. ↑  Ibn Duhaiš: ʿImārat al-masǧid al-ḥarām. 1999, S. 191f.
94. ↑  Ibn Duhaiš: ʿImārat al-masǧid al-ḥarām. 1999, S. 201.
95. ↑  Ibn Duhaiš: ʿImārat al-masǧid al-ḥarām. 1999, S. 175, 180.
96. ↑  Ibn Duhaiš: ʿImārat al-masǧid al-ḥarām. 1999, S. 201f.
97. ↑  Ibn Duhaiš: ʿImārat al-masǧid al-ḥarām. 1999, S. 194f.
98. 1 2  Mater: Deserts of Pharan. Unofficial Histories behind the Mass Expansion of Mecca. 2016, S. 125.
99. ↑  Mater: Deserts of Pharan. Unofficial Histories behind the Mass Expansion of Mecca. 2016, S. 578.
100. ↑  Alfelali, Garcia-Fuentes: “Growth of the Holy Mosque in Mecca”. 2020, S. 71.
101. ↑  Mater: Deserts of Pharan. Unofficial Histories behind the Mass Expansion of Mecca. 2016, S. 554, 556.
102. ↑  Alice Azania Jarvis: Foster and Hadid in running to remake Mecca. Independent vom 28. November 2008.
103. ↑  ʿAbd al-ʿAzīz aš-Šalāḥī: Ǧāmiʿat al-Malik Saʿūd tafūz bi-taṣmīm mašrūʿ tausiʿat al-ḥaram al-Makkī ǧihat aš-šāmīya. Al-Madīna 4. Juni 2010.
104. ↑  Malāmiḥ miʿmārīya min al-Masǧid al-Ḥarām. Wizārat aṯ-Ṯaqāfa wa-l-Iʿlām, Riad, 2012.
105. 1 2  Martens: “The Masjid al-Haram: Balancing tradition and renewal at the heart of islam”. 2020, 123.
106. ↑  Mater: Deserts of Pharan. Unofficial Histories behind the Mass Expansion of Mecca. 2016, S. 166.
107. ↑  Sarra Grira: The Bin Laden conglomerate “wants to turn Mecca into Las Vegas”. In Observers France 24. 29. November 2012.
108. ↑  Ziauddin Sardar: Mecca. The Sacred City. Bloomsbury, London u. a. 2014. S. 345f.
109. ↑  Mater: Deserts of Pharan. Unofficial Histories behind the Mass Expansion of Mecca. 2016, S. 616.
110. ↑  Martens: “The Masjid al-Haram: Balancing tradition and renewal at the heart of islam”. 2020, 128.
111. ↑  Temporary Mataf, Mekka, SA, 2014 Website str.ucture, abgerufen am 12. Mai 2021.
112. ↑  n-tv NACHRICHTEN: Unglückskran kam aus Deutschland. Abgerufen am 25. Oktober 2022.
113. ↑  Über hundert Tote bei Unglück in Mekka. Bauarbeiten sollten mehr Platz schaffen. In: orf.at. 12. September 2015, abgerufen am 12. September 2015.
114. ↑  Unglück in Saudi-Arabien: Kran stürzt auf Moschee von Mekka. In: focus.de. 11. September 2015, abgerufen am 12. September 2015.
115. ↑  Mecca crane collapse: 107 dead at Saudi Arabia’s Grand Mosque. In: bbc.com. 11. September 2015, abgerufen am 12. September 2015 (englisch).
116. ↑  al-Azraqī: Aḫbār Makka wa-mā ǧāʾa fī-hā min al-āṯār. 2003, S. 620–630.
117. ↑  al-Fāsī: Šifāʾ al-ġarām bi-aḫbār al-balad al-ḥarām. 2008, S. 313–316.
118. ↑  Bā-Salāma: Tārīḫ ʿimārat al-Masǧid al-Ḥarām. 2001, S. 93–111.
119. ↑  Gaudefroy-Demombynes: Le pèlerinage à la Mekke. Étude d’Histoire religieuse. 1923, S. 133.
120. ↑  Ibn Baṭṭūṭa: Riḥla. 1987, S. 152. – Englische Übersetzung, S. 201.
121. 1 2  Taqī ad-Dīn Muḥammad ibn Aḥmad al-Fāsī: al-ʿIqd aṯ-ṯamīn fī tārīḫ al-balad al-amīn. 7 Bände Dār al-kutub al-ʿilmīya, Beirut, 1998. Band I, S. 255; Textarchiv – Internet Archive.
122. ↑  Quṭb ad-Dīn an-Nahrawālī: Kitāb al-Iʿlām bi-aʿlām bait Allāh al-ḥarām. 1857, S. 423.
123. 1 2 3 4  Rifʿat Bāšā: Mirʾāt al-ḥaramain. 1925, S. 229.
124. ↑  Rifʿat Bāšā: Mirʾāt al-ḥaramain. 1925, S. 230–234.
125. ↑  Al-Kurdī: at-Tārīḫ al-qawīm li-Makka wa-bait Allāh al-karīm. 2000, Bd. V, S. 72.
126. ↑  Al-Kurdī: at-Tārīḫ al-qawīm li-Makka wa-bait Allāh al-karīm. 2000, Bd. V, S. 74.
127. ↑  Ibn Ǧubair: Riḥla. 1907, 106. – Deutsche Übers. R. Günther 73 f.
128. 1 2 3  al-Fāsī: Šifāʾ al-ġarām bi-aḫbār al-balad al-ḥarām. 2008, S. 315.
129. ↑  Ibn Rusta: Kitāb al-Aʿlāq an-nafīsa. 1892, S. 48.
130. ↑  Ibn Baṭṭūṭa: Riḥla. 1987, S. 152. – Englische Übersetzung, S. 202.
131. 1 2  Rifʿat Bāšā: Mirʾāt al-ḥaramain. 1925, S. 230.
132. ↑  al-Azraqī: Aḫbār Makka wa-mā ǧāʾa fī-hā min al-āṯār. 2003, S. 603f, 884.
133. 1 2 3 4  So al-Fāsī: Šifāʾ al-ġarām bi-aḫbār al-balad al-ḥarām. 2008, S. 313.
134. ↑  So Quṭb ad-Dīn an-Nahrawālī: Kitāb al-Iʿlām bi-aʿlām bait Allāh al-ḥarām. 1857, S. 208.
135. ↑  Ibn Rusta: Kitāb al-Aʿlāq an-nafīsa. 1892, S. 48f.
136. ↑  Bā-Salāma: Tārīḫ ʿimārat al-Masǧid al-Ḥarām. 2001, S. 99f.
137. ↑  Bā-Salāma: Tārīḫ ʿimārat al-Masǧid al-Ḥarām. 2001, S. 101.
138. ↑  Ibn Rusta: Kitāb al-Aʿlāq an-nafīsa. 1892, S. 49f.
139. ↑  al-Fāsī: Šifāʾ al-ġarām bi-aḫbār al-balad al-ḥarām. 2008, S. 314.
140. ↑  Aḥmad ibn Muḥammad al-Asadī: Iḫbār al-kirām bi-aḫbār al-masǧid al-ḥarām. Ed. Ġulām Muṣṭafā. Dār aṣ-ṣaḥwa, Kairo, 1985, S. 199, und al-Ġāzī: Ifādat al-anām bi-aḫbār balad Allāh al-ḥarām. 2009, Bd. I, S. 701.
141. ↑  Al-Kurdī: at-Tārīḫ al-qawīm li-Makka wa-bait Allāh al-karīm. 2000, Bd. IV, S. 422f.
142. ↑  Quṭb ad-Dīn an-Nahrawālī: Kitāb al-Iʿlām bi-aʿlām bait Allāh al-ḥarām. 1857, S. 107.
143. 1 2 3 4  Al-Kurdī: at-Tārīḫ al-qawīm li-Makka wa-bait Allāh al-karīm. 2000, Bd. IV, S. 423.
144. 1 2  Yāqūt ar-Rūmī: Kitāb Muʿǧam al-buldān. Ed. F. Wüstenfeld. Brockhaus, Leipzig, 1867. Band I, S. 138. Digitalisat
145. 1 2  Ibn Rusta: Kitāb al-Aʿlāq an-nafīsa. 1892, S. 52.
146. 1 2  Ibn Ẓahīra: al-Ǧāmiʿ al-laṭīf fī faḍāʾil Makka. 2003, S. 193.
147. ↑  Bā-Salāma: Tārīḫ ʿimārat al-Masǧid al-Ḥarām. 2001, S. 107f.
148. ↑  Gaudefroy-Demombynes: Le pèlerinage à la Mekke. 1923, S. 149.
149. ↑  Bā-Salāma: Tārīḫ ʿimārat al-Masǧid al-Ḥarām. 2001, S. 108.
150. ↑  Bā-Salāma: Tārīḫ ʿimārat al-Masǧid al-Ḥarām. 2001, S. 109.
151. ↑  Malībārī: al-Muntaqā fī aḫbār Umm al-Qurā. 1985, S. 241.
152. ↑  Malībārī: al-Muntaqā fī aḫbār Umm al-Qurā. 1985, S. 238f.
153. ↑  Ibn Duhaiš: ʿImārat al-masǧid al-ḥarām. 1999, S. 150f.
154. ↑  Ibn Duhaiš: ʿImārat al-masǧid al-ḥarām. 1999, S. 164f.
155. ↑  al-Azraqī: Aḫbār Makka wa-mā ǧāʾa fī-hā min al-āṯār. 2003, S. 656. Diese Aussage ist die Ergänzung eines späteren Bearbeiters von al-Azraqīs Werk.
156. ↑  Ibn Ḍiyāʾ al-Makkī: Tārīḫ Makka al-mušarrafa wa-l-masǧid al-ḥarām. 1997, S. 159.
157. ↑  Ibn Ǧubair: Riḥla. 1907, 91. – Deutsche Übers. R. Günther 64.
158. ↑  Ibn Ǧubair: Riḥla. 1907, 100. – Deutsche Übers. R. Günther 69.
159. ↑  al-Fāsī: Šifāʾ al-ġarām bi-aḫbār al-balad al-ḥarām. 2008, S. 318.
160. ↑  Quṭb ad-Dīn an-Nahrawālī: Kitāb al-Iʿlām bi-aʿlām bait Allāh al-ḥarām. 1857, S. 426.
161. ↑  ʿAbd al-ʿAzīz ibn ʿUmar Ibn Fahd: Bulūġ al-qirā fī ḏail Itḥāf al-warā bi-aḫbār Umm al-Qurā. Ed. Ṣalāḥ ad-Dīn b. Ḫalīl Ibrāhīm and others. 4 Bände Kairo 2005, S. 1330, 1369.
162. 1 2  Quṭb ad-Dīn an-Nahrawālī: Kitāb al-Iʿlām bi-aʿlām bait Allāh al-ḥarām. 1857, S. 425.
163. ↑  ʿAbd al-Karīm b. Muḥibb ad-Dīn al-Quṭbī: Iʿlām al-ʿulamāʾ al-aʿlām bi-bināʾ al-masǧid al-ḥarām. Dār ar-Rifāʿī, Riyadh, 1403/1983, S. 141.
164. ↑  Eyüb Sabri Paşa: Mirʾātü l-ḥaremeyn. 1. Mirʾātü Mekke. 2018, S. 1073–1083.
165. ↑  Eyüb Sabri Paşa: Mirʾātü l-ḥaremeyn. 1. Mirʾātü Mekke. 2018, S. 1074–1079.
166. ↑  Malībārī: al-Muntaqā fī aḫbār Umm al-Qurā. 1985, S. 246.
167. ↑  Ibn Duhaiš: ʿImārat al-masǧid al-ḥarām. 1999, S. 160f.
168. ↑  Manāratān raʾīsīyatān wa-4 ǧānibīya tuzīd maʾāḏin al-masǧid al-ḥarām ilā 13 Okaz online 27. August 2013.
169. ↑  Ibn Ẓahīra: al-Ǧāmiʿ al-laṭīf fī faḍāʾil Makka wa-bināʾ al-bait aš-šarīf. 2003, S. 191f.
170. ↑  Rifʿat Bāšā: Mirʾāt al-ḥaramain. 1925, S. 228 f.
171. ↑  Ibn Ǧubair: Riḥla. 1907, S. 102f. – Dt. Übers. R. Günther. 1985, S. 71.
172. 1 2 3  Ibn Ḍiyāʾ al-Makkī: Tārīḫ Makka al-mušarrafa wa-l-masǧid al-ḥarām. 1997, S. 161.
173. 1 2  Quṭb ad-Dīn an-Nahrawālī: Kitāb al-Iʿlām bi-aʿlām bait Allāh al-ḥarām. 1857, S. 290, 419.
174. 1 2 3  aṭ-Ṭabarī: al-Araǧ al-miskī fī t-tārīḫ al-Makkī. 1996, S. 177.
175. ↑  Ibn Ǧubair: Riḥla. 1907, S. 101. – Dt. Übers. R. Günther. 1985, S. 70.
176. 1 2  Ibn Ẓahīra: al-Ǧāmiʿ al-laṭīf fī faḍāʾil Makka wa-bināʾ al-bait aš-šarīf. 2003, S. 191.
177. ↑  as-Sinǧārī: Manāʾiḥ al-karam fī aḫbār Makka. Band III, S. 489f.
178. ↑  Muḥammad ʿAlī: al-Masǧid al-Ḥarām bi-Makka al-Mukarrama. 1996, S. 81.
179. ↑  Ḥusain ʿAbdallāh Bā-Salāma: Tārīḫ ʿimārat al-Masǧid al-Ḥarām: bi-mā iḥtawā min maqām Ibrāhīm wa-biʾr Zamzam wa-l- minbar wa-ġair ḏālik. Tihāma, Dschidda, 1400 d.H. (= 1980 n. Chr.), S. 198.
180. 1 2  al-Ḥazīmī: al-Maqāmāt fī l-masǧid al-ḥarām. 2017, S. 261.
181. ↑  Ibn Duhaiš: ʿImārat al-masǧid al-ḥarām. 1999, S. 133.
182. ↑  Ibn Duhaiš: ʿImārat al-masǧid al-ḥarām. 1999, S. 146f.
183. 1 2  Ibn Duhaiš: ʿImārat al-masǧid al-ḥarām. 1999, S. 158f.
184. ↑  al-Azraqī: Aḫbār Makka wa-mā ǧāʾa fī-hā min al-āṯār. 2003, S. 636f.
185. ↑  Rifʿat Bāšā: Mirʾāt al-ḥaramain. 1925, S. 252f.
186. ↑  Ibn Ǧubair: Riḥla. 1907, S. 95. – Deutsche Übers. R. Günther 66.
187. ↑  Rifʿat Bāšā: Mirʾāt al-ḥaramain. 1925, S. 253.
188. ↑  Rifʿat Bāšā: Mirʾāt al-ḥaramain. 1925, S. 253f.
189. ↑  Al-Kurdī: at-Tārīḫ al-qawīm li-Makka wa-bait Allāh al-karīm. 2000, Bd. IV, S. 406.
190. ↑  Al-Minbar ar-ruḫāmī al-abyaḍ al-ʿUṯmānī in Makkawi.com vom 17. Januar 2016 (Mit einem Bild des osmanischen Minbars von 1947).
191. ↑  al-Fākihī: Aḫbār Makka fī qadīm ad-dahr wa-ḥadīṯihī. 1994, Band II, S. 132.
192. ↑  al-Fākihī: Aḫbār Makka fī qadīm ad-dahr wa-ḥadīṯihī. 1994, Band II, S. 146f.
193. ↑  Ibn Ǧubair: Riḥla. 1907, S. 86. – Dt. Übers. R. Günther. 1985, S. 60f.
194. 1 2  Naǧm ad-Dīn Ibn Fahd: Itḥāf al-warā bi-aḫbār Umm al-Qurā. 1984, Bd. III, S. 637.
195. ↑  Rifʿat Bāšā: Mirʾāt al-ḥaramain. 1925, S. 259.
196. 1 2  Burckhardt: Travels in Arabia. 1829, S. 247.
197. ↑  Alfelali, Garcia-Fuentes: “Growth of the Holy Mosque in Mecca”. 2020, S. 66.
198. ↑  al-Azraqī: Aḫbār Makka wa-mā ǧāʾa fī-hā min al-āṯār. 2003, S. 757–763.
199. ↑  Ibn Ẓahīra: al-Ǧāmiʿ al-laṭīf fī faḍāʾil Makka wa-bināʾ al-bait aš-šarīf. 2003, S. 181.
200. ↑  Quṭb ad-Dīn an-Nahrawālī: Kitāb al-Iʿlām bi-aʿlām bait Allāh al-ḥarām. 1857, S. 78.
201. ↑  Quṭb ad-Dīn an-Nahrawālī: Kitāb al-Iʿlām bi-aʿlām bait Allāh al-ḥarām. 1857, S. 411f.
202. ↑  Quṭb ad-Dīn an-Nahrawālī: Kitāb al-Iʿlām bi-aʿlām bait Allāh al-ḥarām. 1857, S. 412.
203. ↑  Quṭb ad-Dīn an-Nahrawālī: Kitāb al-Iʿlām bi-aʿlām bait Allāh al-ḥarām. 1857, S. 285.
204. ↑  Quṭb ad-Dīn an-Nahrawālī: Kitāb al-Iʿlām bi-aʿlām bait Allāh al-ḥarām. 1857, S. 412f.
205. 1 2  Eyüb Sabri Paşa: Mirʾātü l-ḥaremeyn. 1. Mirʾātü Mekke. 2018, S. 793.
206. ↑  as-Sinǧārī: Manāʾiḥ al-karam fī aḫbār Makka. Bd. IV, S. 465f.
207. ↑  as-Sinǧārī: Manāʾiḥ al-karam fī aḫbār Makka. Bd. IV, S. 473.
208. ↑  as-Sinǧārī: Manāʾiḥ al-karam fī aḫbār Makka. Bd. V, S. 224f.
209. ↑  Ibn Duhaiš: ʿImārat al-masǧid al-ḥarām. 1999, S. 81.
210. ↑  Ibn Duhaiš: ʿImārat al-masǧid al-ḥarām. 1999, S. 128.
211. ↑  al-Azraqī: Aḫbār Makka wa-mā ǧāʾa fī-hā min al-āṯār. 2003, S. 878f.
212. 1 2  al-Azraqī: Aḫbār Makka wa-mā ǧāʾa fī-hā min al-āṯār. 2003, S. 635.
213. ↑  al-Azraqī: Aḫbār Makka wa-mā ǧāʾa fī-hā min al-āṯār. 2003, S. 401f.
214. ↑  Ibn Ḍiyāʾ al-Makkī: Tārīḫ Makka al-mušarrafa wa-l-masǧid al-ḥarām. 1997, S. 124.
215. ↑  al-Fāsī: Šifāʾ al-ġarām bi-aḫbār al-balad al-ḥarām. 2008, Band I, S. 313.
216. 1 2  Taqī ad-Dīn Muḥammad ibn Aḥmad al-Fāsī: al-ʿIqd aṯ-ṯamīn fī tārīḫ al-balad al-amīn. 7 Bände Dār al-kutub al-ʿilmīya, Beirut, 1998. Band III, S. 252; Textarchiv – Internet Archive.
217. ↑  Bā-Salāma: Tārīḫ ʿimārat al-Masǧid al-Ḥarām. 2001, S. 200.
218. ↑  Wensinck: „al-Masdjid al-ḥarām“ in Enzyklopaedie des Islām, Band III, S. 450b.
219. ↑  aṭ-Ṭabarī: al-Araǧ al-miskī fī t-tārīḫ al-Makkī. 1996, S. 183f.
220. ↑  aṭ-Ṭabarī: al-Araǧ al-miskī fī t-tārīḫ al-Makkī. 1996, S. 184.
221. ↑  aṣ-Ṣabbāġ: Taḥṣīl al-marām fī aḫbār al-bait al-ḥarām. 2004, S. 282.
222. ↑  Bā-Salāma: Tārīḫ ʿimārat al-Masǧid al-Ḥarām. 2001, S. 201.
223. ↑  Al-Kurdī: at-Tārīḫ al-qawīm li-Makka wa-bait Allāh al-karīm. 2000, Bd. V, S. 33.
224. ↑  aṣ-Ṣabbāġ: Taḥṣīl al-marām fī aḫbār al-bait al-ḥarām. 2004, S. 406f.
225. ↑  Bā-Salāma: Tārīḫ ʿimārat al-Masǧid al-Ḥarām. 2001, S. 201f.
226. ↑  Siehe die Aufstellung in der Bildunterschrift der Osmanischen Lithographie.
227. ↑  Al-Kurdī: at-Tārīḫ al-qawīm li-Makka wa-bait Allāh al-karīm. 2000, Bd. V, S. 31.
228. ↑  Bā-Salāma: Tārīḫ ʿimārat al-Masǧid al-Ḥarām. 2001, S. 202.
229. ↑  Bā-Salāma: Tārīḫ ʿimārat al-Masǧid al-Ḥarām. 2001, S. 204–206.
230. ↑  al-Kurdī al-Makkī: at-Tārīḫ al-qawīm li-Makka wa-bait Allāh al-karīm. 2000, Band V, S. 37.
231. ↑  Ibn Duhaiš: ʿImārat al-masǧid al-ḥarām. 1999, S. 199 f.
232. ↑  Otmar Lahodynsky: Luster aus Österreich für Mekka: Über 100 Millionen Euro Auftragssumme in profil.at 11. November 2013.
233. ↑  al-Azraqī: Aḫbār Makka wa-mā ǧāʾa fī-hā min al-āṯār. 2003, S. 296.
234. ↑  al-Azraqī: Aḫbār Makka wa-mā ǧāʾa fī-hā min al-āṯār. 2003, S. 635f.
235. ↑  Naǧm ad-Dīn Ibn Fahd: Itḥāf al-warā bi-aḫbār Umm al-Qurā. 1984, Bd. III, S. 452f.
236. ↑  Ibn Ḍiyāʾ al-Makkī: Muḫtaṣar Tanzīh al-Masǧid al-Ḥarām ʿan bidaʿ al-ǧahala al-ʿawāmm. 1999, S. 16.
237. ↑  ʿAbd al-Qādir ibn Muḥammad al-Ǧazīrī: Durar al-fawāʾid al-munaẓẓama fī aḫbār al-ḥāǧǧ wa-ṭarīq Makka al-muʿaẓẓama. Dār al-kutub al-ʿilmīya, Beirut, 2002. Band I, S. 446; Textarchiv – Internet Archive.
238. ↑  Bā-Salāma: Tārīḫ ʿimārat al-Masǧid al-Ḥarām. 2001, S. 229.
239. ↑  Bā-Salāma: Tārīḫ ʿimārat al-Masǧid al-Ḥarām. 2001, S. 230.
240. ↑  Ibn Duhaiš: ʿImārat al-masǧid al-ḥarām. 1999, S. 101.
241. ↑  Richard T. Mortel: „Madrasas in Mecca during the Medieval Period: A Descriptive Study based on Literary Sources“ in Bulletin of the School of Oriental and African Studies 60/2 (1997) 236–252. Hier besonders S. 237–244.
242. ↑  Franke: "Educational and Non-Educational Madrasas”. 2020, S. 84f, 89f.
243. ↑  Franke: "Educational and Non-Educational Madrasas”. 2020, S. 87f, 91–93.
244. ↑  Franke: "Educational and Non-Educational Madrasas”. 2020, S. 94f, 97f.
245. ↑  Evliya Çelebi: Seyahatname. İstanbul Devlet Matbaası, Istanbul 1935, Band IX, S. 771; Textarchiv – Internet Archive.
246. ↑  Snouck Hurgronje: Mekka. 2. Aus dem heutigen Leben. S. 231 f.
247. ↑  Snouck Hurgronje: Mekka. 2. Aus dem heutigen Leben. 1889, S. 232.
248. ↑  Muḥammad Labīb al-Batanūnī: ar-Riḥla al-ḥiǧāzīya. Maṭbaʿat al-Ǧamālīya, Kairo, 1329h (= 1911 n. Chr.). S. 100.
249. ↑  Thaddäus Kowalski: Der Dīwān des Ḳais Ibn al Ḫaṭīm. Harrassowitz, Leipzig, 1914. Arab. Text, S. 18, Vers 14. Digitalisat.
250. ↑  Wensinck: „al-Masdjid al-ḥarām“ in Enzyklopaedie des Islām, Band III, S. 449b.
251. ↑  az-Zarkašī: Iʿlām as-sāǧid bi-aḥkām al-masāǧid. 1996, S. 59f.
252. ↑  Siehe die betreffenden Textstellen in der Corpus-Coranicum-Datenbank, die die Paretsche Übersetzung zugrunde legt.
253. 1 2  al-Fākihī: Aḫbār Makka fī qadīm ad-dahr wa-ḥadīṯihī. 1994, Band II, S. 106.
254. ↑  Al-Māwardī: Kitāb al-Ḥāwī al-kabīr. Ed. ʿAlī Muḥamma Muʿauwiḍ u. ʿĀdil ʿAbd al-Mauǧūd. Dār al-kutub al-ʿilmīya, Beirut, 1994. Band IV, S. 62 f.; Textarchiv – Internet Archive.
255. ↑  Wensinck: al-Masdjid al-ḥarām. In: Enzyklopaedie des Islām, Band III, S. 449b–450a.
256. ↑  al-Azraqī: Aḫbār Makka wa-mā ǧāʾa fī-hā min al-āṯār. 2003, S. 583.
257. 1 2  al-Azraqī: Aḫbār Makka wa-mā ǧāʾa fī-hā min al-āṯār. 2003, S. 582.
258. ↑  Yāqūt ar-Rūmī: Kitāb Muʿǧam al-buldān. Ed. Ferdinand Wüstenfeld. Brockhaus, Leipzig, 1867. Band II, S. 272. Digitalisat
259. ↑  al-Baihaqī: Kitāb as-Sunan al-kubrā. Ed. Muḥammad ʿAbd al-Qādir ʿAṭā. Dār al-Kutub al-ʿilmīya, Beirut 2003, Band II, S. 16; Textarchiv – Internet Archive.
260. ↑  az-Zarkašī: Iʿlām as-sāǧid bi-aḥkām al-masāǧid. 1996, S. 61.
261. 1 2  Wensinck: „al-Masdjid al-ḥarām“ in Enzyklopaedie des Islām, Band III, S. 450a.
262. 1 2  Ṣaḥīḥ al-Buḫārī, Kitāb Faḍl aṣ-ṣalāt fī masǧid Makka wa-l-Madīna, Nr. 1189, 1190; Textarchiv – Internet Archive.
263. ↑  ʿAlī al-Qārī: al-Maslak al-mutaqassiṭ fi l-mansak al-mutawassiṭ. Kairo 1910, S. 289. Digitalisat Wikisource
264. 1 2  al-Azraqī: Aḫbār Makka wa-mā ǧāʾa fī-hā min al-āṯār. 2003, S. 585.
265. ↑  aṭ-Ṭabarī: al-Qirā li-qāṣid Umm al-Qurā. 1983, S. 656.
266. ↑  al-Fākihī: Aḫbār Makka fī qadīm ad-dahr wa-ḥadīṯihī. 1994, Band II, S. 93.
267. ↑  al-Fākihī: Aḫbār Makka fī qadīm ad-dahr wa-ḥadīṯihī. 1994, Band II, S. 95.
268. 1 2  al-Fākihī: Aḫbār Makka fī qadīm ad-dahr wa-ḥadīṯihī. 1994, Band II, S. 98.
269. ↑  Franke: Begegnung mit Khidr. 2000, S. 117.
270. ↑  aṣ-Ṣabbāġ: Taḥṣīl al-marām fī aḫbār al-bait al-ḥarām. 2004, S. 418.
271. ↑  Ṣaḥīḥ al-Buḫārī, Kitāb Aḥādīṯ al-anbiyāʾ, Nr. 3366, 3425; Textarchiv – Internet Archive.
272. ↑  Ibn Ẓahīra: al-Ǧāmiʿ al-laṭīf fī faḍāʾil Makka wa-bināʾ al-bait aš-šarīf. 2003, S. 26f.
273. ↑  M. J. Kister: “'You Shall Only Set out for Three Mosques'. A Study of an Early Tradition” in Le Muséon 82 (1969): 173-96. Digitalisat
274. ↑  al-Azraqī: Aḫbār Makka wa-mā ǧāʾa fī-hā min al-āṯār. 2003, S. 590.
275. ↑  al-Fākihī: Aḫbār Makka fī qadīm ad-dahr wa-ḥadīṯihī. 1994, Band II, S. 124.
276. ↑  aṭ-Ṭabarī: al-Qirā li-qāṣid Umm al-Qurā. 1983, S. 654f.
277. ↑  al-Azraqī: Aḫbār Makka wa-mā ǧāʾa fī-hā min al-āṯār. 2003, S. 634.
278. ↑  al-Fāsī: az-Zuhūr al-muqtaṭafa min tārīḫ Makka al-mušarrafa. 2001, S. 140.
279. ↑  as-Sinǧārī: Manāʾiḥ al-karam fī aḫbār Makka. Band III, S. 489f, Fußnote 5.
280. ↑  Rifʿat Bāšā: Mirʾāt al-ḥaramain. 1925, S. 259f.
281. ↑  Rifʿat Bāšā: Mirʾāt al-ḥaramain. 1925, S. 235.
282. ↑  al-Azraqī: Aḫbār Makka wa-mā ǧāʾa fī-hā min al-āṯār. 2003, S. 588.
283. ↑  al-Azraqī: Aḫbār Makka wa-mā ǧāʾa fī-hā min al-āṯār. 2003, S. 589.
284. 1 2  al-Fāsī: Šifāʾ al-ġarām bi-aḫbār al-balad al-ḥarām. 2008, Band I, S. 326.
285. ↑  Abū Ṭāhir as-Silafī: Muʿǧam as-safar. Ed. ʿAbdallāh ʿUmar al-Bārūdī. Dār al-Fikr, Beirut 1993, S. 142, Nr. 430; Textarchiv – Internet Archive.
286. ↑  Ibn al-Ǧauzī: al-Muntaẓam fī t-tārīḫ. Ed. Muḥammad u. Muṣṭafā ʿAbd al-Qādir ʿAṭā. Dār al-kutub al-ʿilmīya, Beirut, ohne Datum. Bd. XVIII, S. 166; Textarchiv – Internet Archive.
287. ↑  Sibṭ Ibn al-Ǧauzī: Mirʾāt az-zamān fī tawārīḫ al-aʿyān. Dār ar-Risāla al-ʿĀlamīya, Beirut 2013, Band XXI, S. 58; Textarchiv – Internet Archive.
288. 1 2 3  Ibn Ǧubair: Riḥla. 1907, S. 101f. – Dt. Übers. R. Günther. 1985, S. 70f.
289. ↑  Ibn Farḥūn: Iršād as-sālik ilā afʿāl al-manāsik. Ed. Muḥammad ibn al-Hādī Abū l-Aǧfān. Maktabat al-ʿUbaikān, Riad 2002, S. 296–304; Textarchiv – Internet Archive.
290. ↑  Naǧm ad-Dīn Ibn Fahd: Itḥāf al-warā bi-aḫbār Umm al-Qurā. 1984, Bd. III, S. 184.
291. ↑  Ibn Taġrībirdī: an-Nuǧūm az-zāhira fi mulūk Miṣr wa-l-Qāhira. Al-Muʾassasa al-miṣrīya al-ʿāmma, Kairo 1972, Band XI, S. 139; Textarchiv – Internet Archive.
292. ↑  al-Fāsī: az-Zuhūr al-muqtaṭafa min tārīḫ Makka al-mušarrafa. 2001, S. 142.
293. 1 2  al-Fāsī: Šifāʾ al-ġarām bi-aḫbār al-balad al-ḥarām. 2008, Band I, S. 325.
294. ↑  al-Ḥaṭṭāb ar-Ruʿainī: Mawāhib al-ǧalīl fī šarḥ Muḫtaṣar aš-šaiḫ al-Ḫalīl. Dār ar-Riḍwān, Nouakchott, 2010. Band II, S. 382 f.; Textarchiv – Internet Archive.
295. ↑  Ibn Ẓahīra: al-Ǧāmiʿ al-laṭīf fī faḍāʾil Makka wa-bināʾ al-bait aš-šarīf. 2003, S. 189f.
296. ↑  Snouck Hurgronje: Mekka. 2. Aus dem heutigen Leben. 1889, S. 87.
297. ↑  aṭ-Ṭabarī: al-Araǧ al-miskī fī t-tārīḫ al-Makkī. 1996, S. 174.
298. ↑  aṣ-Ṣabbāġ: Taḥṣīl al-marām fī aḫbār al-bait al-ḥarām. 2004, S. 399f.
299. 1 2  al-Fāsī: az-Zuhūr al-muqtaṭafa min tārīḫ Makka al-mušarrafa. 2001, S. 141.
300. ↑  al-Fāsī: Šifāʾ al-ġarām bi-aḫbār al-balad al-ḥarām. 2008, Band I, S. 323f.
301. ↑  Ibn Ẓahīra: al-Ǧāmiʿ al-laṭīf fī faḍāʾil Makka wa-bināʾ al-bait aš-šarīf. 2003, S. 187.
302. ↑  Quṭb ad-Dīn an-Nahrawālī: Kitāb al-Iʿlām bi-aʿlām bait Allāh al-ḥarām. 1857, S. 289f.
303. 1 2  Ibn Ẓahīra: al-Ǧāmiʿ al-laṭīf fī faḍāʾil Makka wa-bināʾ al-bait aš-šarīf. 2003, S. 189.
304. ↑  Ibn Ẓahīra: al-Ǧāmiʿ al-laṭīf fī faḍāʾil Makka wa-bināʾ al-bait aš-šarīf. 2003, S. 187f.
305. ↑  Rifʿat Bāšā: Mirʾāt al-ḥaramain. 1925, S. 228.
306. ↑  Quṭb ad-Dīn an-Nahrawālī: Kitāb al-Iʿlām bi-aʿlām bait Allāh al-ḥarām. 1857, S. 290.
307. ↑  aš-Šaukānī: Iršād as-sāʾil ilā dalāʾil. [ohne Ort] 1930, S. 50; Textarchiv – Internet Archive.
308. ↑  Guido Steinberg: Religion und Staat in Saudi-Arabien. Die wahhabitischen Gelehrten 1902–1953. Ergon-Verlag, Würzburg, 2003, S. 544.
309. ↑  al-Ḥazīmī: al-Maqāmāt fī l-masǧid al-ḥarām. 2017, S. 249.
310. ↑  al-Ḥazīmī: al-Maqāmāt fī l-masǧid al-ḥarām. 2017, S. 250.
311. 1 2  al-Ḥazīmī: al-Maqāmāt fī l-masǧid al-ḥarām. 2017, S. 255.
312. ↑  Guido Steinberg: Religion und Staat in Saudi-Arabien. Die wahhabitischen Gelehrten 1902–1953. Ergon-Verlag, Würzburg, 2003, S. 544f.
313. ↑  Ibn Ǧubair: Riḥla. 1907, S. 95f. – Dt. Übers. R. Günther. 1985, S. 66f.
314. ↑  Rifʿat Bāšā: Mirʾāt al-ḥaramain. 1925, S. 254f.
315. ↑  Al-Kurdī: at-Tārīḫ al-qawīm li-Makka wa-bait Allāh al-karīm. 2000, Bd. IV, S. 401.
316. ↑  Al-Kurdī: at-Tārīḫ al-qawīm li-Makka wa-bait Allāh al-karīm. 2000, Bd. IV, S. 400.
317. ↑  Al-Kurdī: at-Tārīḫ al-qawīm li-Makka wa-bait Allāh al-karīm. 2000, Bd. V, S. 5.
318. ↑  Al-Kurdī: at-Tārīḫ al-qawīm li-Makka wa-bait Allāh al-karīm. 2000, Bd. IV, S. 402.
319. ↑  Ibn Ǧubair: Riḥla. 1907, S. 143f. – Dt. Übers. R. Günther. 1985, S. 101f.
320. 1 2  Ibn Ḍiyāʾ al-Makkī: Muḫtaṣar Tanzīh al-Masǧid al-Ḥarām ʿan bidaʿ al-ǧahala al-ʿawāmm. 1999, S. 18.
321. 1 2  Ibn Ḍiyāʾ al-Makkī: Tārīḫ Makka al-mušarrafa wa-l-masǧid al-ḥarām. 1997, S. 163.
322. ↑  Ibn Ǧubair: Riḥla. 1907, S. 149–155. – Dt. Übers. R. Günther. 1985, S. 106–111.
323. ↑  Snouck Hurgronje: Mekka. 2. Aus dem heutigen Leben. 1889, S. 81.
324. ↑  Yūsuf Ibn-Muḥammad aṣ-Ṣubḥī: Wisām al-karam fī tarāǧim aʾimma wa-ḫuṭabāʾ al-Ḥaram. Dār al-Bašāʾir al-Islāmīya, Beirut, 2005. S. 31.
325. ↑  al-Azraqī: Aḫbār Makka wa-mā ǧāʾa fī-hā min al-āṯār. 2003, S. 634.
326. ↑  Ibn Ḍiyāʾ al-Makkī: Tārīḫ Makka al-mušarrafa wa-l-masǧid al-ḥarām. 1997, S. 156.
327. ↑  aṣ-Ṣabbāġ: Taḥṣīl al-marām fī aḫbār al-bait al-ḥarām. 2004, S. 379f.
328. ↑  Ibn Ḍiyāʾ al-Makkī: Muḫtaṣar Tanzīh al-Masǧid al-Ḥarām ʿan bidaʿ al-ǧahala al-ʿawāmm. 1999, S. 17f.
329. 1 2  Franke: Begegnung mit Khidr. 2000, S. 119.
330. ↑  Franke: Begegnung mit Khidr. 2000, S. 118f.
331. ↑  ʿAlī al-Qārī: al-Ḥaḏar fī amr al-Ḫiḍr. Ed. Muḥammad Ḫair Ramaḍān Yūsuf. Dār al-Qalam, Damaskus 1991, S. 141; Textarchiv – Internet Archive.
332. ↑  Ignatius Mouradgea d’Ohsson: Tableau général de l’empire othoman: divisé en deux parties, dont l’une comprend la législation mahométane, l’autre, l’histoire de l’empire othoman Band III. Paris, 1790, S. 280. Digitalisat
333. ↑  al-Kurdī al-Makkī: at-Tārīḫ al-qawīm li-Makka wa-bait Allāh al-karīm. 2000, Band V, S. 64.
334. 1 2  al-Kurdī al-Makkī: at-Tārīḫ al-qawīm li-Makka wa-bait Allāh al-karīm. 2000, Band V, S. 65.
335. ↑  Bā-Salāma: Tārīḫ ʿimārat al-Masǧid al-Ḥarām. 2001, S. 241.
336. 1 2 3  Rifʿat Bāšā: Mirʾāt al-ḥaramain. 1925, S. 260.
337. ↑  al-Kurdī al-Makkī: at-Tārīḫ al-qawīm li-Makka wa-bait Allāh al-karīm. 2000, Band V, S. 65, 67.
338. ↑  Bā-Salāma: Tārīḫ ʿimārat al-Masǧid al-Ḥarām. 2001, S. 241f.
339. ↑  ar-Riʾāsa al-ʿāmma li-šuʾūn al-masǧid al-ḥarām wa-l-masǧid an-nabawī: an-Našʾa wa-t-taṭauwur. 2010/11, S. 11.
340. ↑  ar-Riʾāsa al-ʿāmma li-šuʾūn al-masǧid al-ḥarām wa-l-masǧid an-nabawī: an-Našʾa wa-t-taṭauwur. 2010/11, S. 17.
341. ↑  Mater: Deserts of Pharan. Unofficial Histories behind the Mass Expansion of Mecca. 2016, S. 619.
342. ↑  al-Fāsī: Šifāʾ al-ġarām bi-aḫbār al-balad al-ḥarām. 2008, S. 320.
343. ↑  Ǧārallāh Muḥammad ibn ʿAbd al-ʿAzīz Ibn Fahd: Kitāb Nail al-munā bi-ḏail Buluġ al-qirā li-takmilat Itḥāf al-warā. 2 Bände. Ed. M. al-Ḥabīb al-Hīla. Muʾassasat al-Furqān li-t-turāṯ al-Islāmī, Mekka, 2000. Band II, S. 712; Textarchiv – Internet Archive.
344. ↑  aṭ-Ṭabarī: al-Araǧ al-miskī fī t-tārīḫ al-Makkī. 1996, S. 187.
345. ↑  al-Ḥazīmī: al-Maqāmāt fī l-masǧid al-ḥarām. 2017, S. 87.
346. ↑  aṭ-Ṭabarī: al-Araǧ al-miskī fī t-tārīḫ al-Makkī. 1996, S. 188.
347. ↑  aṭ-Ṭabarī: al-Araǧ al-miskī fī t-tārīḫ al-Makkī. 1996, S. 186.
348. ↑  aṭ-Ṭabarī: al-Araǧ al-miskī fī t-tārīḫ al-Makkī. 1996, S. 187.
349. ↑  Ali Bey: Travels of Ali Bey: in Morocco, Tripoli, Cyprus, Egypt, Arabia, Syria, and Turkey. Between the years 1803 and 1807. James Maxwell, Philadelphia 1816, Band II, S. 104; Textarchiv – Internet Archive.
350. 1 2  Al-Kurdī: at-Tārīḫ al-qawīm li-Makka wa-bait Allāh al-karīm. 2000, Bd. IV, S. 425.
351. ↑  ʿAbd al-Qādir ibn Muḥammad al-Ǧazīrī: Durar al-fawāʾid al-munaẓẓama fī aḫbār al-ḥāǧǧ wa-ṭarīq Makka al-muʿaẓẓama. Dār al-kutub al-ʿilmīya, Beirut 2002, Band I, S. 447; Textarchiv – Internet Archive.
352. ↑  aṭ-Ṭabarī: al-Araǧ al-miskī fī t-tārīḫ al-Makkī. 1996, S. 183.
353. ↑  Ibn Ḍiyāʾ al-Makkī: Muḫtaṣar Tanzīh al-Masǧid al-Ḥarām ʿan bidaʿ al-ǧahala al-ʿawāmm. 1999, S. 16–21.
354. ↑  Ibn Ḍiyāʾ al-Makkī: Muḫtaṣar Tanzīh al-Masǧid al-Ḥarām ʿan bidaʿ al-ǧahala al-ʿawāmm. 1999, S. 21–35.
355. ↑  al-Kurdī al-Makkī: at-Tārīḫ al-qawīm li-Makka wa-bait Allāh al-karīm. 2000, Band V, S. 67.
356. ↑  al-Kurdī al-Makkī: at-Tārīḫ al-qawīm li-Makka wa-bait Allāh al-karīm. 2000, Band V, S. 68f.
357. ↑  Ibn Ḍiyāʾ al-Makkī: Muḫtaṣar Tanzīh al-Masǧid al-Ḥarām ʿan bidaʿ al-ǧahala al-ʿawāmm. 1999, S. 17.
358. ↑  Al-Kurdī: at-Tārīḫ al-qawīm li-Makka wa-bait Allāh al-karīm. 2000, Bd. V, S. 34.
359. ↑  Eyüb Sabri Paşa: Mirʾātü l-ḥaremeyn. 1. Mirʾātü Mekke. 2018, S. 1117.
360. ↑  Snouck Hurgronje: Mekka. 2. Aus dem heutigen Leben. 1889, S. 235f.
361. ↑  Snouck Hurgronje: Mekka. 2. Aus dem heutigen Leben. 1889, S. 237.
362. ↑  Abū Sulaimān: al-Masǧid al-Ḥarām: al-ǧāmiʿ, al-ǧāmiʿa. 2014, Band II, S. 725.
363. ↑  Abū Sulaimān: al-Masǧid al-Ḥarām: al-ǧāmiʿ, al-ǧāmiʿa. 2014, Band II, S. 724.
364. ↑  Abū Sulaimān: al-Masǧid al-Ḥarām: al-ǧāmiʿ, al-ǧāmiʿa. 2014, Band II, S. 725 f, 732 f.
365. ↑  Abū Sulaimān: al-Masǧid al-Ḥarām: al-ǧāmiʿ, al-ǧāmiʿa. 2014, Band II, S. 727f.
366. ↑  Abū Sulaimān: al-Masǧid al-Ḥarām: al-ǧāmiʿ, al-ǧāmiʿa. 2014, Band II, S. 731.
367. ↑  Abū Sulaimān: al-Masǧid al-Ḥarām: al-ǧāmiʿ, al-ǧāmiʿa. 2014, Band II, S. 732.
368. ↑  Rifʿat Bāšā: Mirʾāt al-ḥaramain. 1925, S. 260f.
369. ↑  Ahmed: AfroMecca in history: African societies, anti-black racism, and teaching in al-Haram Mosque in Mecca. 2019, S. 144.
370. ↑  al-Azraqī: Aḫbār Makka wa-mā ǧāʾa fī-hā min al-āṯār. 2003, S. 518.
371. ↑  Ibn Ǧubair: Riḥla. 1907, S. 86. – Dt. Übers. R. Günther. 1985, S. 61.
372. ↑  al-Fākihī: Aḫbār Makka fī qadīm ad-dahr wa-ḥadīṯihī. 1994, Band III, S. 242 und Wüstenfeld: Geschichte der Stadt Mekka. 1861, S. 202.
373. ↑  Rifʿat Bāšā: Mirʾāt al-ḥaramain. 1925, S. 261f.
374. ↑  Muḥammad Ṭāhir al-Kurdī: at-Tārīḫ al-qawīm li-Makka wa-bait Allāh al-karīm. 2000, Bd. IV, S. 387.
375. ↑  Snouck Hurgronje: Mekka. 2. Aus dem heutigen Leben. 1889, S. 277.
376. ↑  Ahmed: AfroMecca in history: African societies, anti-black racism, and teaching in al-Haram Mosque in Mecca. 2019, S. 135.
377. ↑  Ibn Ḍiyāʾ al-Makkī: Muḫtaṣar Tanzīh al-Masǧid al-Ḥarām ʿan bidaʿ al-ǧahala al-ʿawāmm. 1999, S. 16.
378. ↑  Ibn Ḍiyāʾ al-Makkī: Muḫtaṣar Tanzīh al-Masǧid al-Ḥarām ʿan bidaʿ al-ǧahala al-ʿawāmm. 1999, S. 19.
379. ↑  Ibn Ḍiyāʾ al-Makkī: Muḫtaṣar Tanzīh al-Masǧid al-Ḥarām ʿan bidaʿ al-ǧahala al-ʿawāmm. 1999, S. 20.
380. ↑  John Lewis Burckhardt: Travels in Arabia. Henry Colburn, London 1829, S. 277; Textarchiv – Internet Archive.
381. ↑  Muḥammad Labīb al-Batanūnī: ar-Riḥla al-ḥiǧāzīya. Maṭbaʿat al-Ǧamālīya, Kairo, 1329h (= 1911 n. Chr.). S. 98. Vgl. auch Gaudefroy-Demombynes: Le pèlerinage à la Mekke. 1923, S. 147.
382. ↑  Wüstenfeld: Geschichte der Stadt Mekka. 1861, S. 277.
383. ↑  Naǧm ad-Dīn Ibn Fahd: Itḥāf al-warā bi-aḫbār Umm al-Qurā. 1984, Bd. III, S. 516.
384. ↑  as-Sinǧārī: Manāʾiḥ al-karam fī aḫbār Makka. Band IV, S. 302f.
385. ↑  Ménoret: Fighting for the Holy Mosque: The 1979 Mecca Insurgency. 2008, S. 131.
386. ↑  Ménoret: Fighting for the Holy Mosque: The 1979 Mecca Insurgency. 2008, S. 129.